# 超低床電車

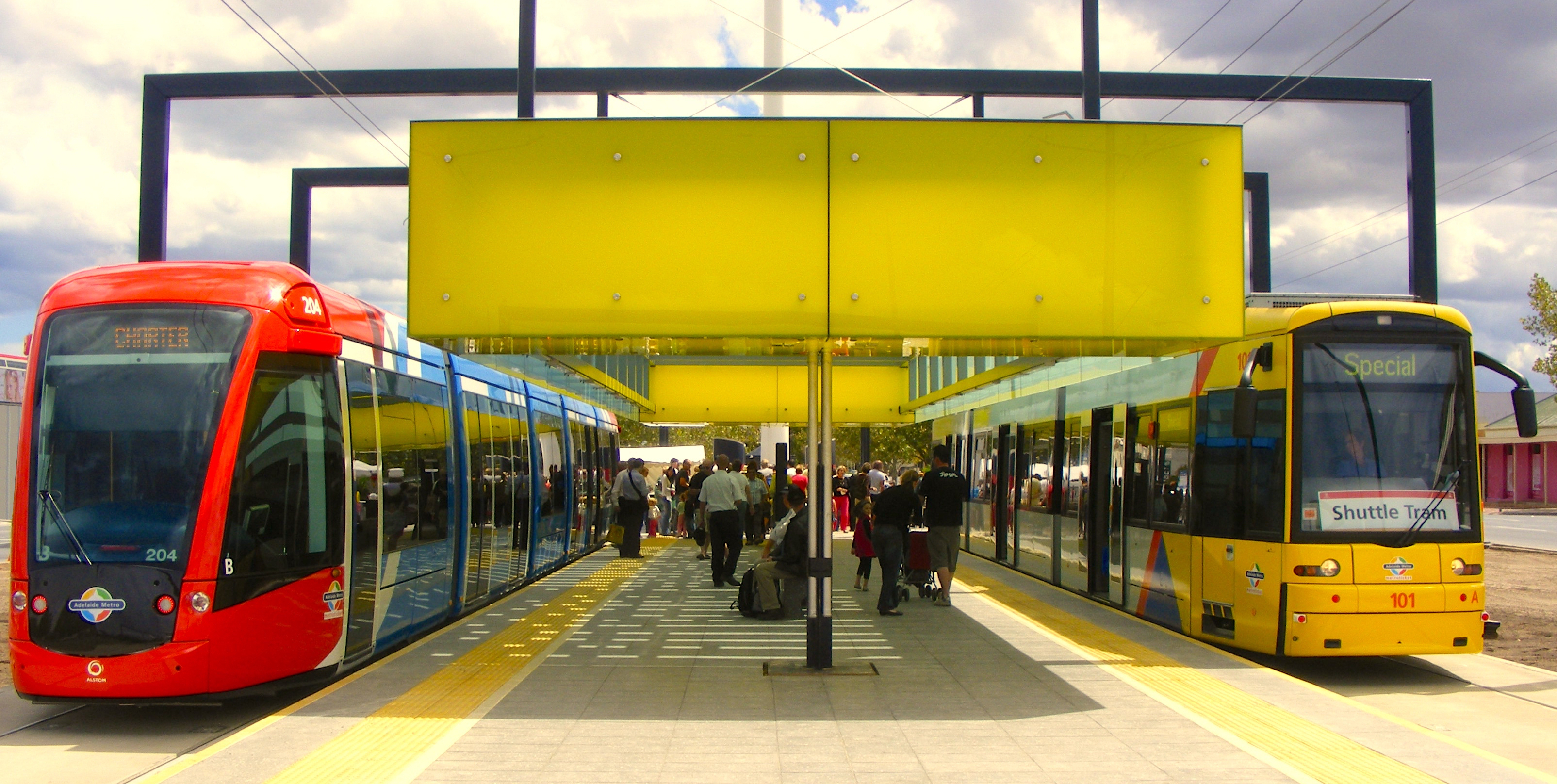
アデレードのグレネルグ・トラムにおけるアルストムのシタディス302及びボンバルディアのFlexity Classic

超低床電車（ちょうていしょうでんしゃ）は、客室床面の高さが極めて低い電車のことである。主に路面電車に使用される。
乗客は、高さが低いタイプの停留場のプラットホーム（場合によっては地上）からほぼ段差無く乗降し、客室内部に出入りできるので、乗降性が優れている。

## 概要
超低床電車の床面高さは、おおむね300 - 350 mm程度に設定されている。世界で最も低床なものはウィーンのULF形であり、その床面高さは180 mmである。従来の路面電車車両は車輪と動力装置を床下に設ける構造であったが、超低床電車では、小径車輪採用による車軸の低下化、車軸を廃止した左右独立車輪式台車、フローティング車体の使用、電子機器の屋根上への配置などの技術を用いて客室床面を下げている。完全低床とは、客室中央通路が全長に亘って100 %低床化されている設計を指す。部分低床とは100 %未満の設計を指す。
超低床電車は、客室床面をプラットホーム（場合によっては地上）とほぼ同じ高さに近づけることにより、プラットホーム・乗降口・客室中央通路床面の間の乗降客の動きをバリアフリー化することを目的に開発された。
路面電車の停留場はプラットホームの高さが低く、また、プラットホームが設置されていない停留所もあるため、従来車両では乗降の際に車両側のステップ（段差・階段）を用いる必要がある。しかし、この方法では乗降に時間がかかるうえ、老人や障害者の乗降にも支障がある。車両によっては扉幅が狭く、介助者が付いても車椅子の乗降が物理的に不可能な場合があった。
なお、東京都交通局都電荒川線や東京急行電鉄世田谷線では、専用軌道の比率が高いことから、超低床電車を用いず、プラットホームの高さを嵩上げすることでバリアフリー化を実現している。

## 歴史

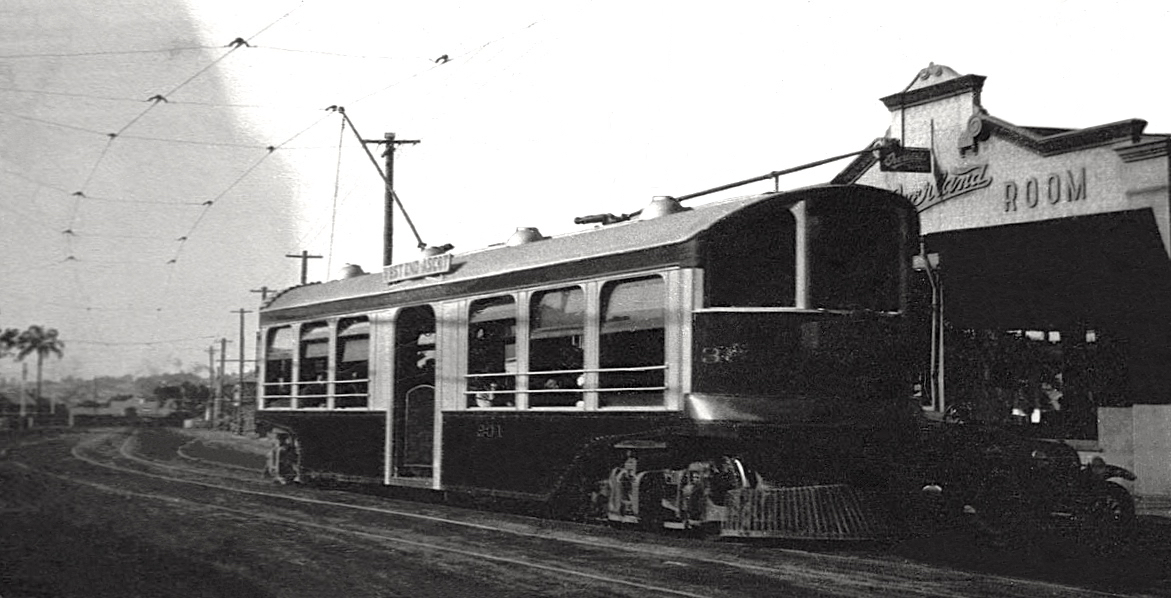
1910年代に製造された超低床電車"ヘドリー・ドイル・ステップレス・ストリートカー"

低床路面電車車両は欧米の都市で1910年代頃から現れている。多くは出入口付近のみを低床化したものだが、ヘドリー・ドイル・ステップレス・ストリートカーのように台車以外の部分を全て低床化したものもある。100 %低床車両は、ドイツのコッペル社が1934年に床面高さ380 mmの4輪電動客車をエッセンに納入している。これは第二次世界大戦中の1943年まで使用されたが、その後、この試みは途絶えていた。
再び動きが出てくるのは1980年代後半のヨーロッパ各国である。パワーエレクトロニクスの発展により、機器の小型化が実現、これと車軸の廃止や動力伝達方式の工夫が組み合わさり、様々な形態の車両が生み出されていく。その始まりは、スイス（ヴェヴェイ市）のACMV社が1984年に製造した2車体連節車のBe4/6形で、ジュネーヴに納入された。これは、台車は通常の構造で、それ以外の部分の床を下げた部分低床車である。
さらにその後、車内の70 %が低床構造となっている部分超低床電車を実現するために、各メーカーは、車両両端の動力台車以外には、車軸を廃止した構造の非動力台車を採用し、低床部分を拡大している。フランスのグルノーブル（アルストム社TFS-2型を1987年に導入）、イタリアのトリノ（1988年 - 1989年・フィアットもしくはフィレマ製5000型）、スイスのベルン（1989年、ACMV社製Be4/8）などがこのタイプである。
一方、車内全体が低床構造となっている100 %低床車としては、イタリアのソシミ社が1989年に試作した4軸ボギー車のS-350が世界初の事例である。動力台車の外側に各車輪専用の主電動機を取りつけた方式が特徴で、この方式は後にABB社と共同開発したユーロトラムとして普及する。フランスのストラスブールの車両（1994年導入）がこの一例である。
ドイツでは、「ドイツ公共輸送事業者協会 (Verband öffentlicher Verkehrsbetriebe; VÖV; Association of Public Transport Companies)」により1982年に研究組織が作られ、1991年には独立操舵式車輪と外側にモーターを持つ車両が生まれている。
しかし、同国で大規模に普及したのは、AEG社（実質に買収された旧MAN社の鉄道車両部門）が1989年に試作し、翌1990年からブレーメン市電で営業運転に導入されたGT6N形から始まった、ブレーメン形と呼ばれる路面電車車両である。車輪を繋ぐ車軸がなく、車体下部に設置された電動機からカルダンシャフトを介して動力が伝達される車体装架カルダン駆動方式が特徴である。
一方、従来ドイツ最大の路面電車メーカーであったDUEWAG（デュワグ）社は当初、前述のVÖVタイプが開発の中心であり、70 %低床型NGT6C型車両（カッセルへ1990年導入）、40 %低床型GT8DMNZ型車両（フライブルクへABB社とともに1993年導入）、ハブモーターを使用した100 %低床型車両（フランクフルト・アム・マインのTyp R，1993年導入）を始めていた。しかし問題も多く、超低床型の主流からは次第に後塵を拝する形となり、巻き返しを図って新設計のコンビーノを開発し、1996年にデュッセルドルフ市に導入された。これは片側の2つの車輪を一つのモーターで駆動する直角中空軸積層ゴム駆動方式を採用している。
このほかに、オーストリアのウィーンでは連節部に取り付けた各車輪を垂直方向から駆動する方式（ULF形、1992年試作・1994年以降量産、SGP製）を取り入れている。またBN・ボンバルディア社（＋GECアルストム）はハブモーターを使用した100 %低床のT2000型をベルギーのブリュッセル（1993年）に導入した。LHB Salzgitter 及び ADtranz（後にアルストム及びボンバルディア）は70 %低床のNGT8D型を1994年にマクデブルクへ導入している。
フランスではアルストム社がTFT-2の技術（およびADtranzやフィアットの部門の買収）に基づき、新設計のシタディス（70 %低床車および100 %低床車）を開発し、2000年にモンペリエ市、リヨン市に導入された。その後、フランス国内の新規導入をほぼ独占している。
1980年代末 - 1990年代初め頃までおもに部分低床車を導入していたイタリア諸都市も、その後は100 %低床車の導入を進め、フィアット製の100 %低床車がトリノ、ローマなどの都市の事業者に納入されている。
しかし、100 %低床型車両に用いられるような左右の車輪が独立した台車設計は複雑な機構を有し、保守などの面で問題を抱えやすい。特に、左右の動力車輪にモーターがつく形態は、両輪の制御が難しいという問題があった。また曲線通過時に車輪等の摩耗進行及び走行騒音増加が発生する場合も見られた。
ボンバルディア社ではこのような課題に対処するために、車軸を持つ台車を採用した設計（ただし車輪径を小さくして100 %低床を実現）のシティーランナー（フレキシティ・アウトルック）をオーストリアのグラーツに2000年に納入している。またブリュッセルにも2005年にこれをT3000型として納入している。
ドイツのフランクフルト・アム・マインの場合も、Typ Rの後継のTyp S（車種はボンバルディア・フレキシティ・クラシック，2003年導入）の採用は、70 %低床車の導入に逆戻りしたことになる。
また、従来型の連節電車に100 %低床の中間車体を挿入した、ナント市のTFS-1型や、ライプツィヒ市電やロストック市電のような100 %低床の附随車を牽引する例もある。

## 車種

### 路面電車・ライトレール・トラムトレイン

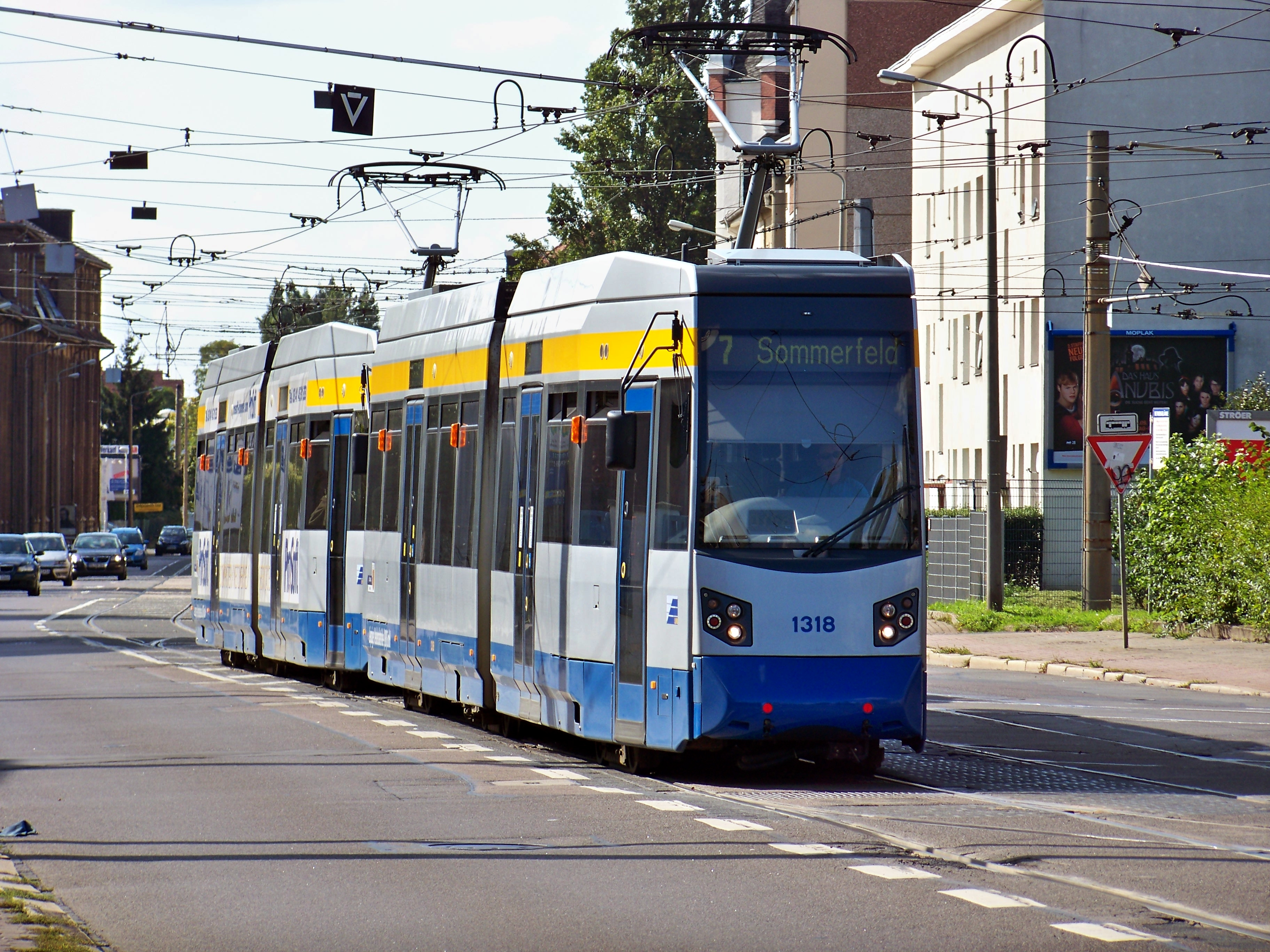
レオライナー

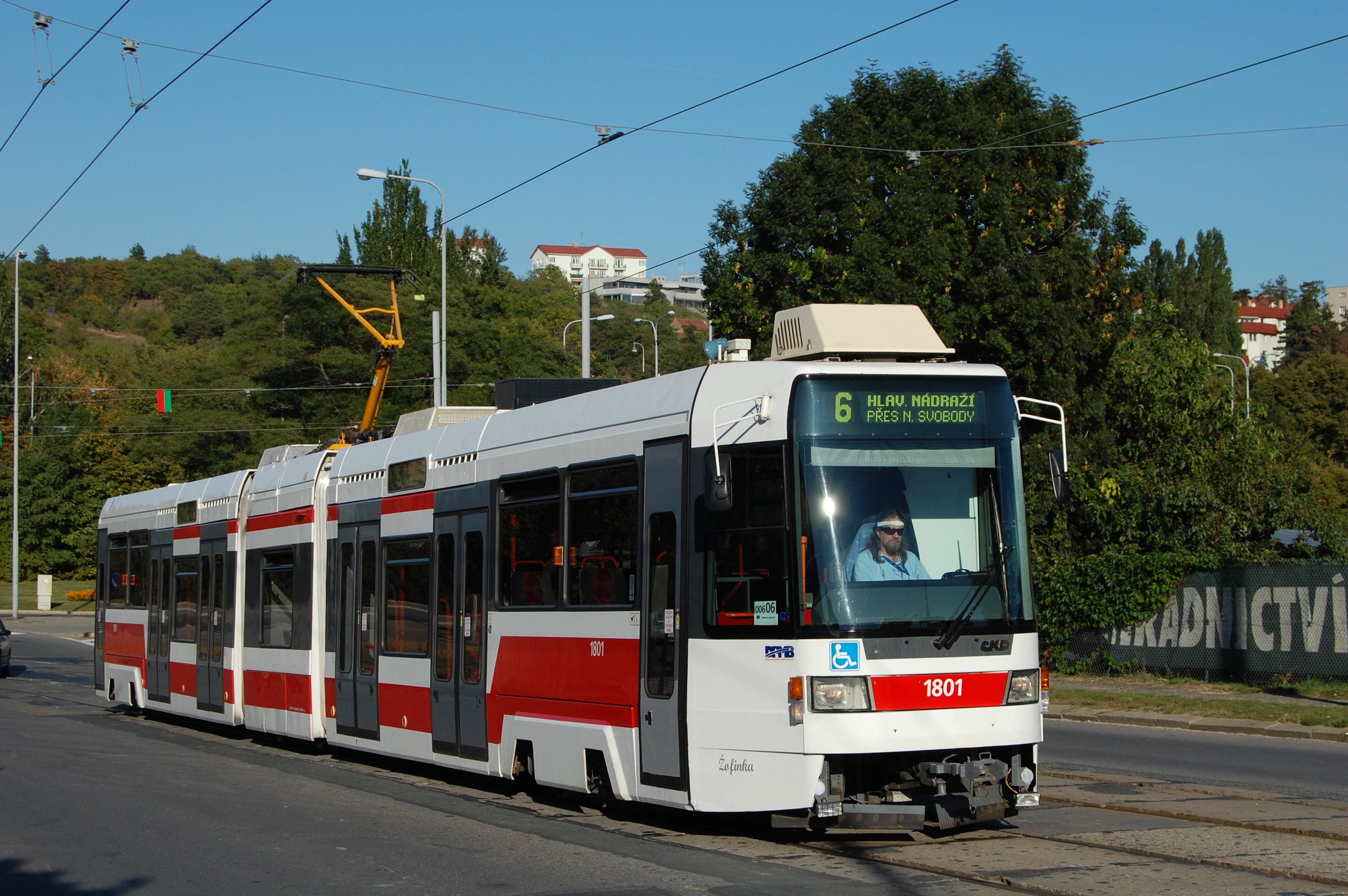
RT6N1
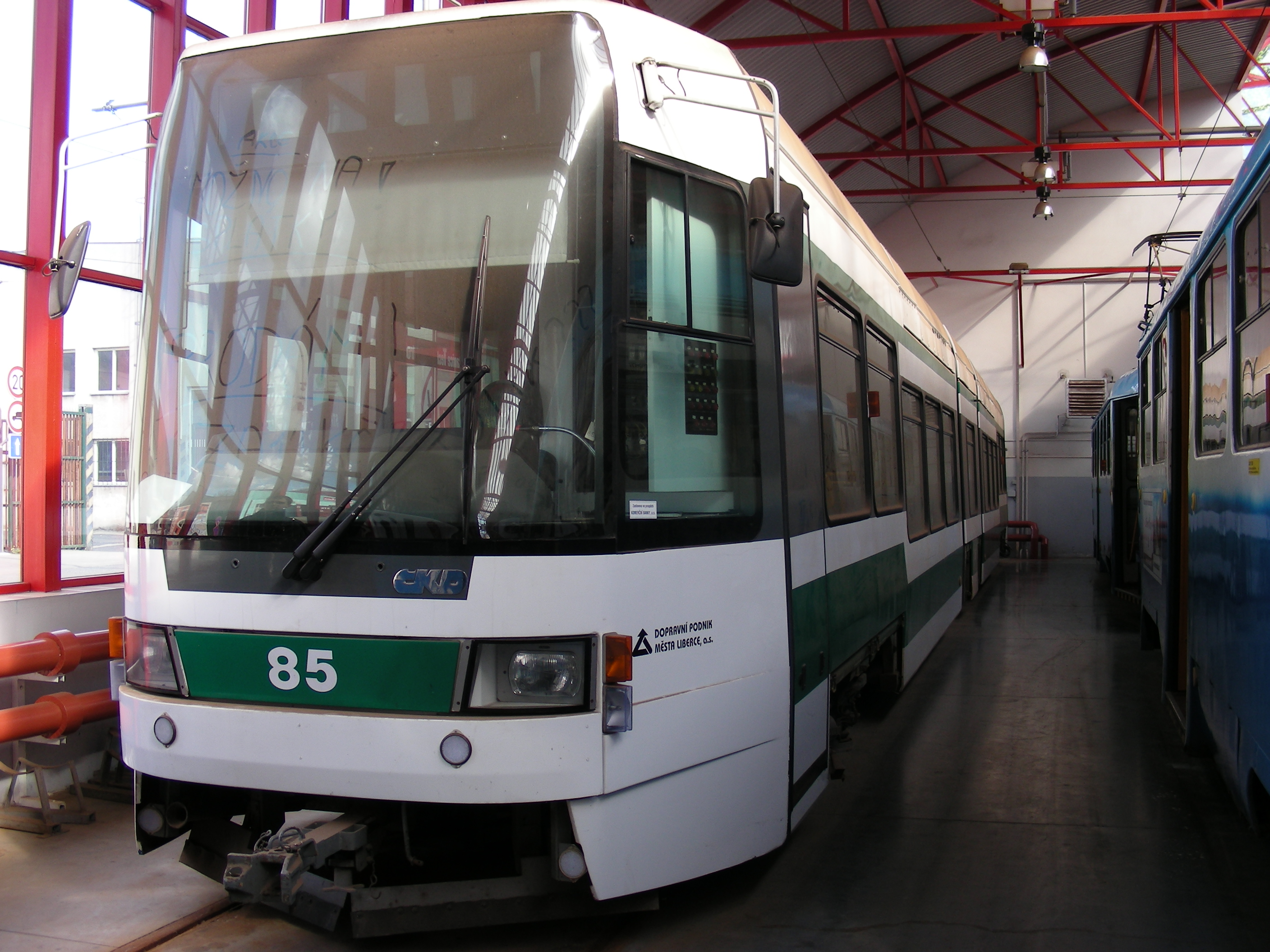
RT6S

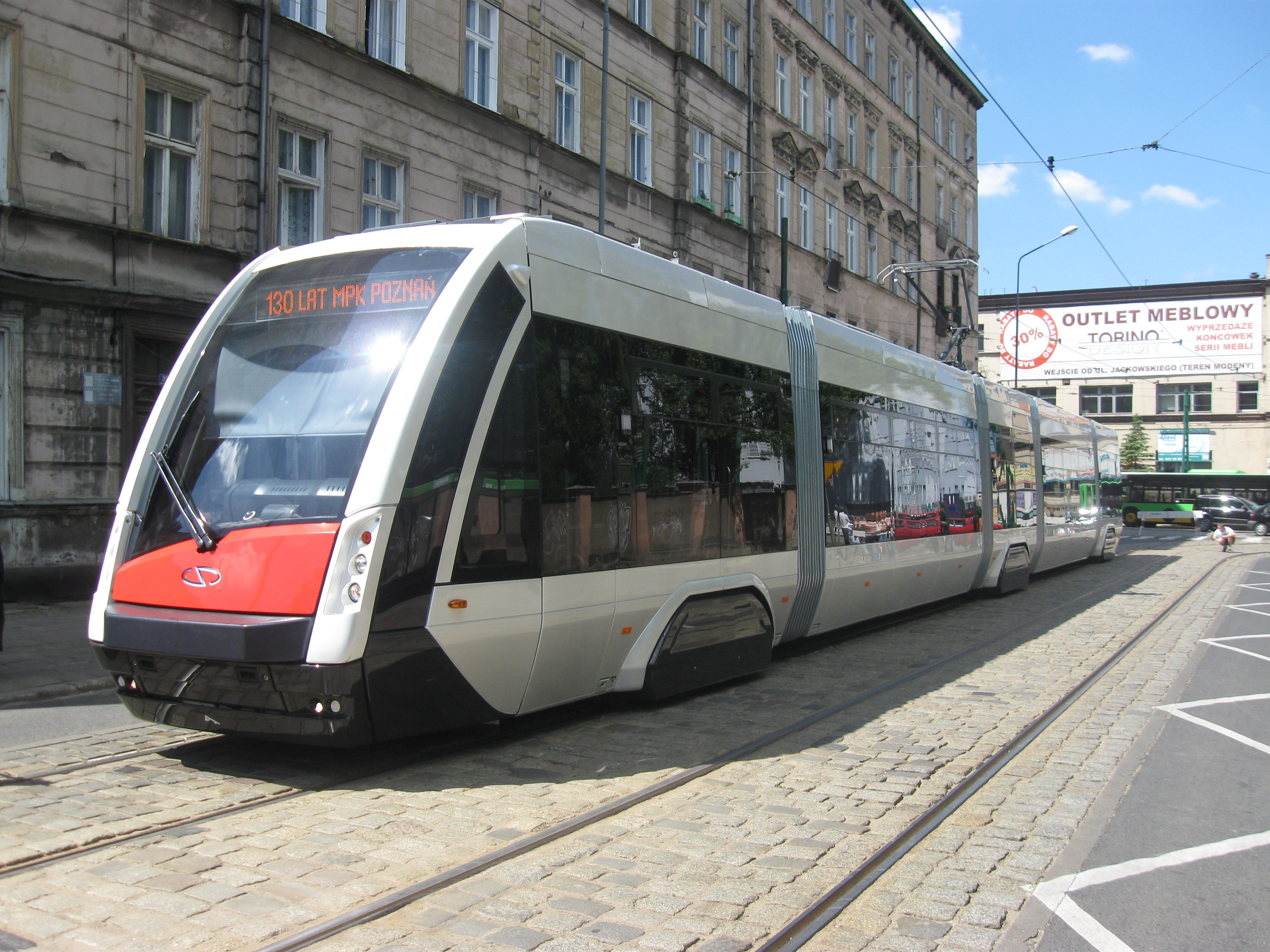
トラミーノ

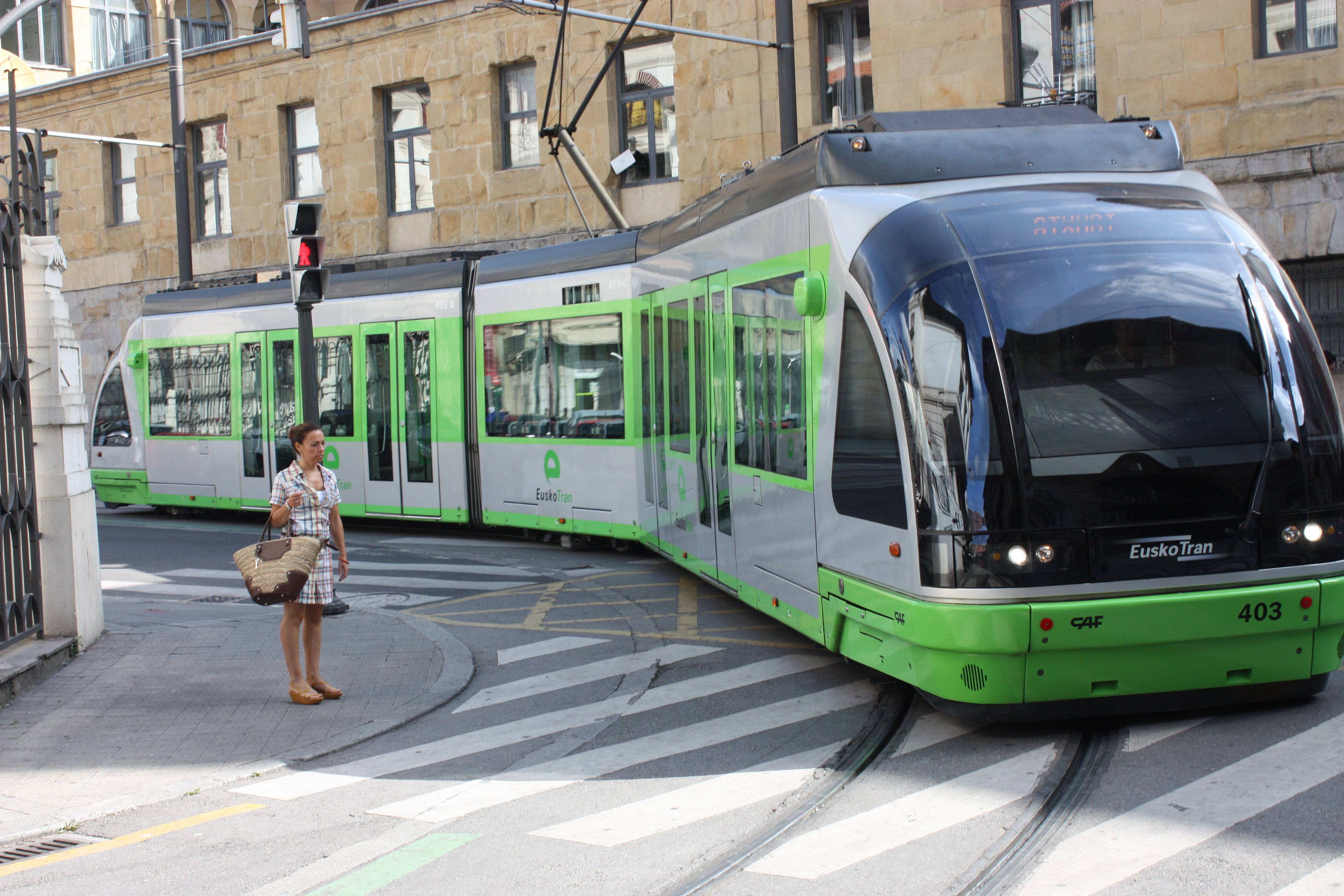
Urbos 1
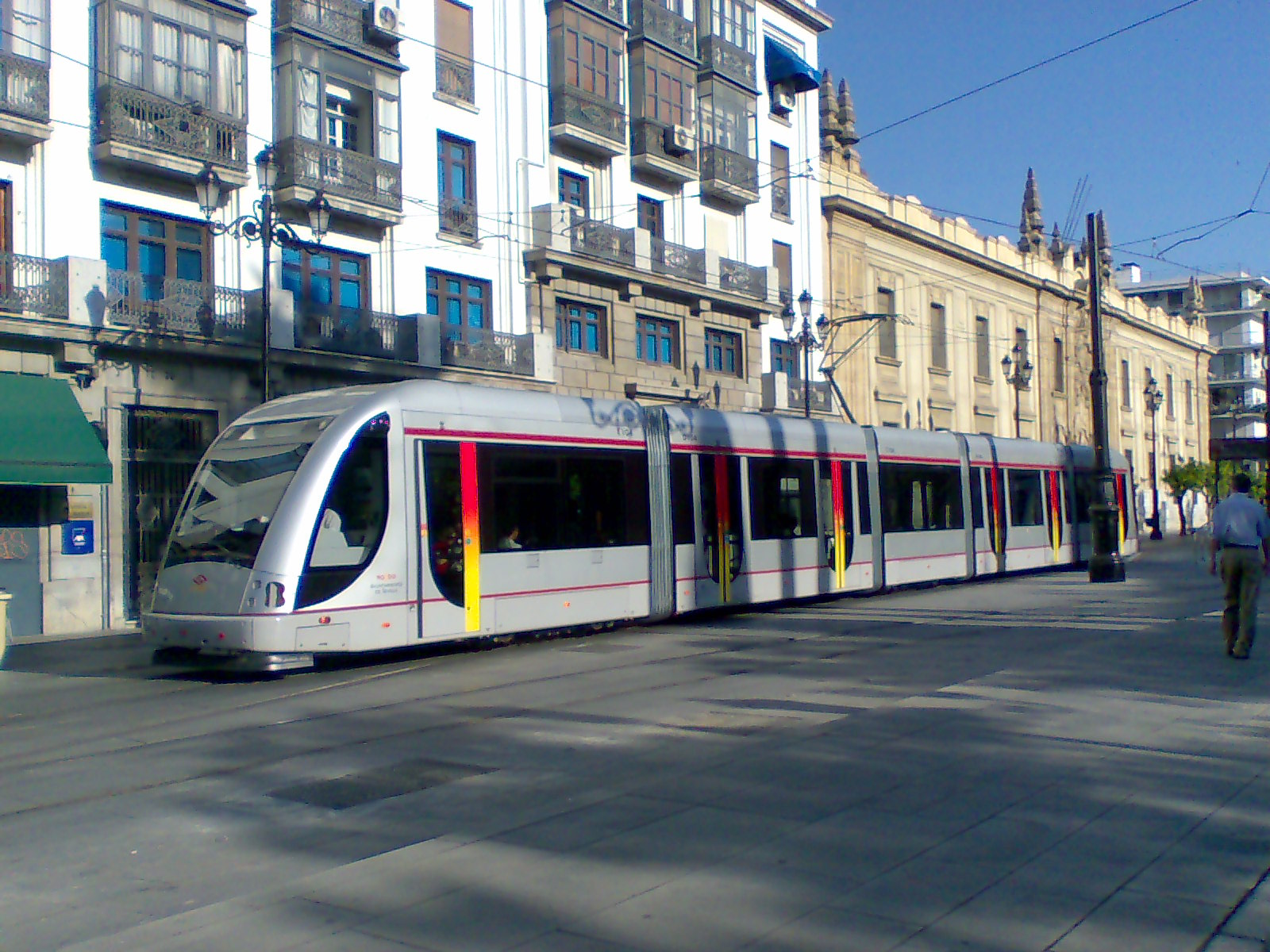
Urbos 2
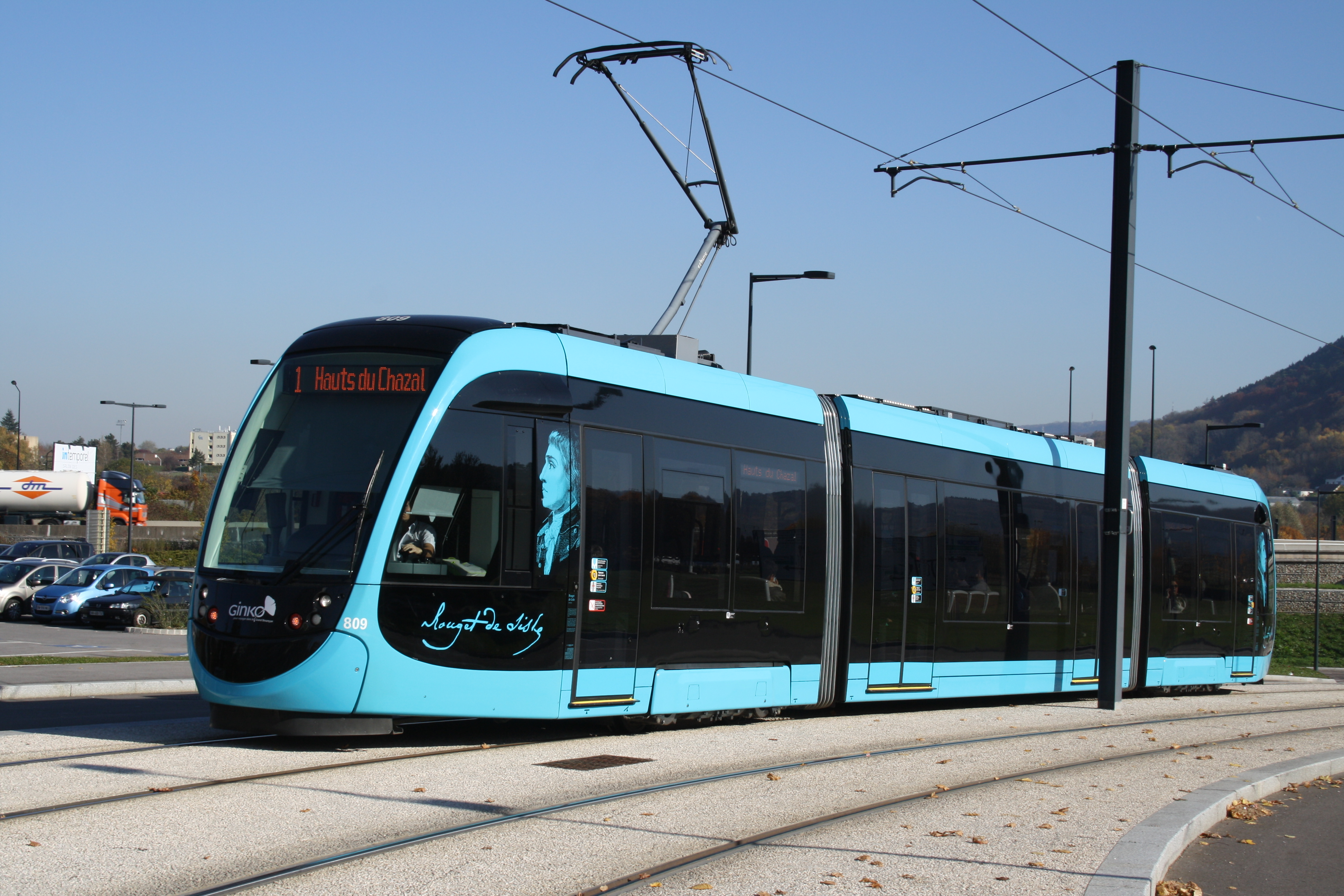
Urbos 3

超低床電車が発展した1990年代以降、欧米の電機メーカー・車両メーカーは、国境を越えた大規模な合併が進んだ。そのため、製造メーカー名に留意する必要がある。
 日本 - アルナ車両
- リトルダンサー
  - タイプS ※部分低床車
  - タイプL ※部分低床車
  - タイプA3、タイプA5 ※部分低床車
  - タイプU
  - タイプUa
  - タイプC2
  - タイプX
  - タイプN

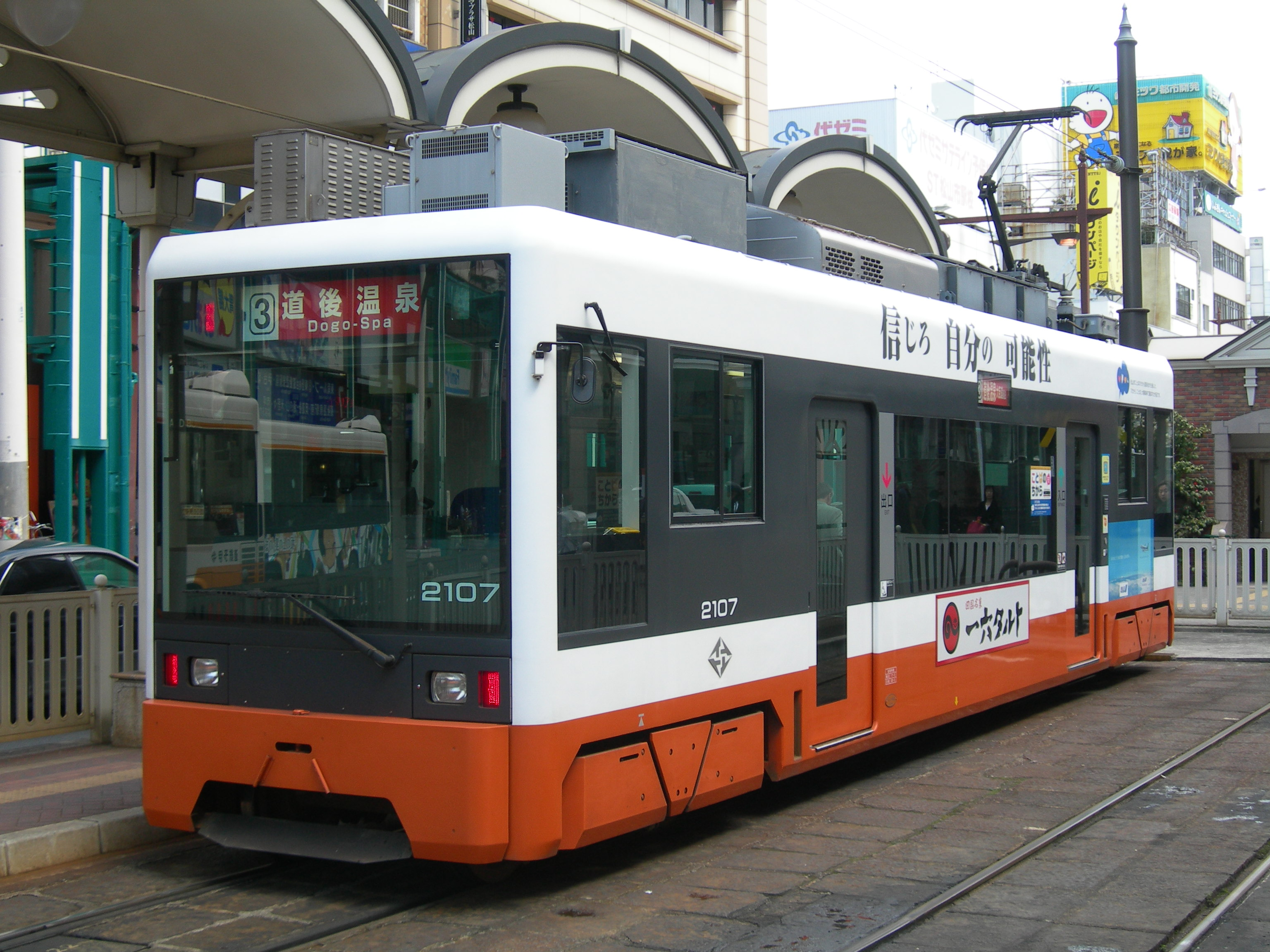
タイプS
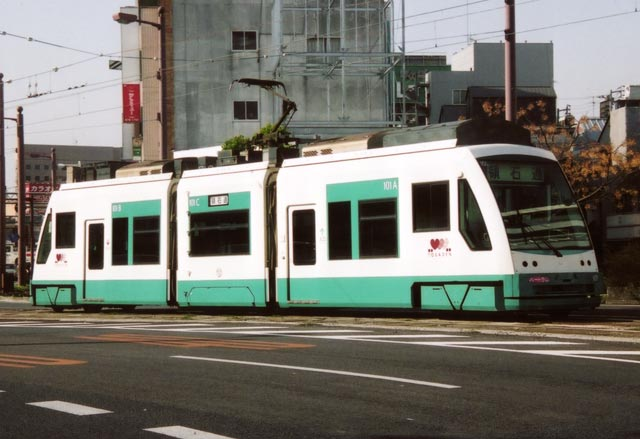
タイプL
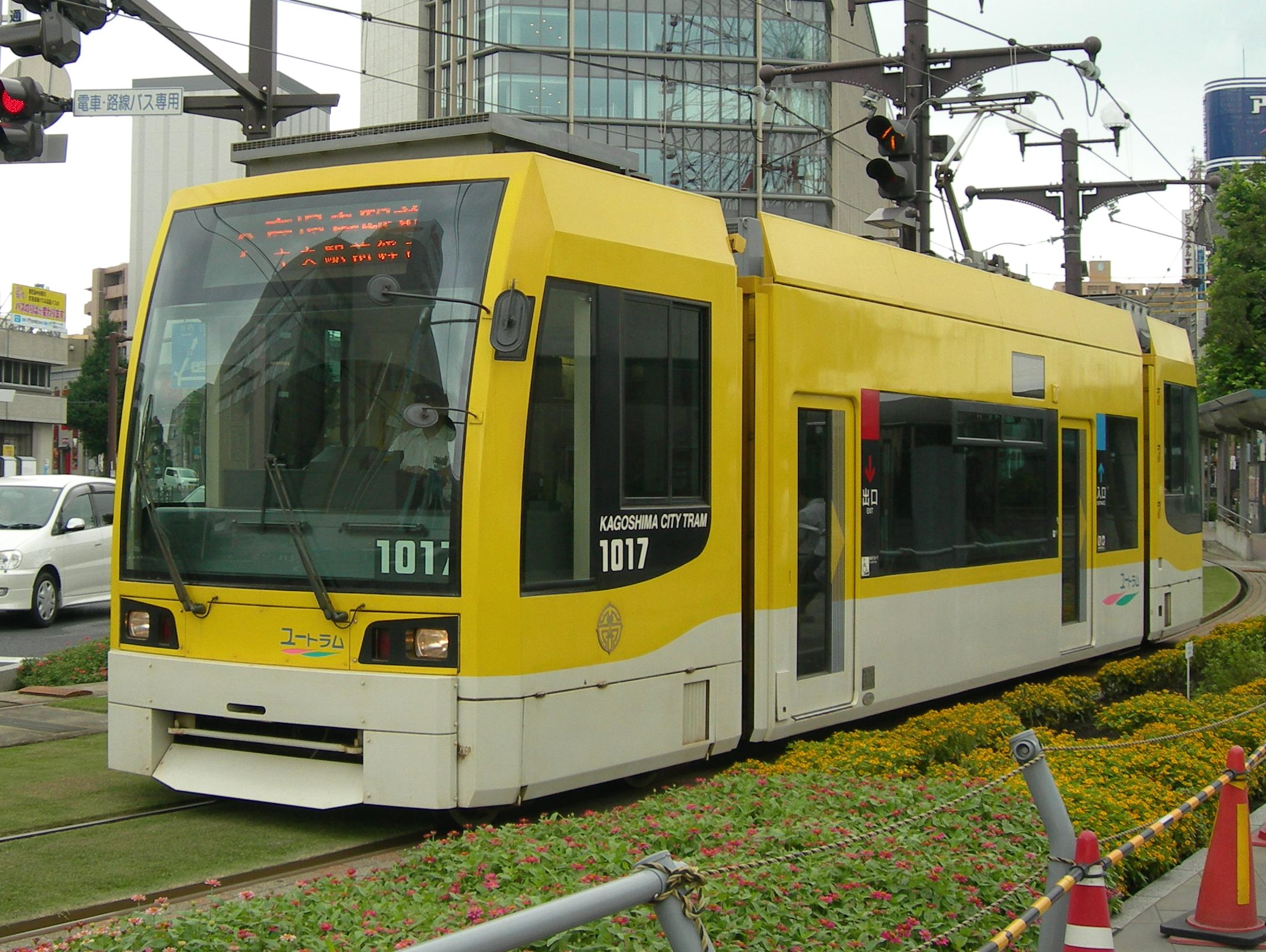
タイプA3
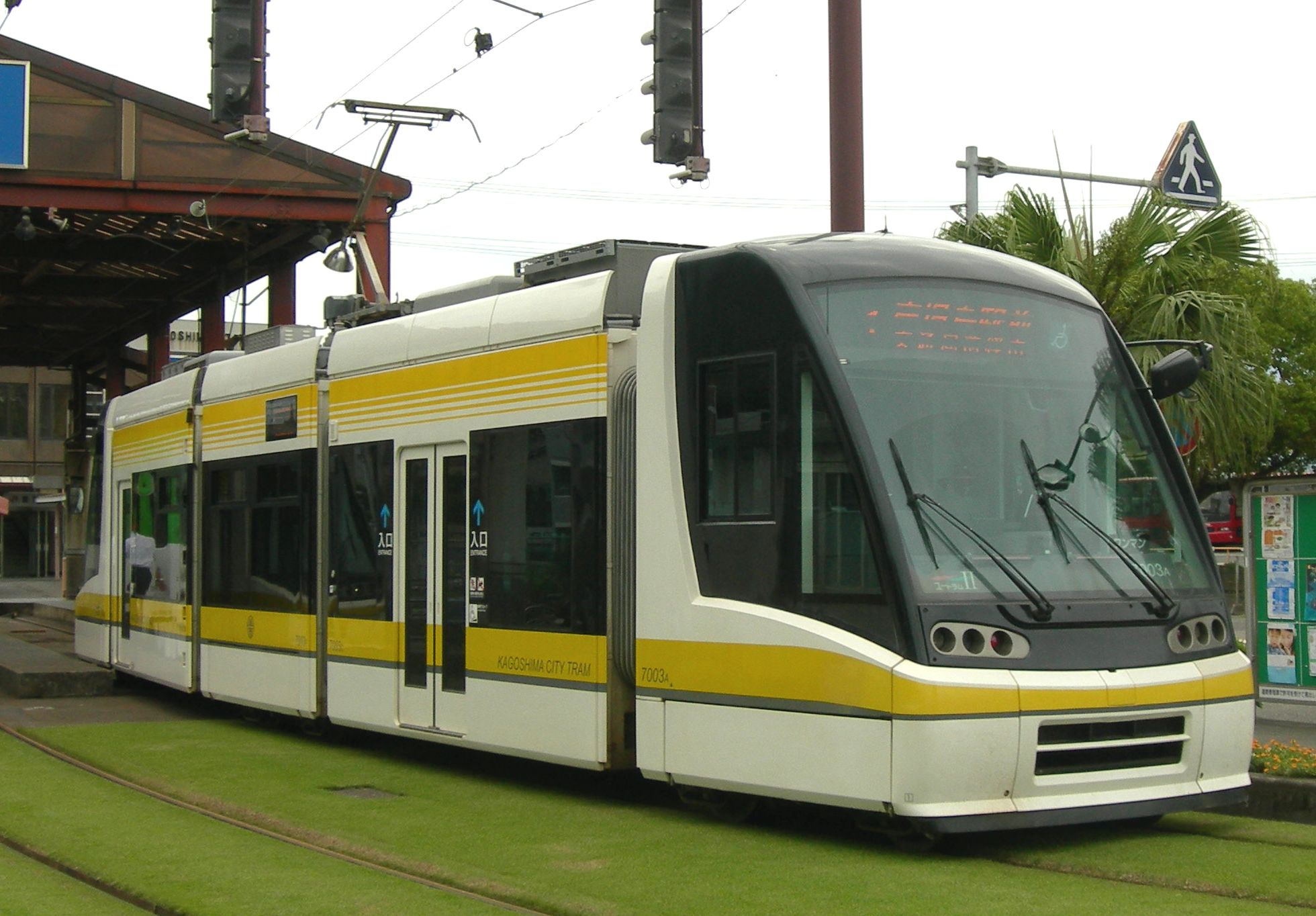
タイプA5
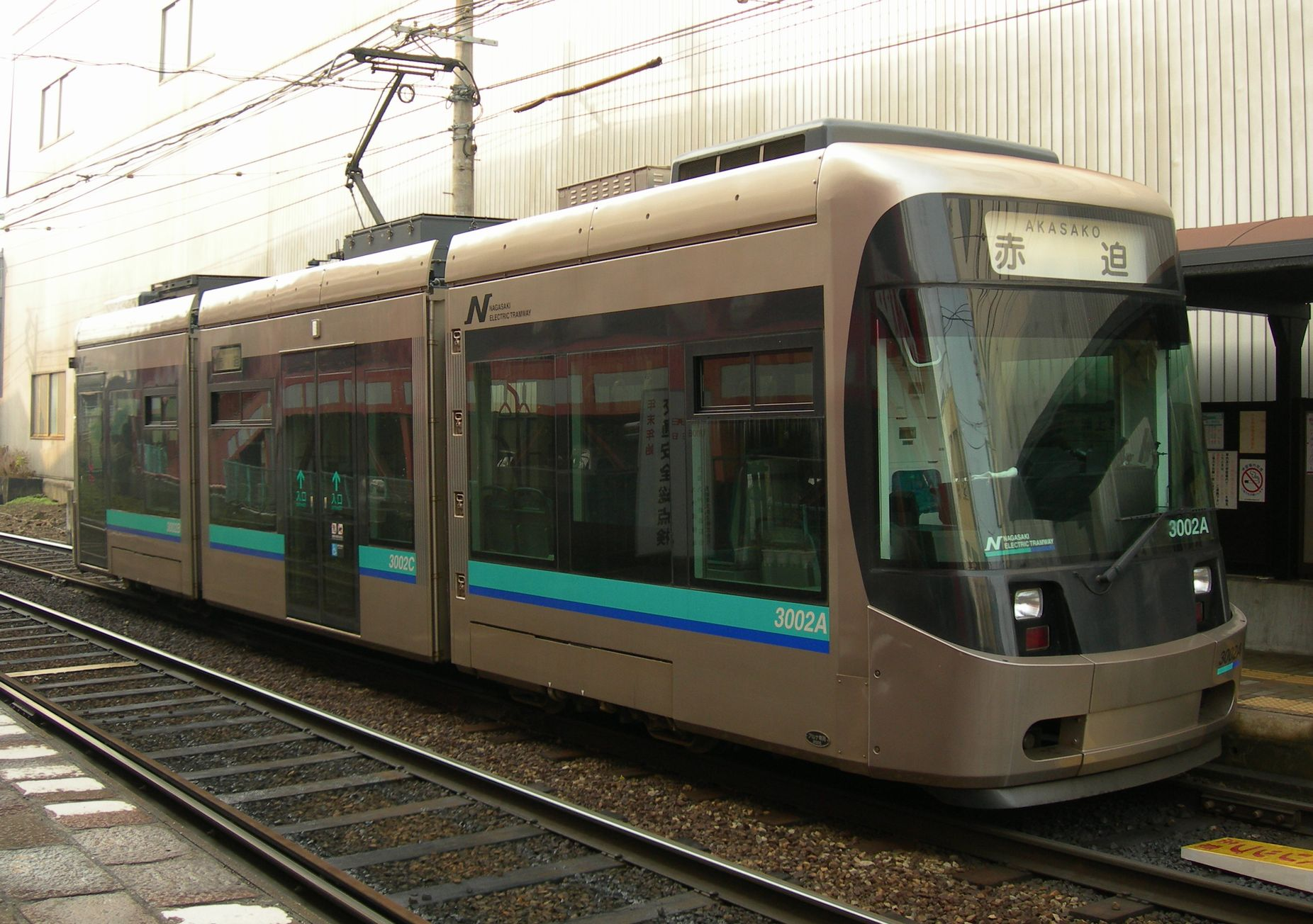
タイプU
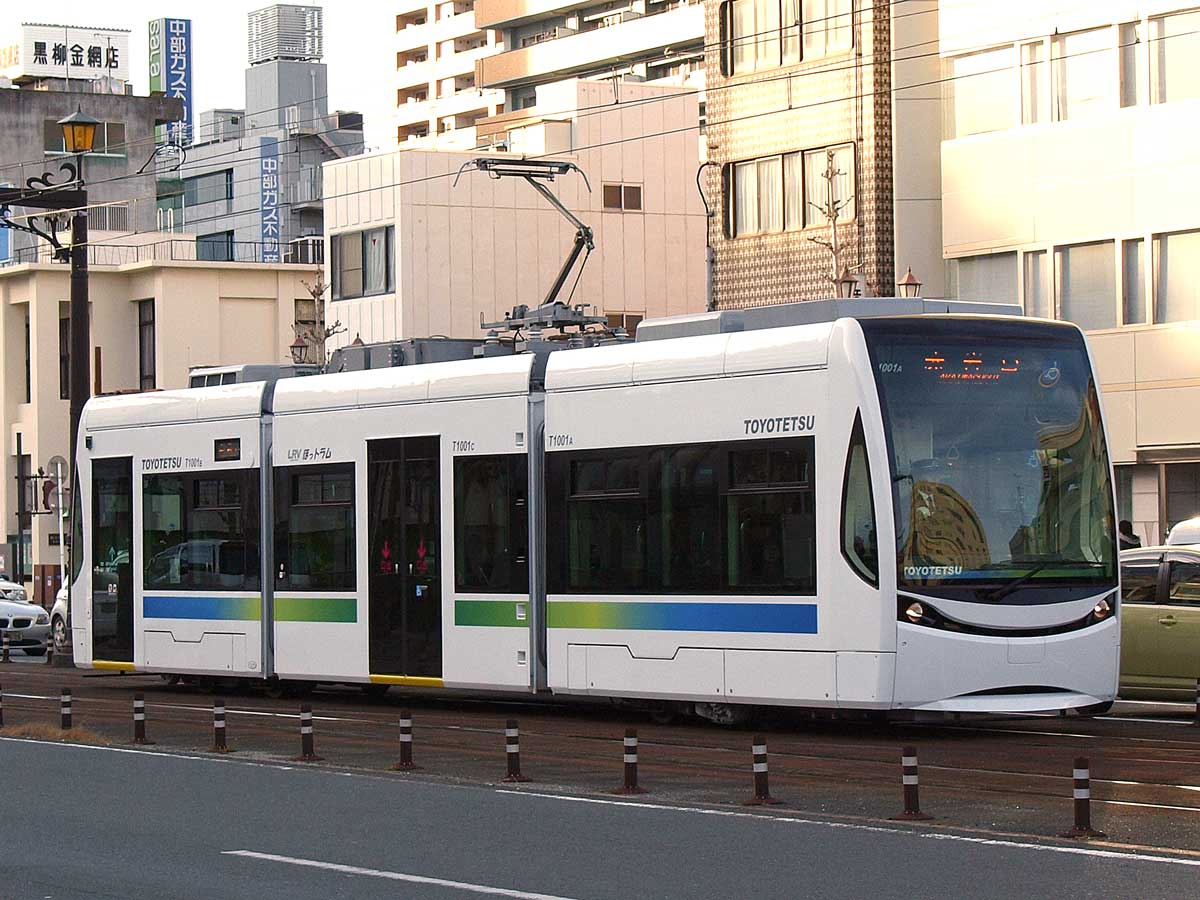
タイプUa
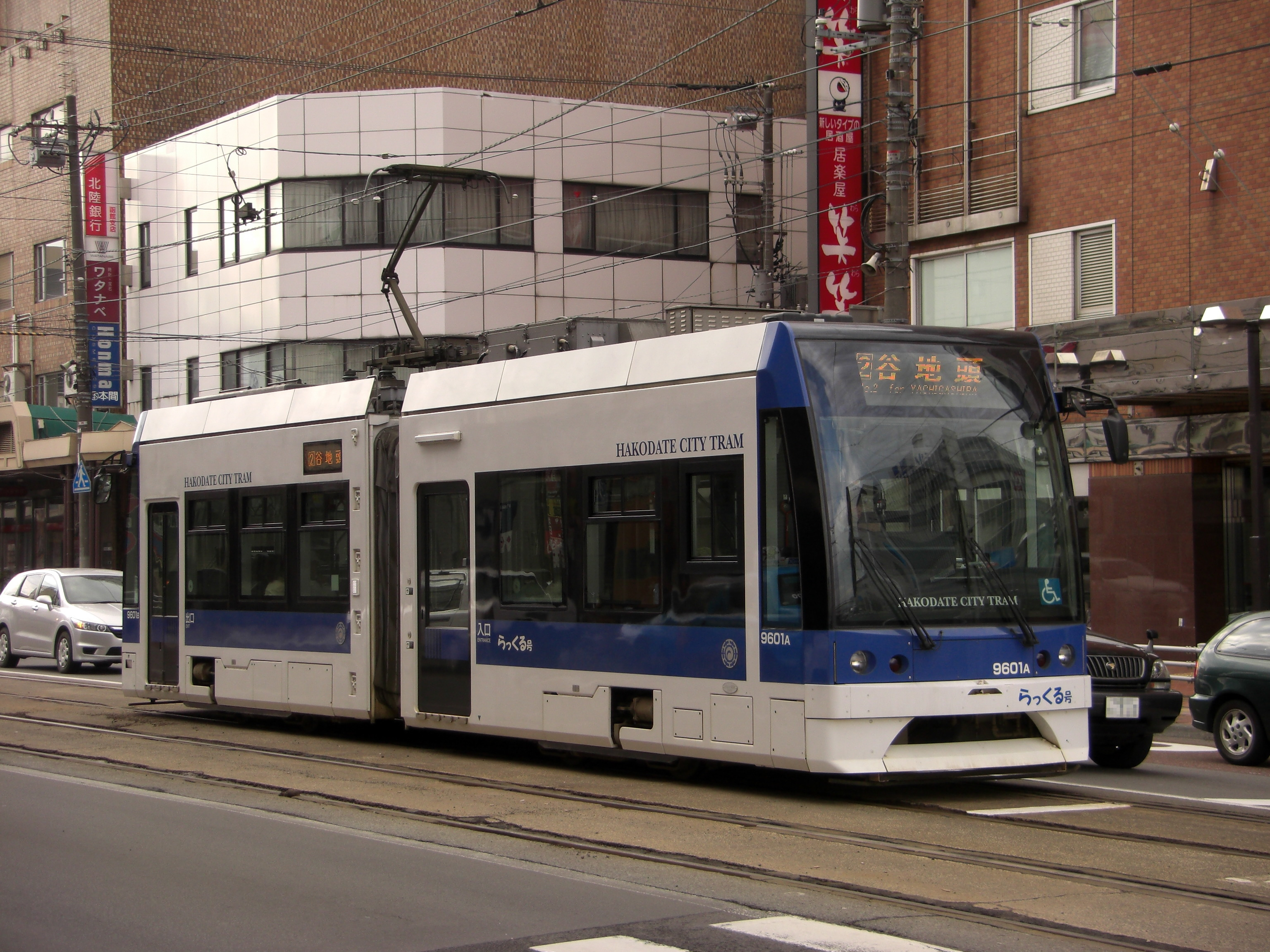
タイプC2
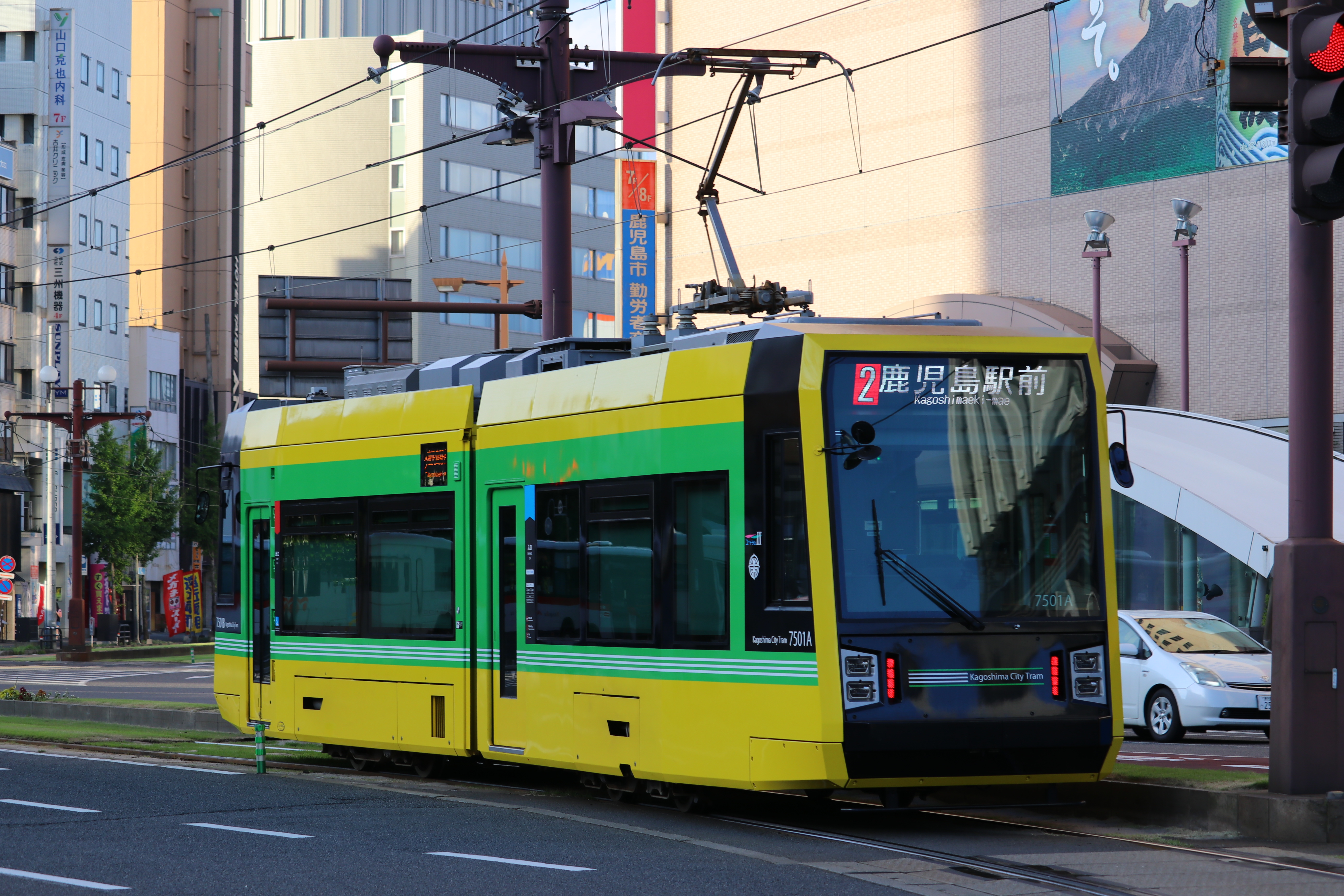
タイプX

 日本 - 近畿車両・三菱重工業・東洋電機製造

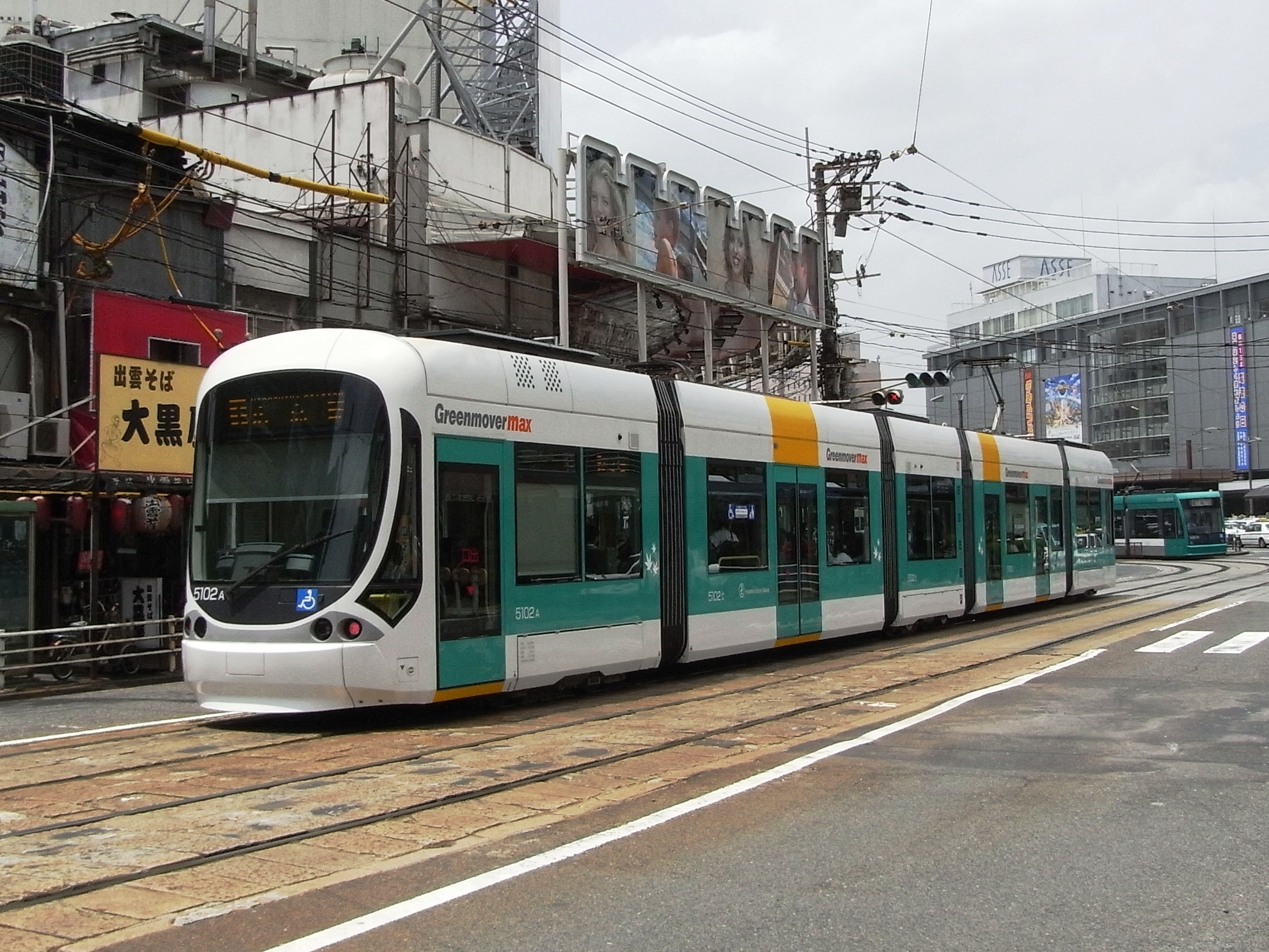
JTRAM

- JTRAM

 日本 - 近畿車両

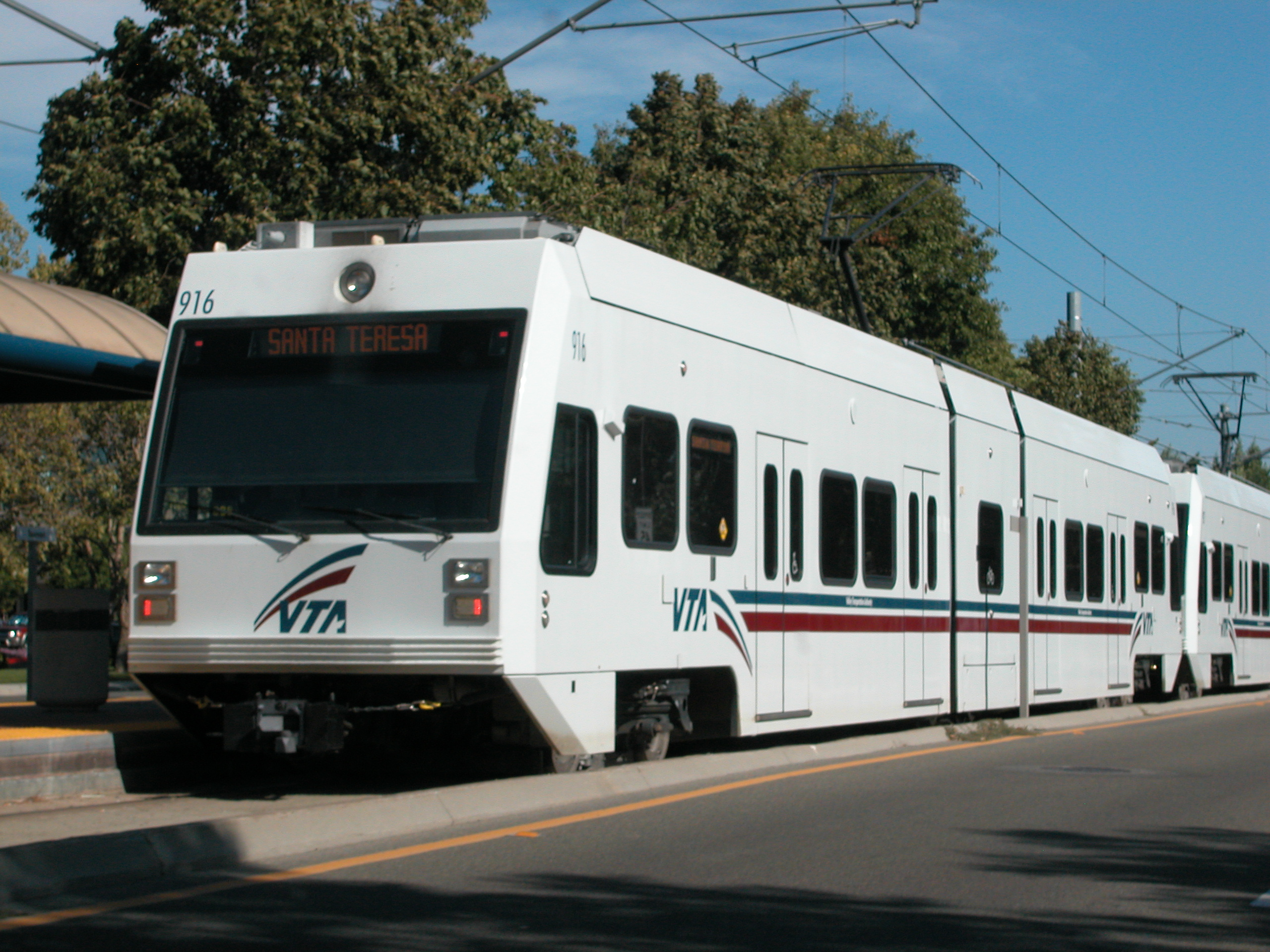
サンタクララバレー交通局ライトレール向け車両

 日本 - 新潟トランシス

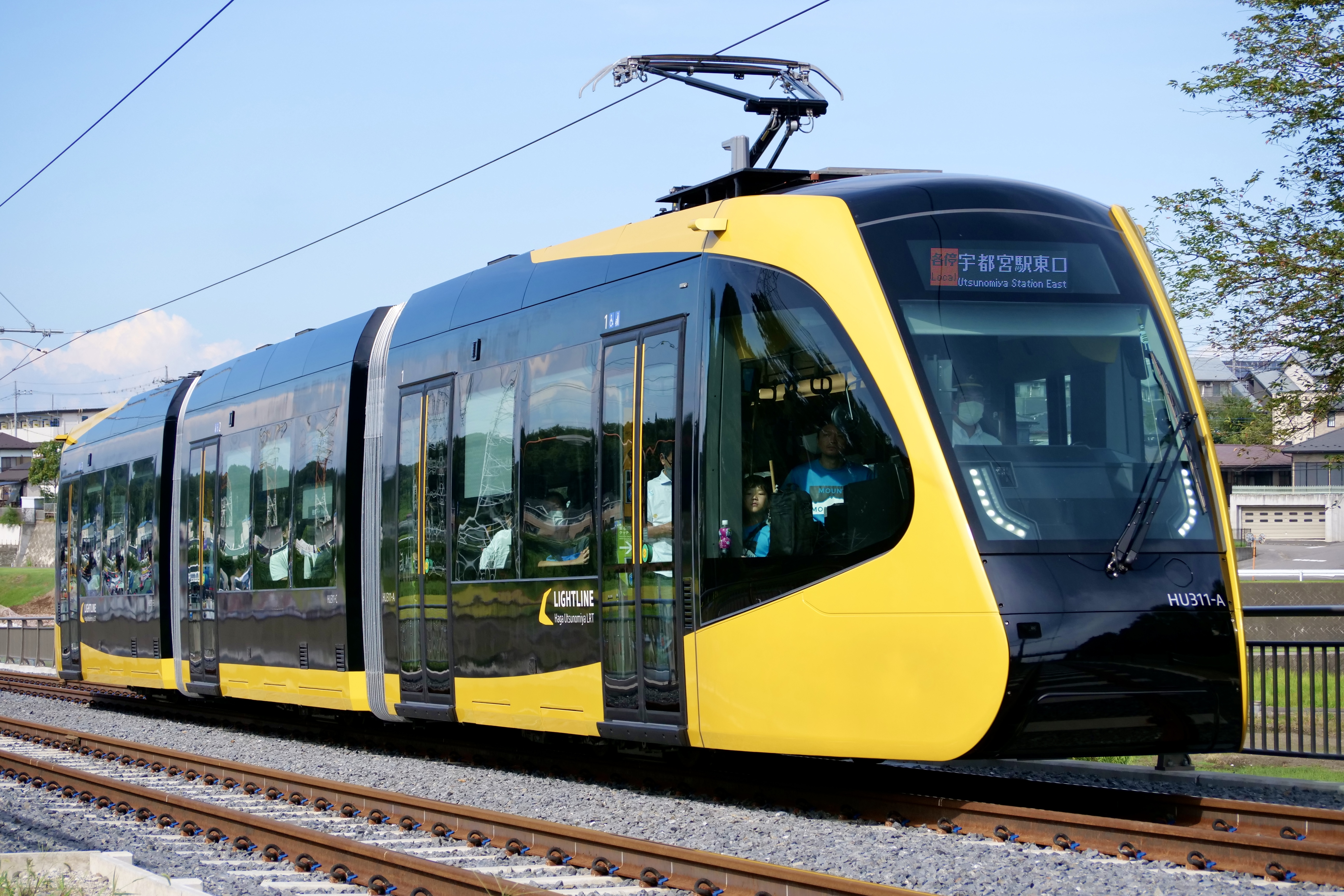
宇都宮ライトレール「ライトライン」
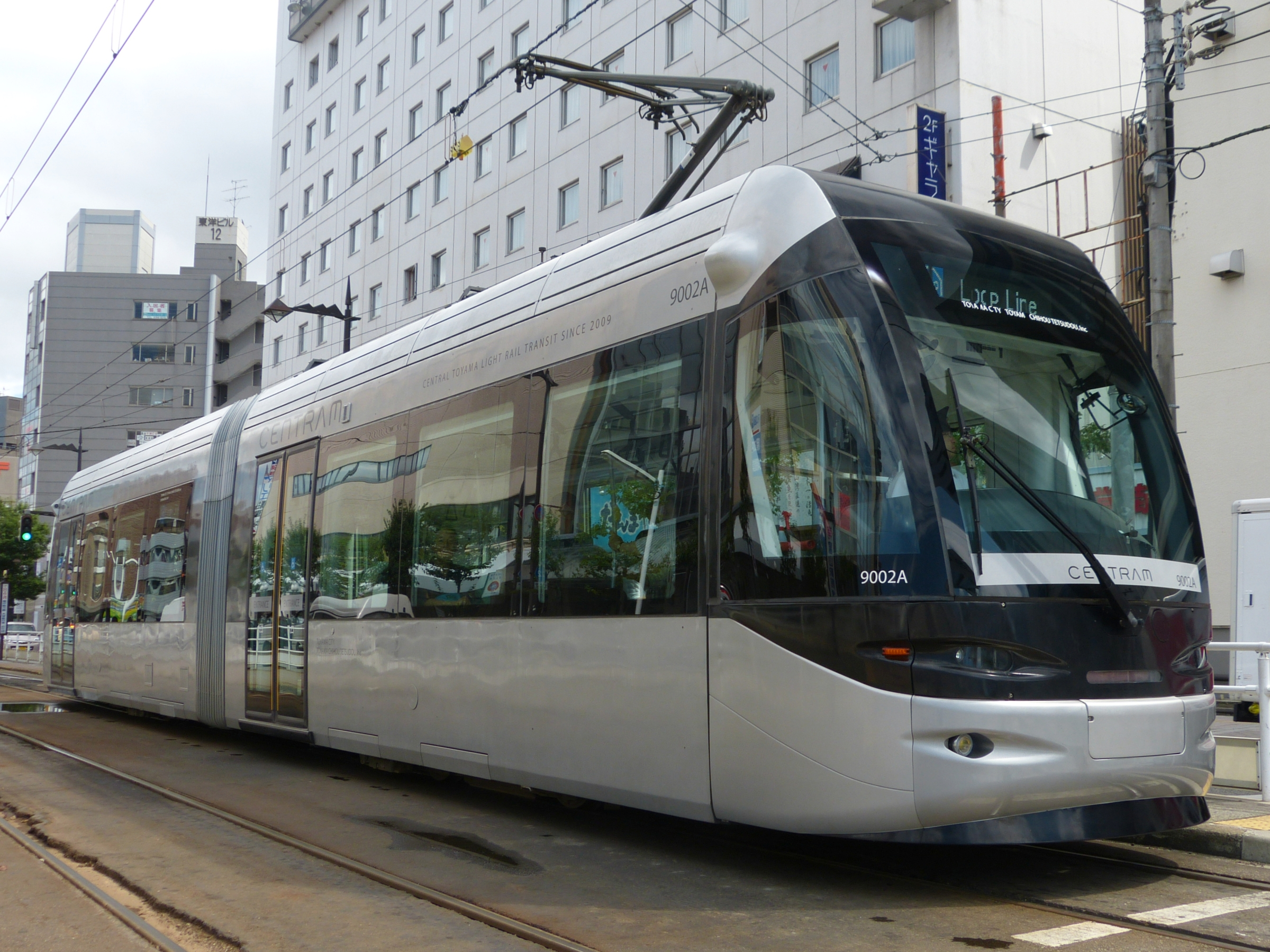
富山地方鉄道「CENTRAM」

 カナダ - ボンバルディア・トランスポーテーション
- フレキシティ
  - インチェントロ→フレキシティ・アウトルック（アドトランツ→ボンバルディア）
  - ユーロトラム→フレキシティ・アウトルック（ABB→アドトランツ→ボンバルディア）
  - シティランナー→フレキシティ・アウトルック
  - フレキシティ・クラシック ※部分低床車
  - フレキシティ・スウィフト
  - フレキシティ・リンク ※トラムトレイン用、部分低床車
  - フレキシティ・ベルリン
  - フレキシティ2
  - フレキシティ・フリーダム

- ブレーメン形（MAN→AEG→アドトランツ→ボンバルディア、新潟トランシス）
- NGT6DD、NGT8DD ※DVB（ドレスデン交通企業体）向け
- Be 5/6「コブラ」  （ボンバルディア／アルストム） ※チューリッヒ市交通局向け
- NGT8D （LHB→ボンバルディア／アルストム）：部分低床車
- GT8-100D/2S-M （アドトランツ／デュワグ→ボンバルディア／シーメンス） ※トラムトレイン用、カールスルーエ向け
- T2000

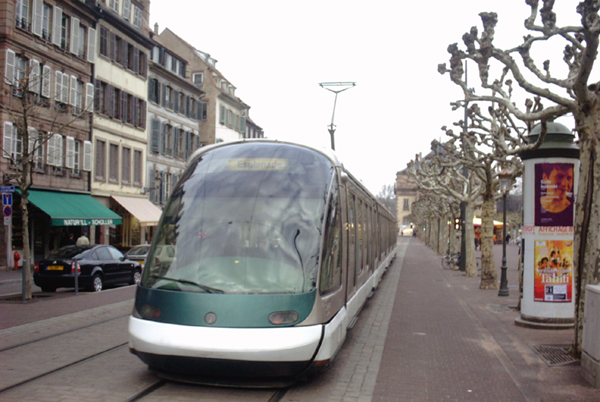
ユーロトラム→フレキシティ・アウトルック
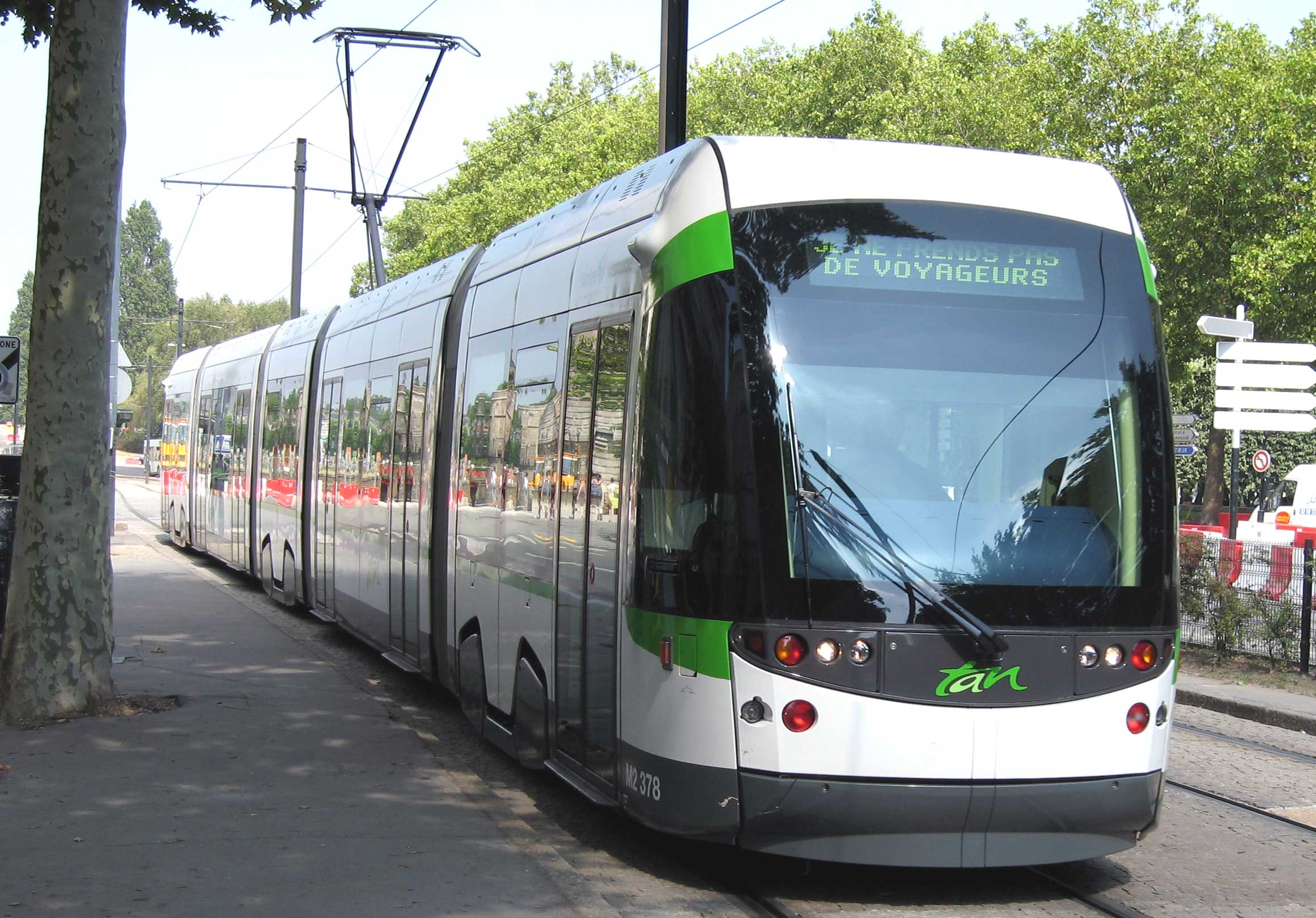
インチェントロ→フレキシティ・アウトルック
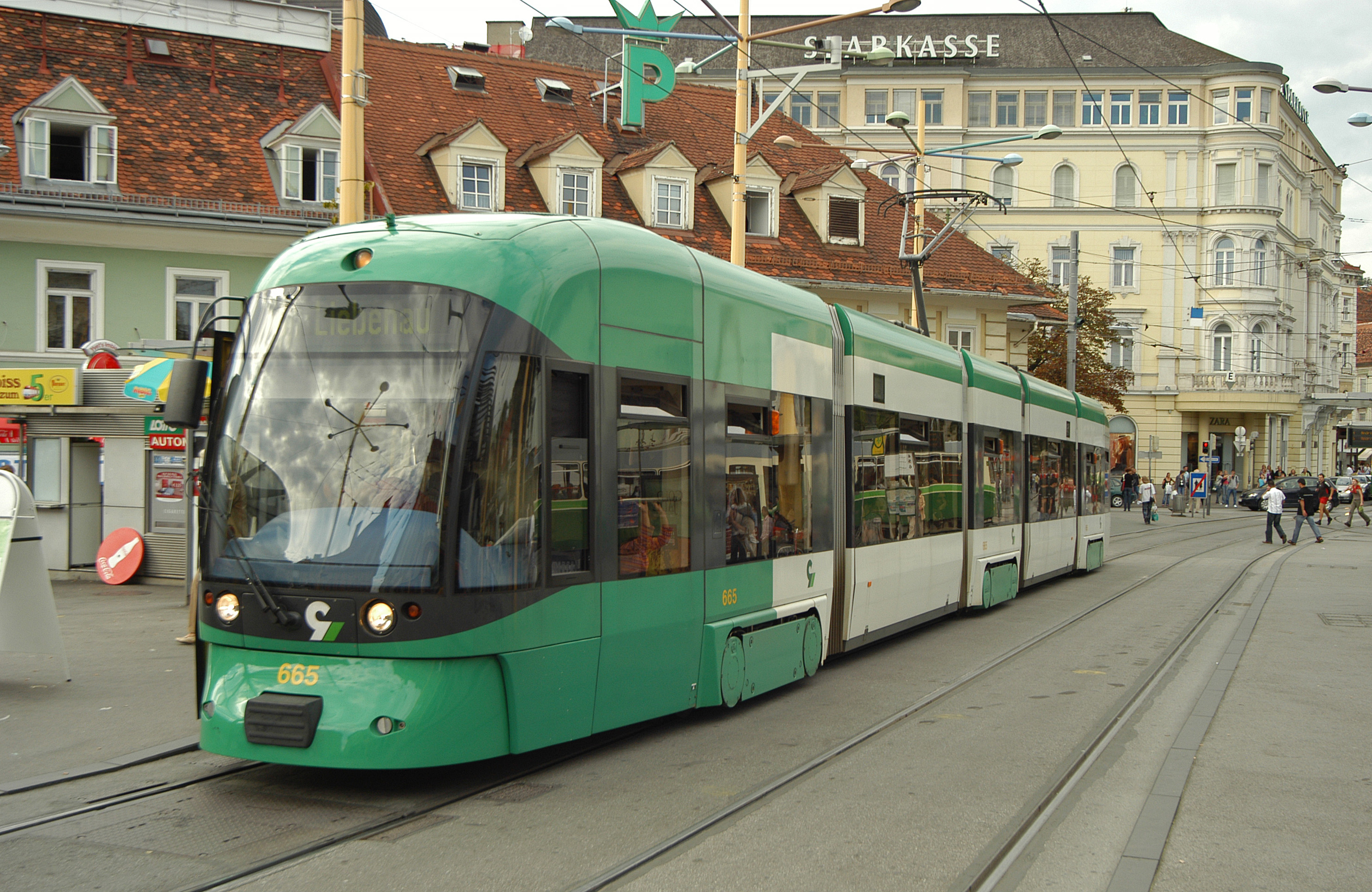
シティランナー→フレキシティ・アウトルック
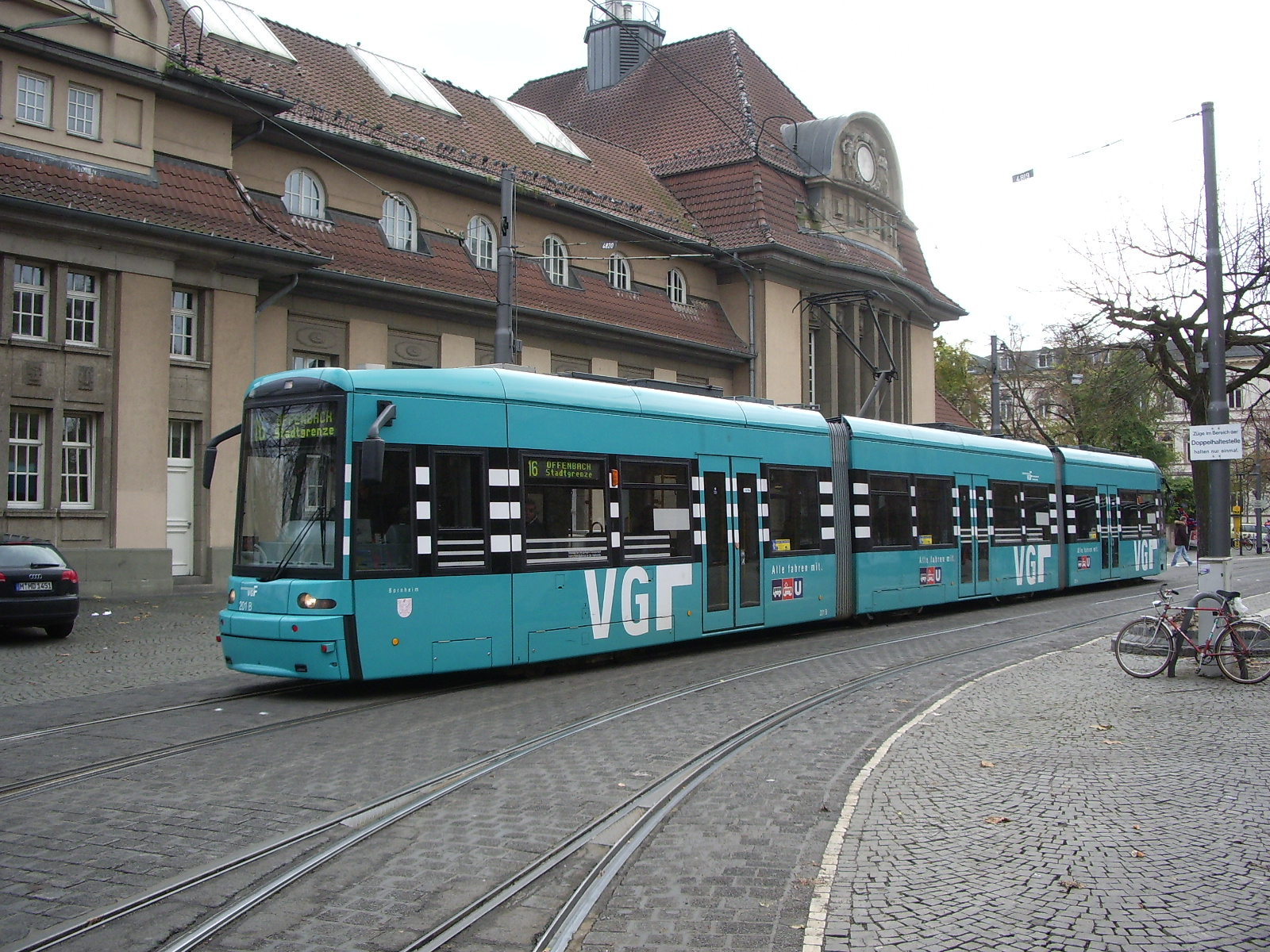
フレキシティ・クラシック
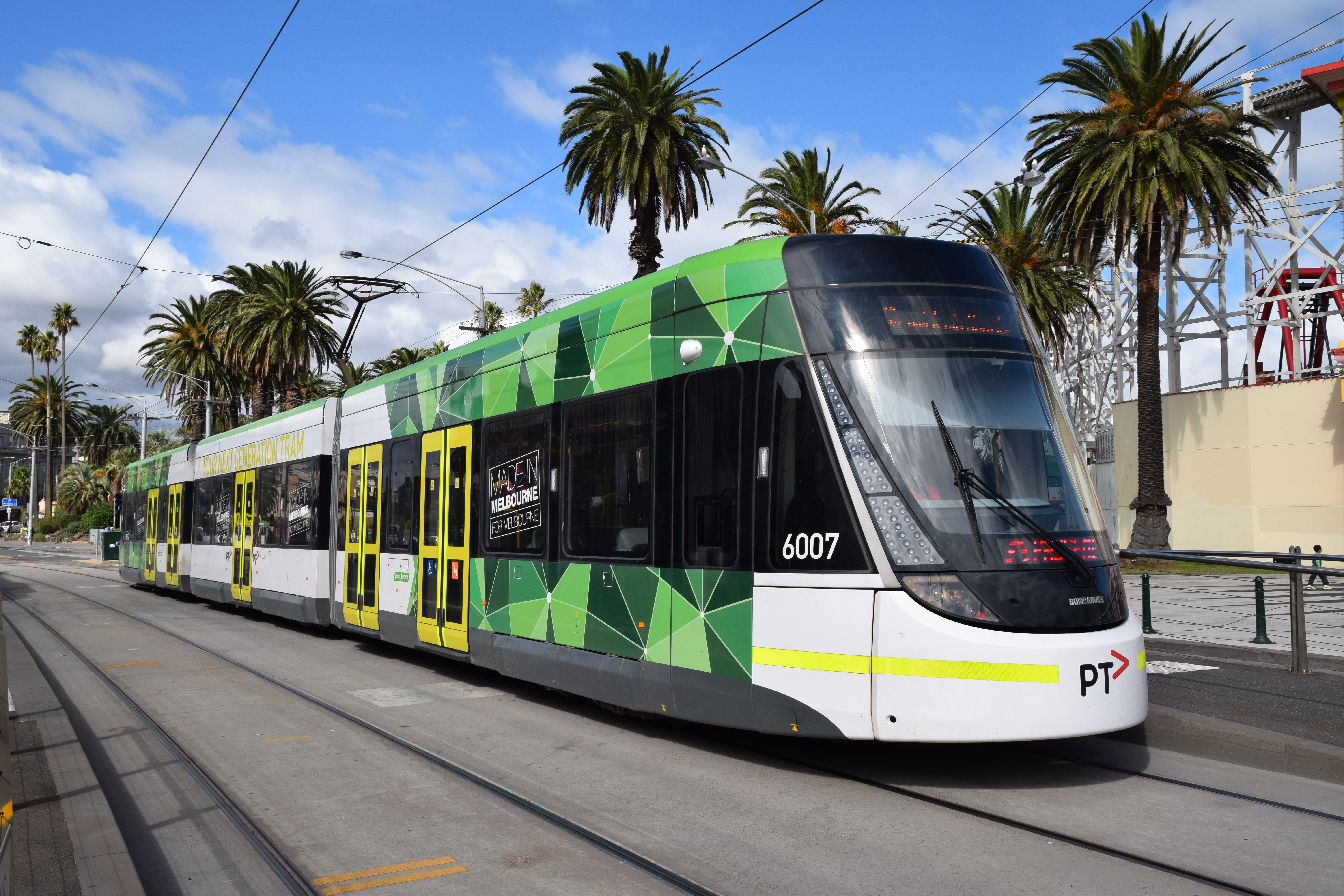
フレキシティ・スウィフト
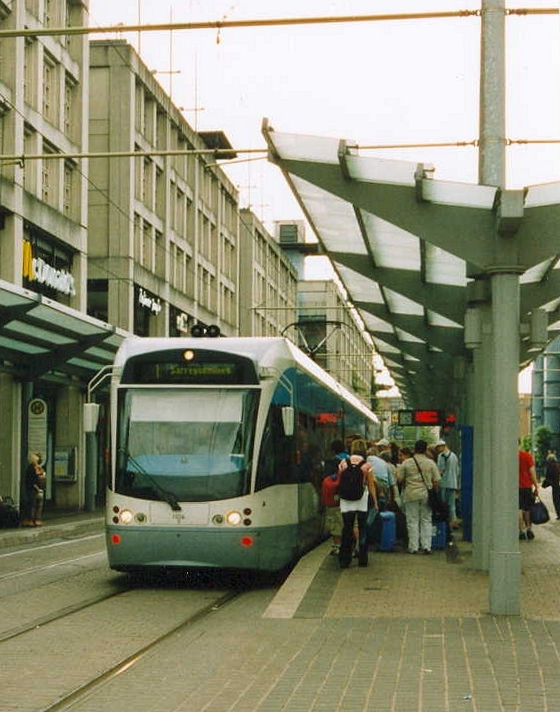
フレキシティ・リンク
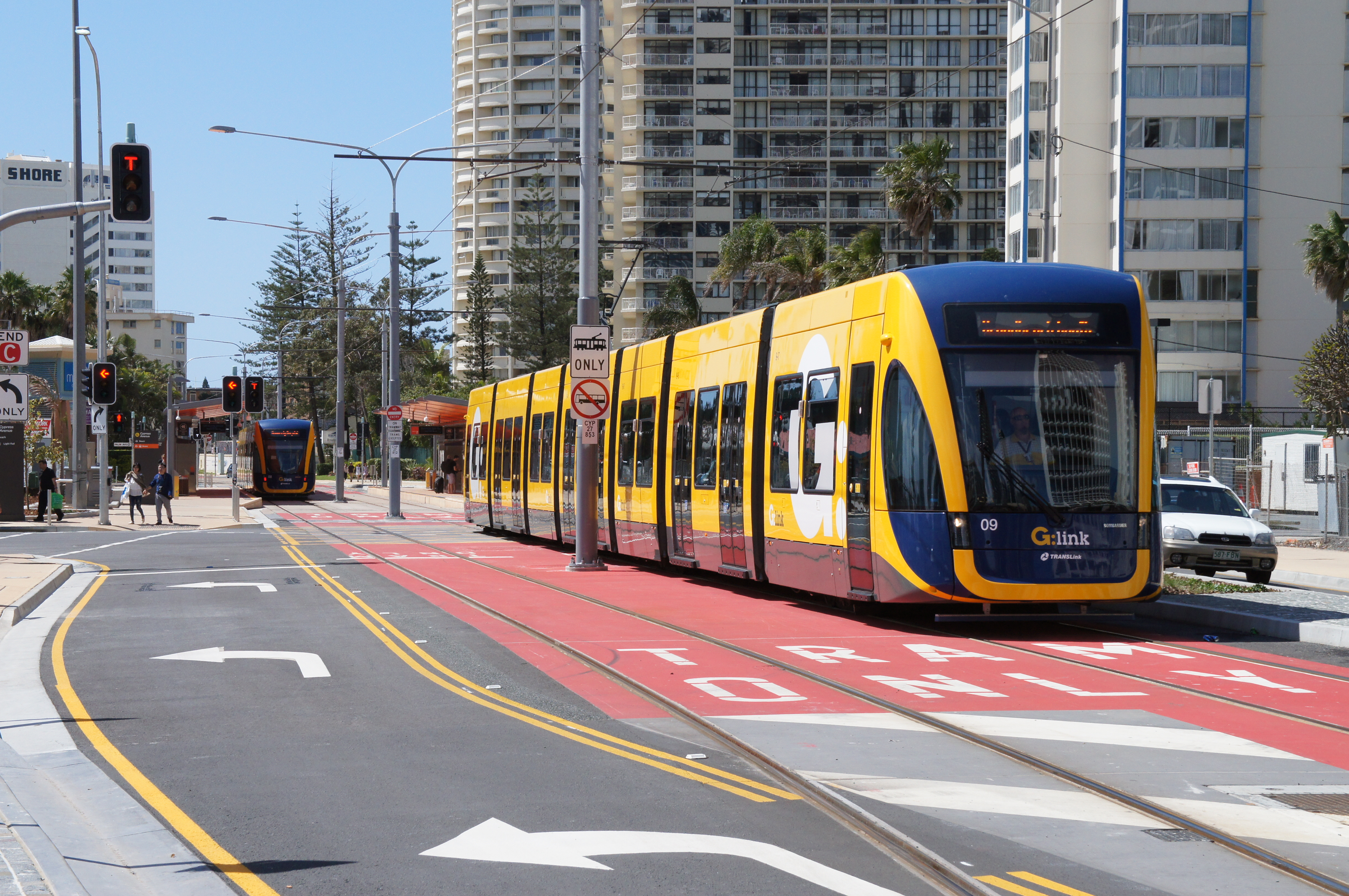
フレキシティ2
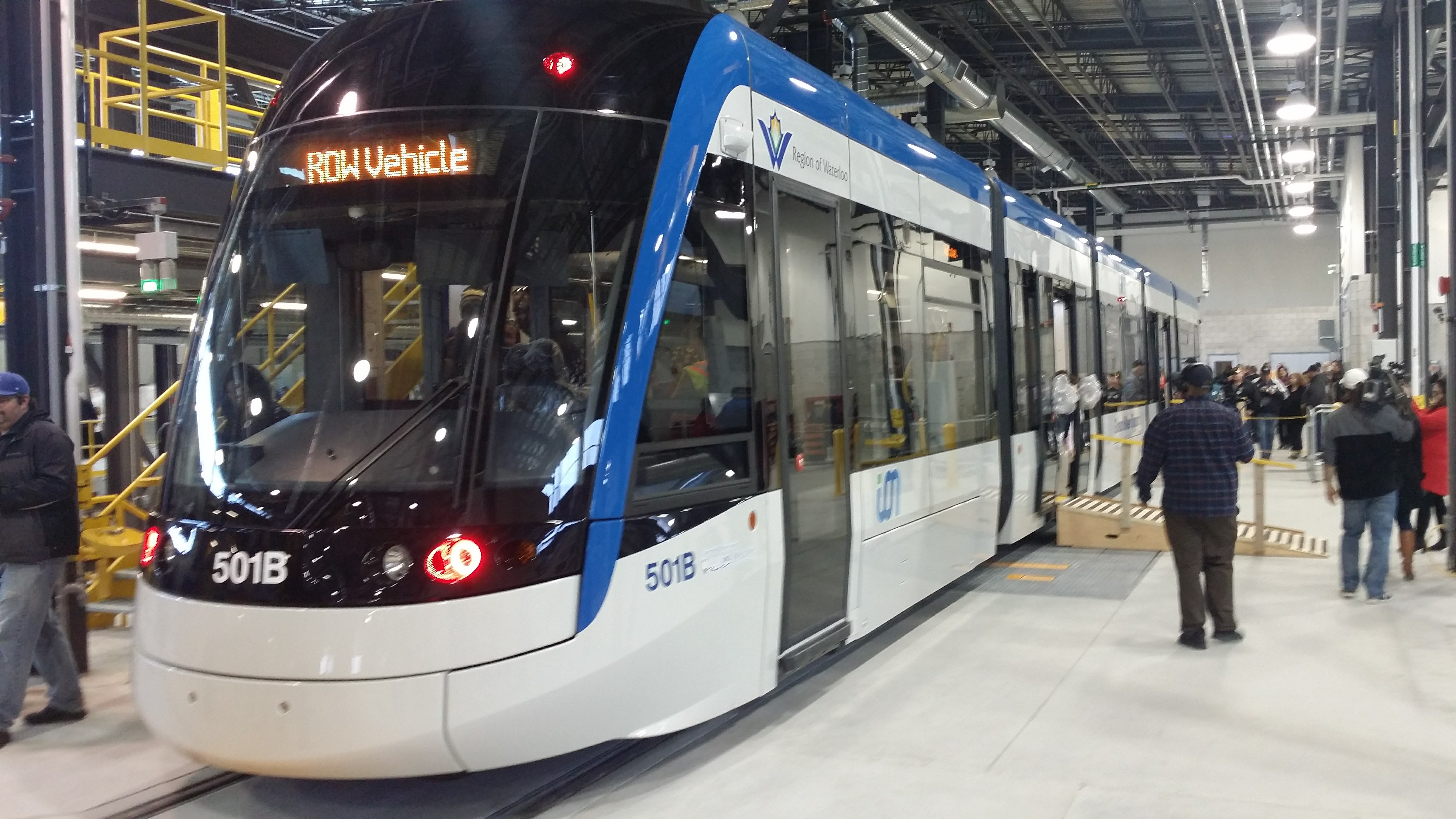
フレキシティ・フリーダム
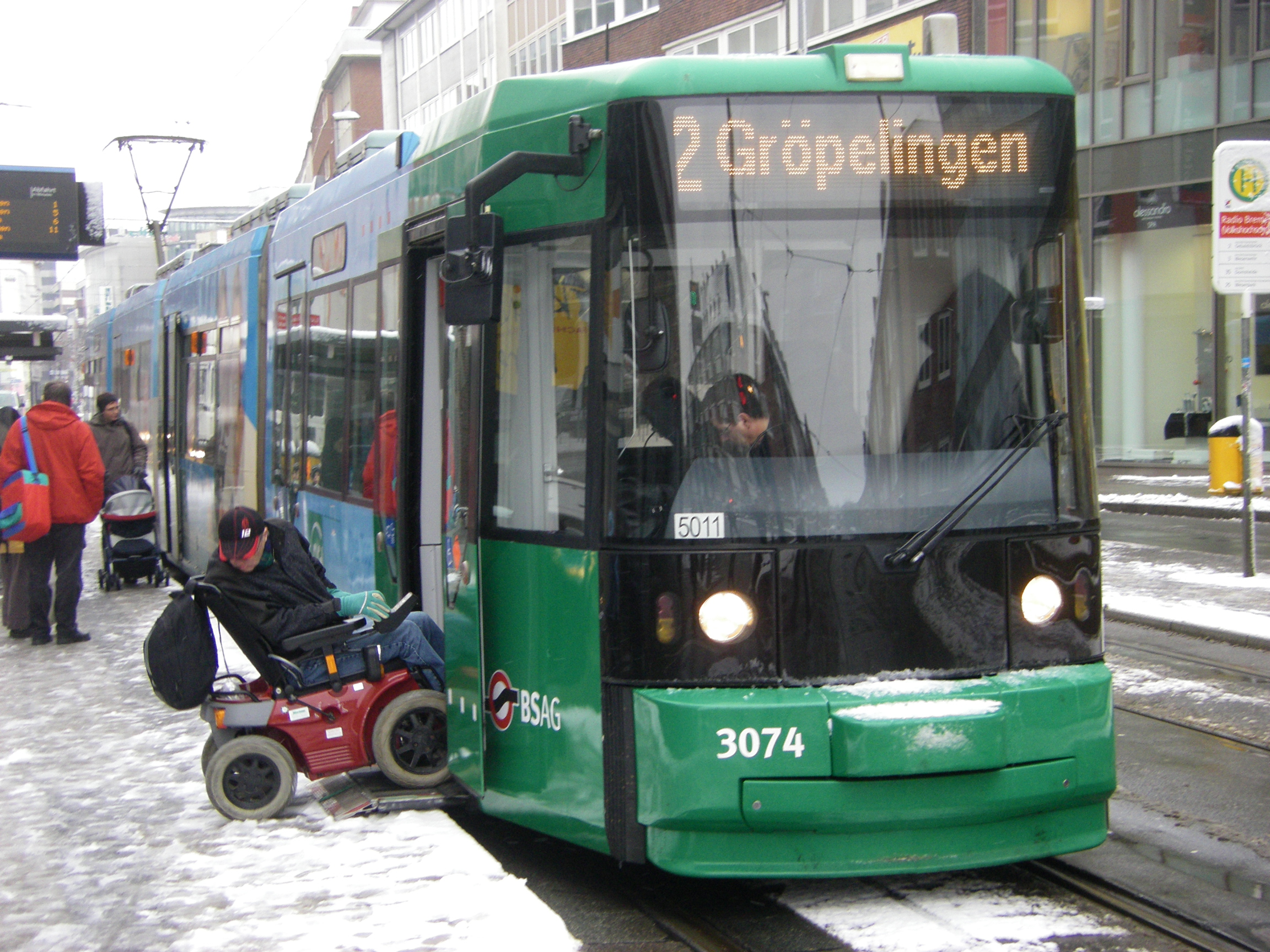
ブレーメン形
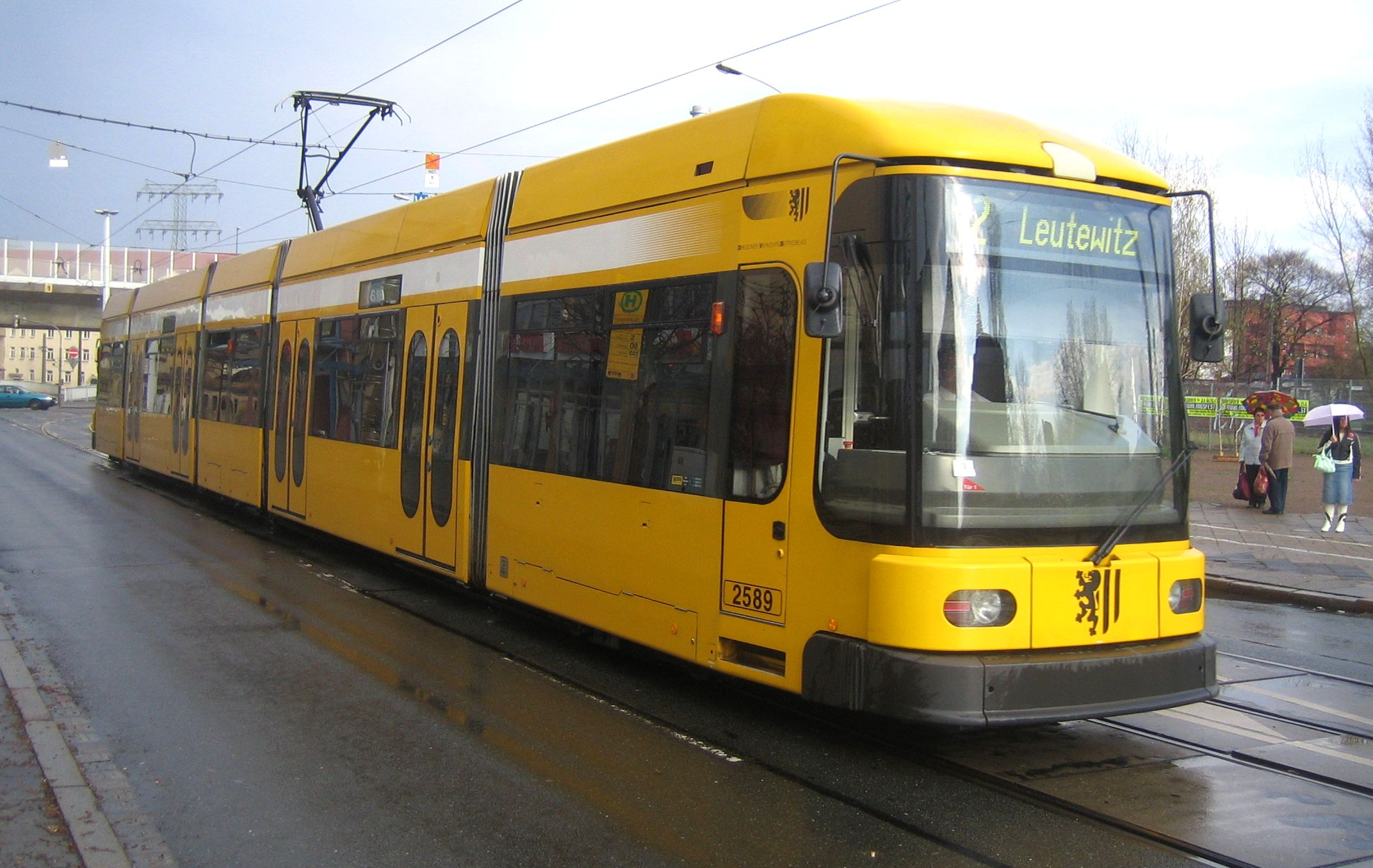
NGT6DD
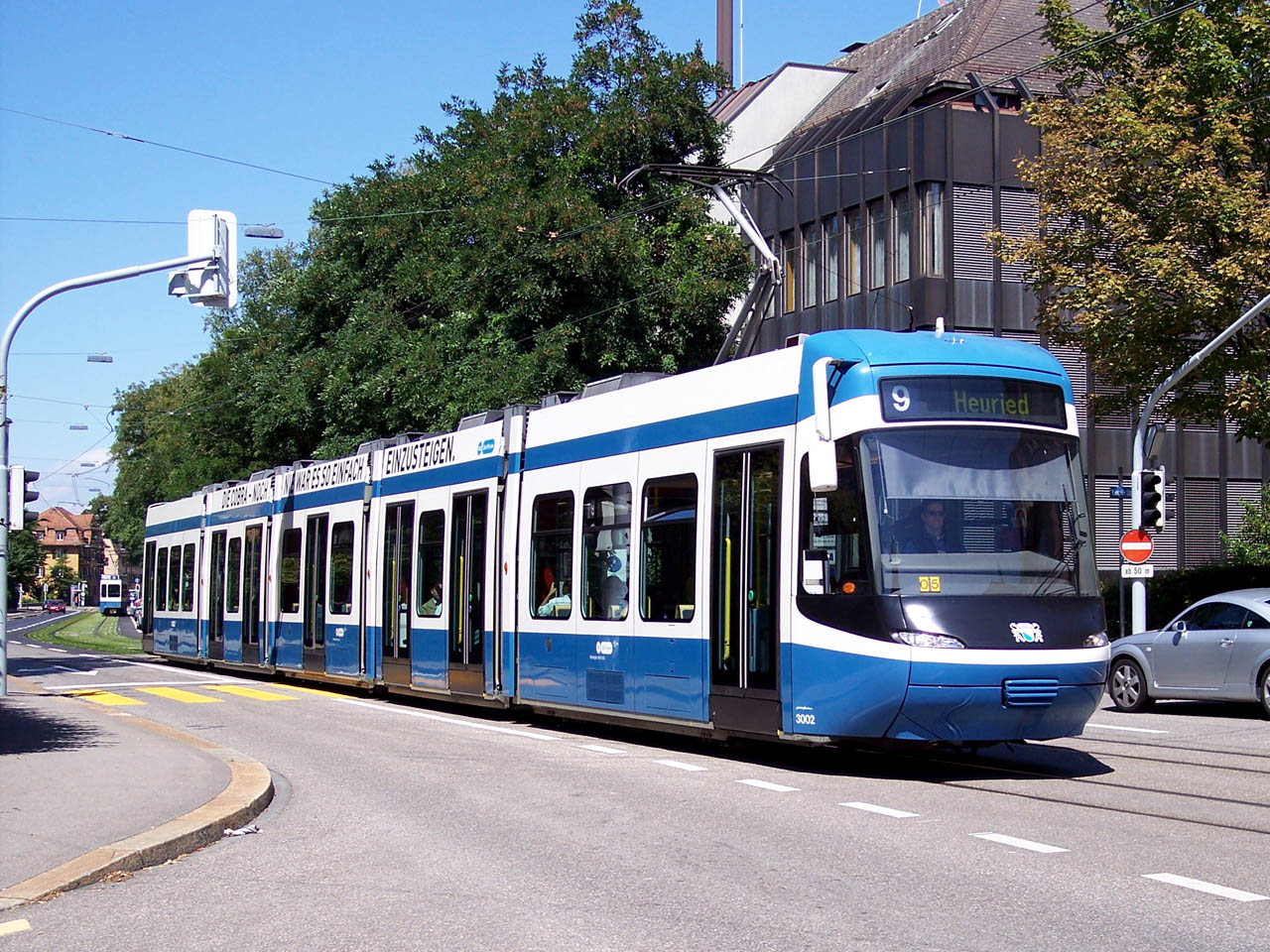
Be 5/6
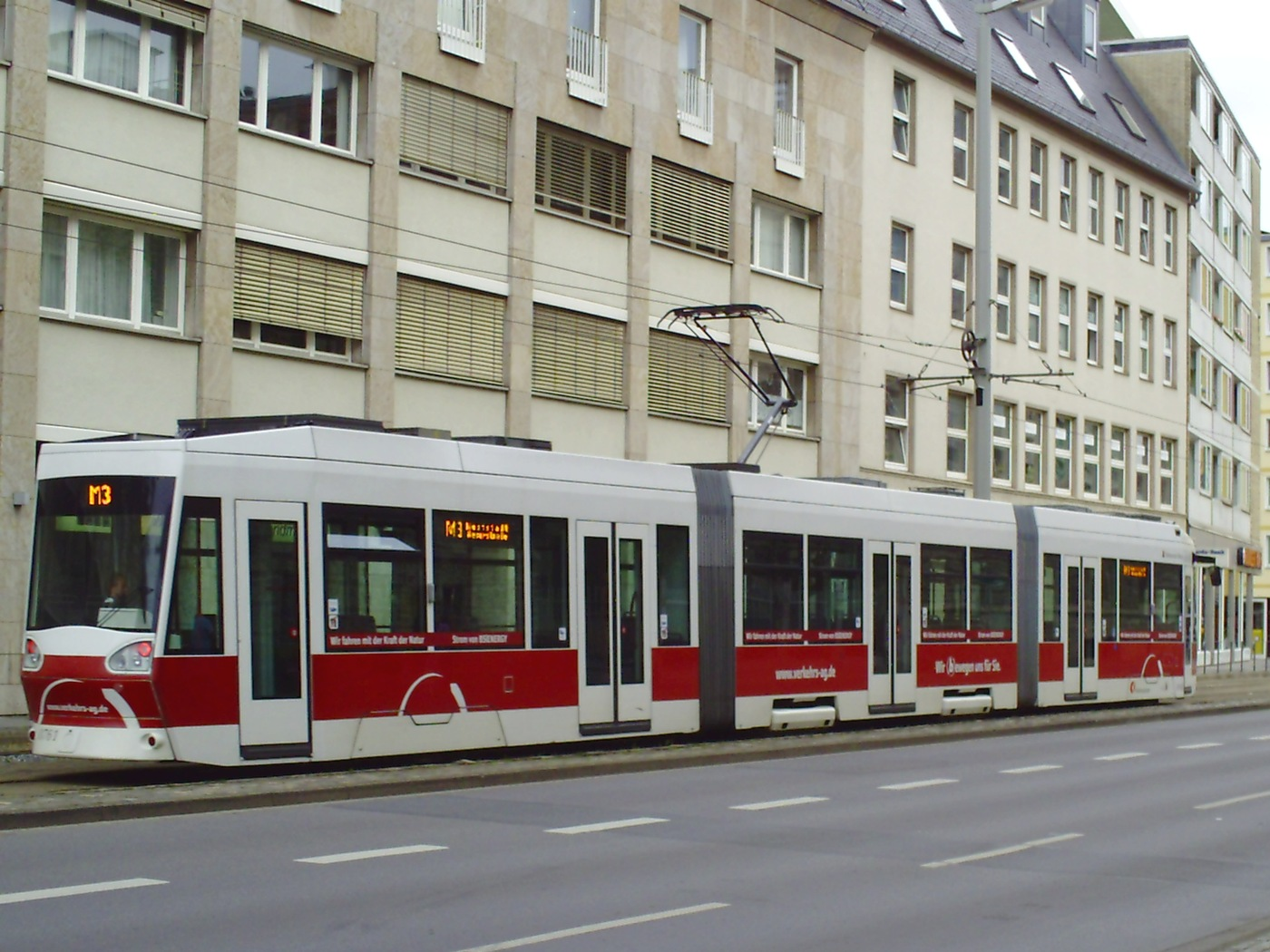
NGT8D
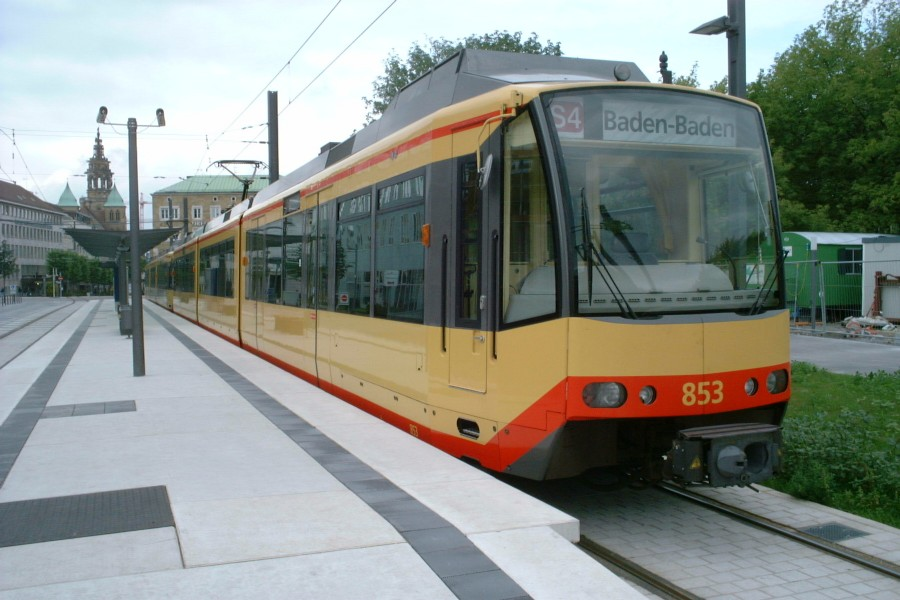
GT8-100D/2S-M
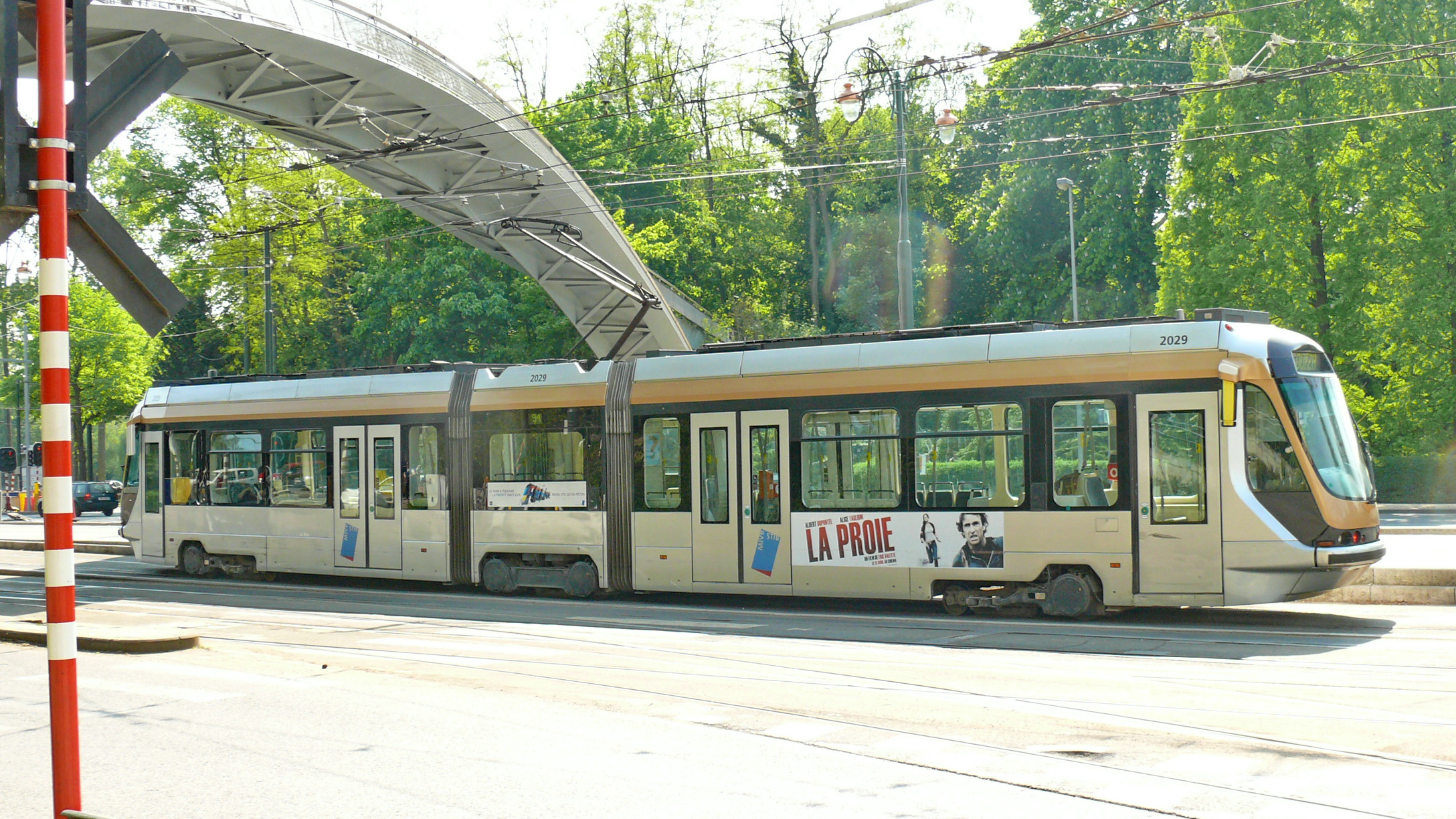
T2000

 フランス - アルストム・トランスポール
- シタディス
  - シタディス100（アルストム・コンスタル）※部分低床車
  - シタディスX01 (シタディス301、シタディス401) ※部分低床車
  - シタディスX02 (シタディス202、シタディス302、シタディス402、シタディス502)
  - シタディスX03 (シタディス403)
  - シタディスX04 (シタディス304)
  - シタディスX05 (シタディス205「シタディス・コンパクト」、シタディス305、シタディス405)
  - レギオシタディス ※トラムトレイン用、部分部分低床車
  - シタディス・デュアリス ※トラムトレイン用
  - シタディス・スピリット ※アメリカ向け

- TFS-2 ※部分低床車
- シティウェイ（フィアット→アルストム）
- トランスロール ※ゴムタイヤトラム

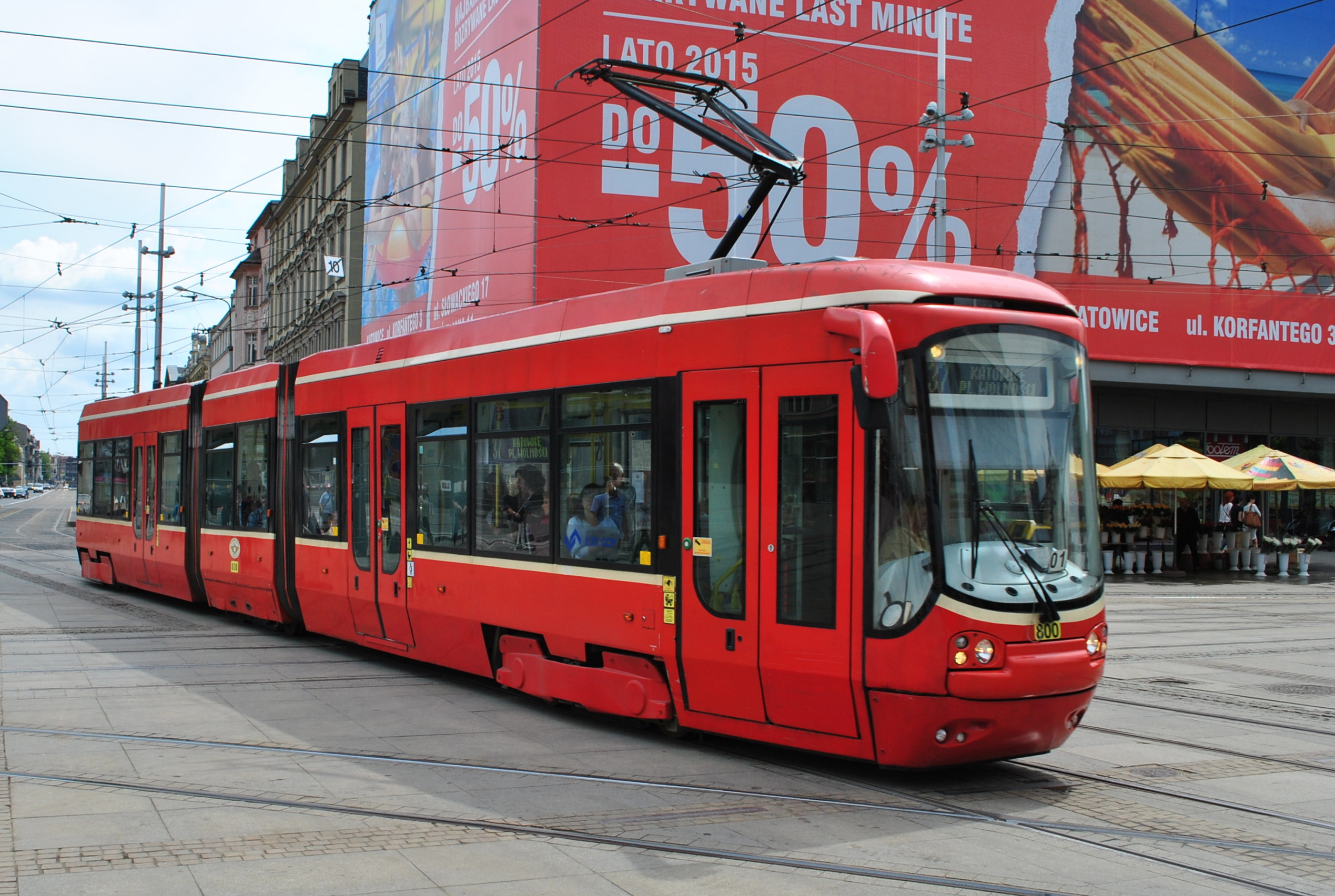
シタディス100
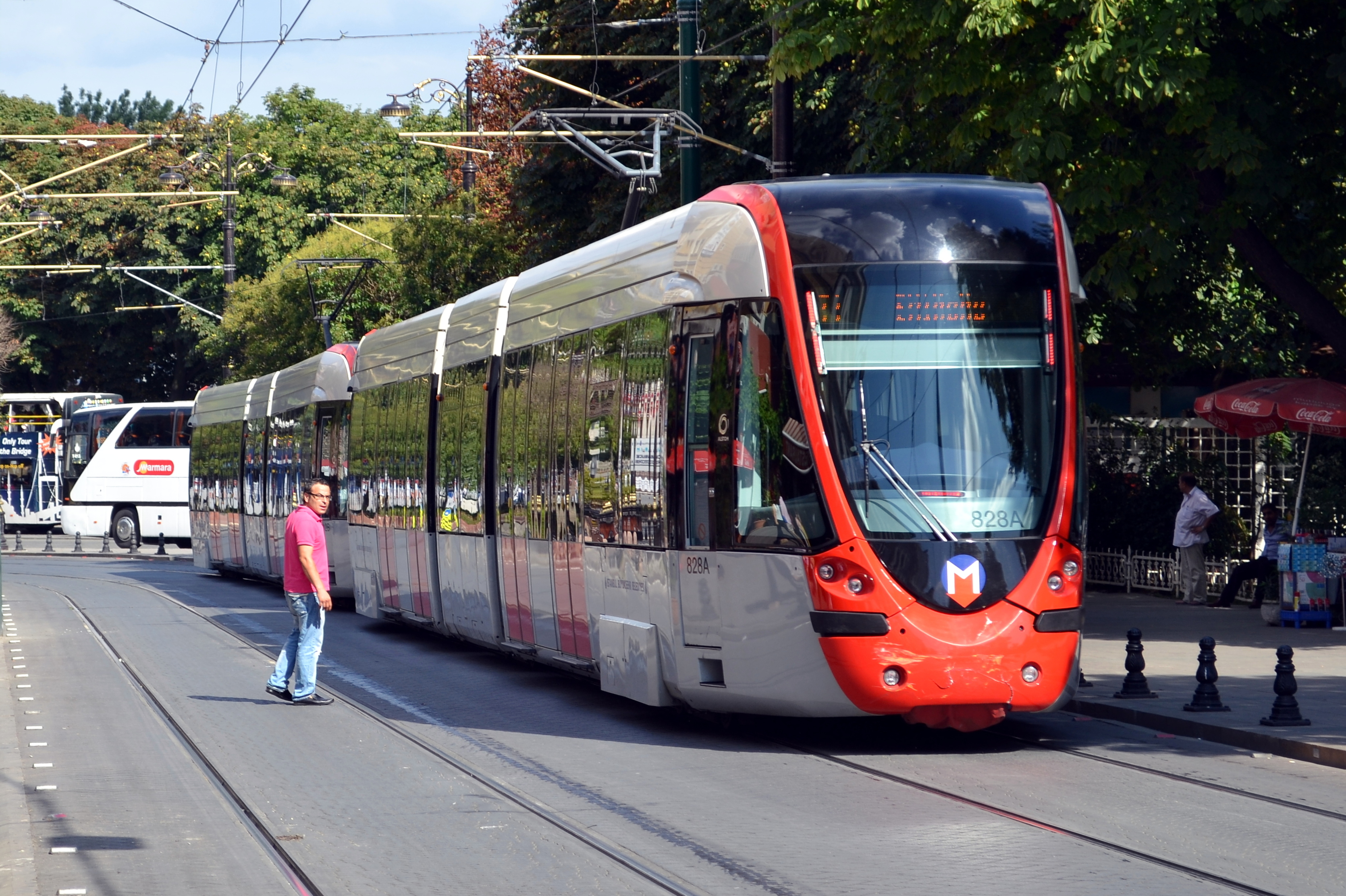
シタディス301
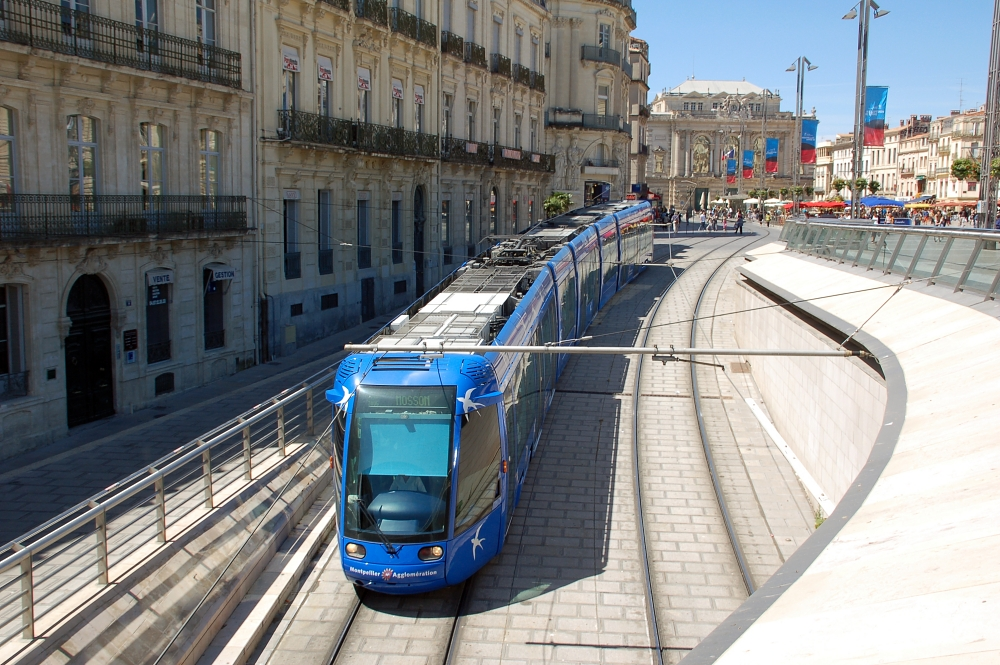
シタディス401
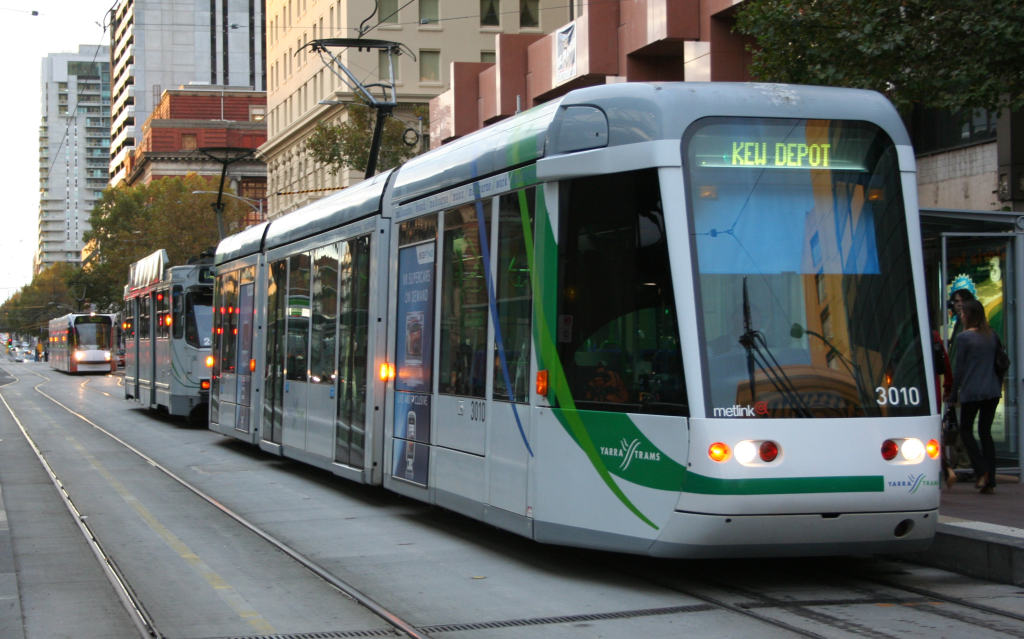
シタディス202
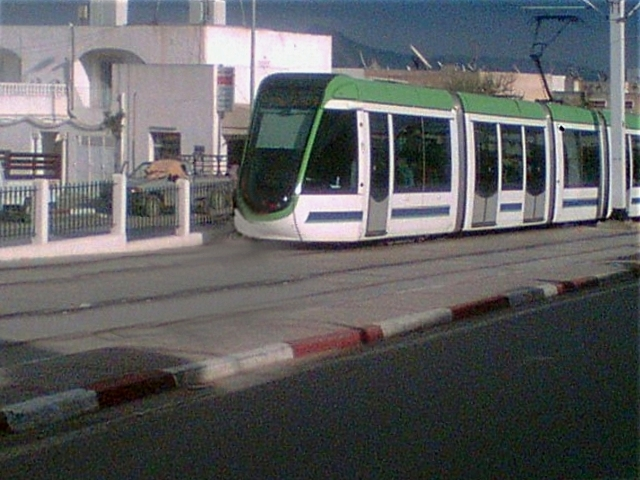
シタディス302
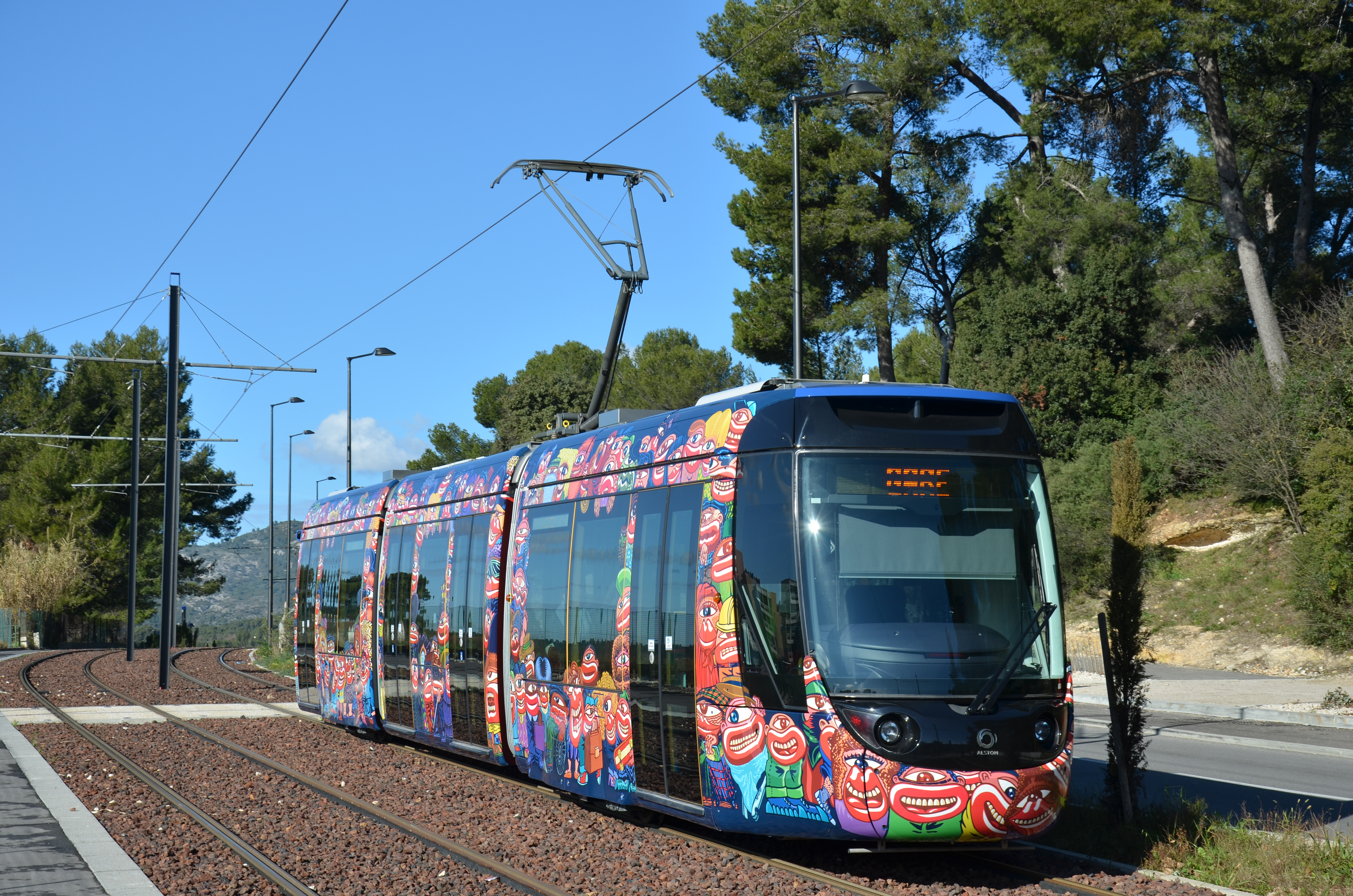
シタディス・コンパクト
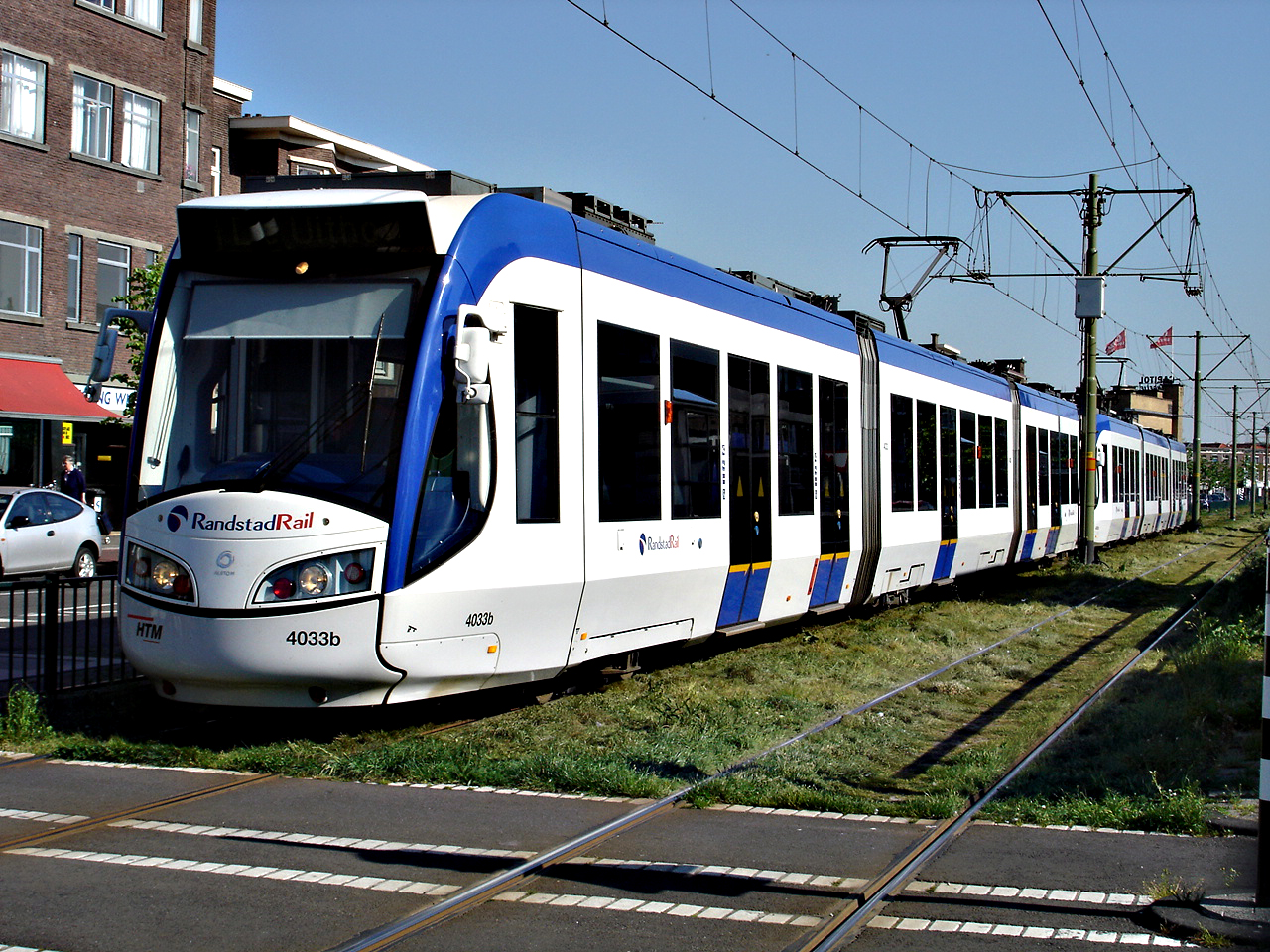
レギオシタディス
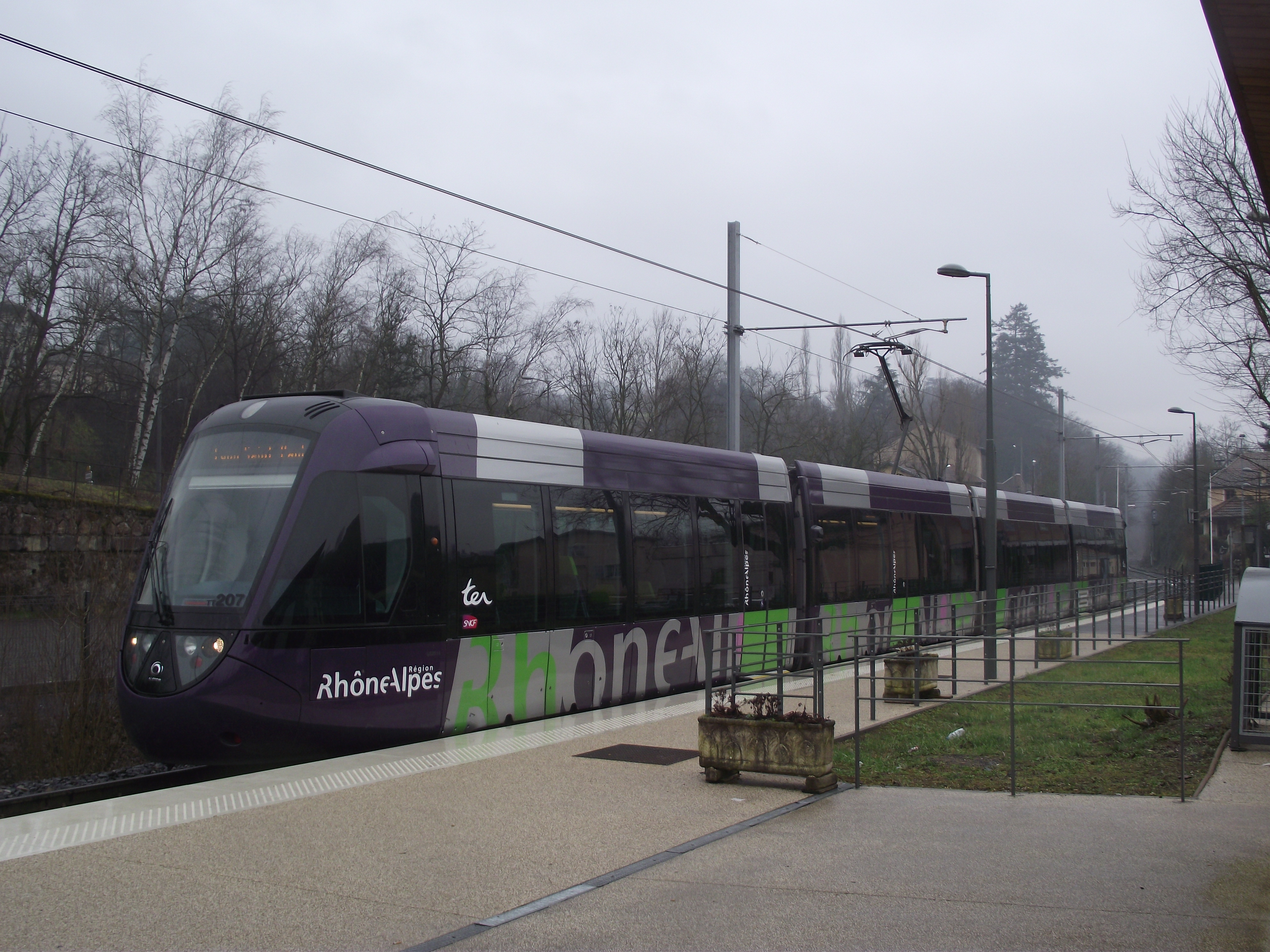
シタディス・デュアリス
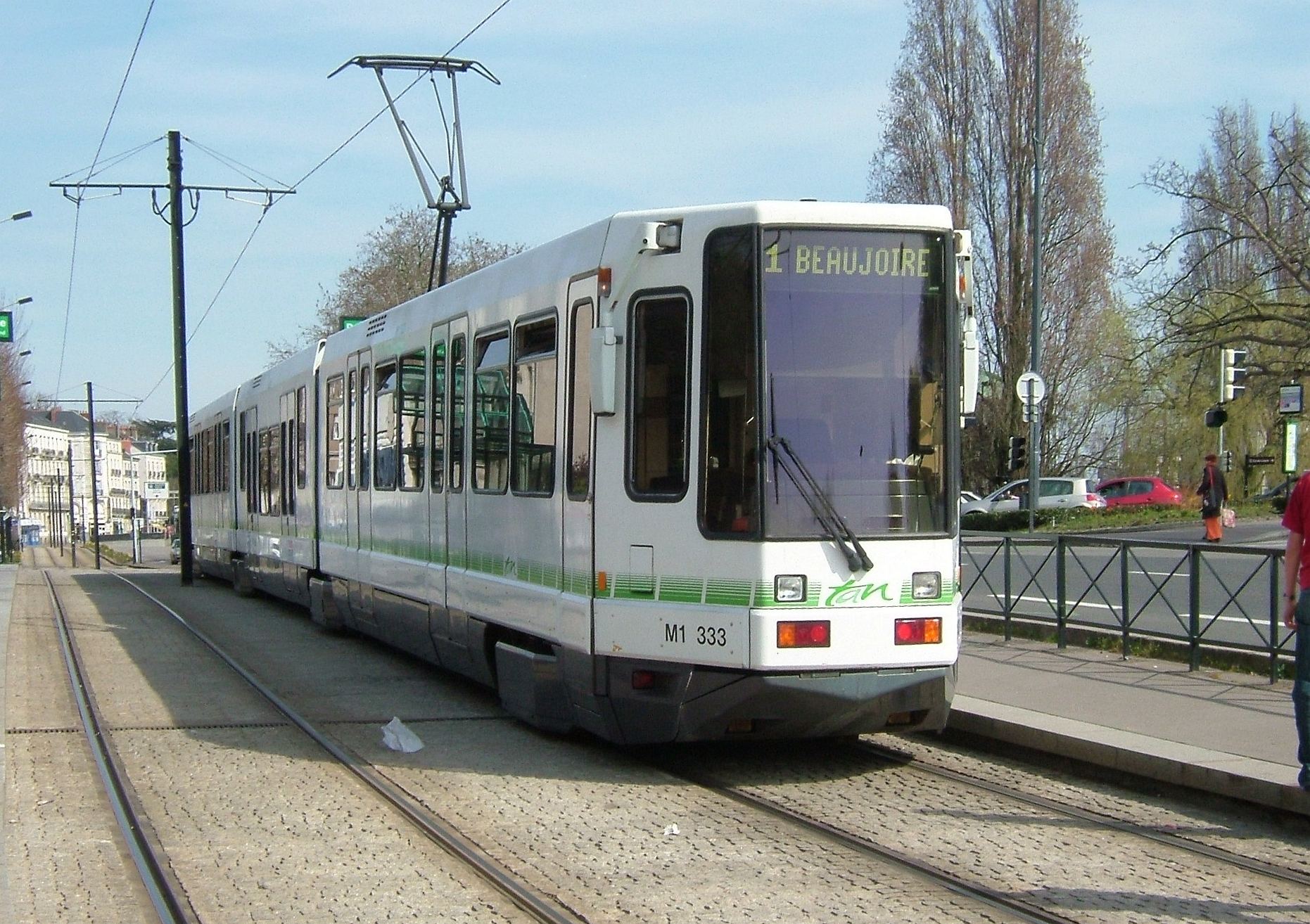
TFS-1 (低床中間車体を挿入)
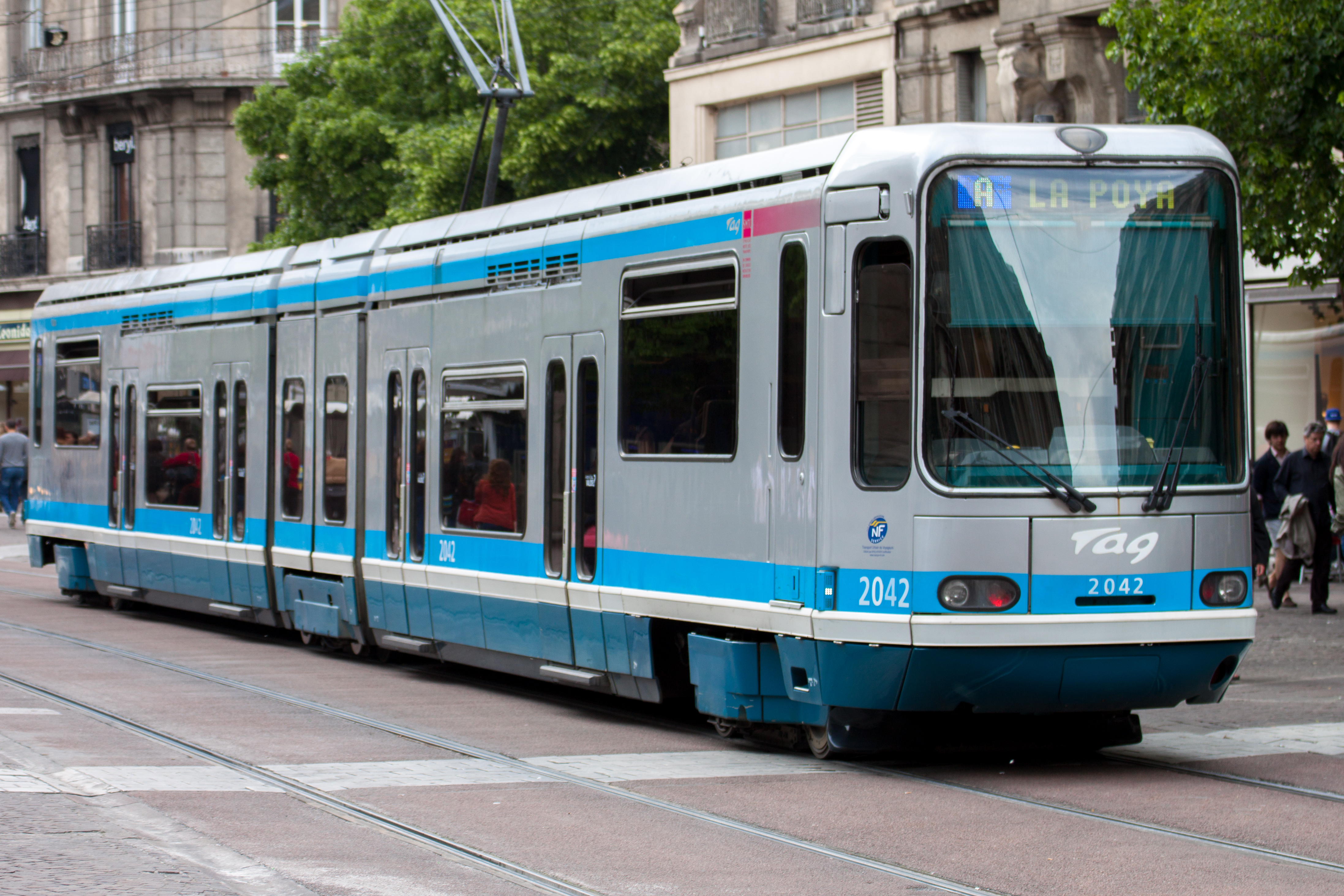
TFS-2
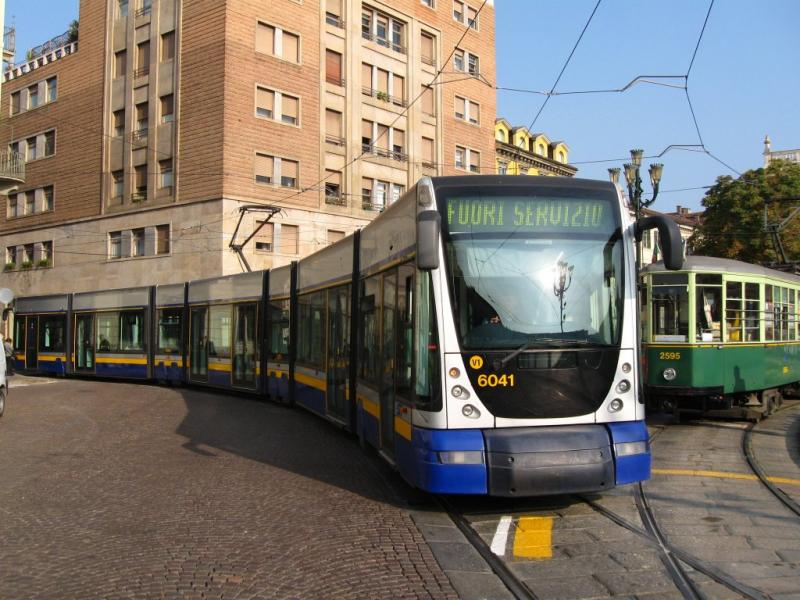
シティウェイ

 ドイツ - シーメンス
- コンビーノ（デュワグ→シーメンス）
- アヴェニオ（コンビーノ・プラス）
- スーパートラム（デュワグ→シーメンス）
- GT6-70D/N（デュワグ→シーメンス）
- GT8-70D/N（アドトランツ→シーメンス）
- S70／アヴァント ※部分低床車、S70はアメリカ向け、アヴァントはヨーロッパ向け
- Ultra Low Floor "ULF"（シーメンスSGP）

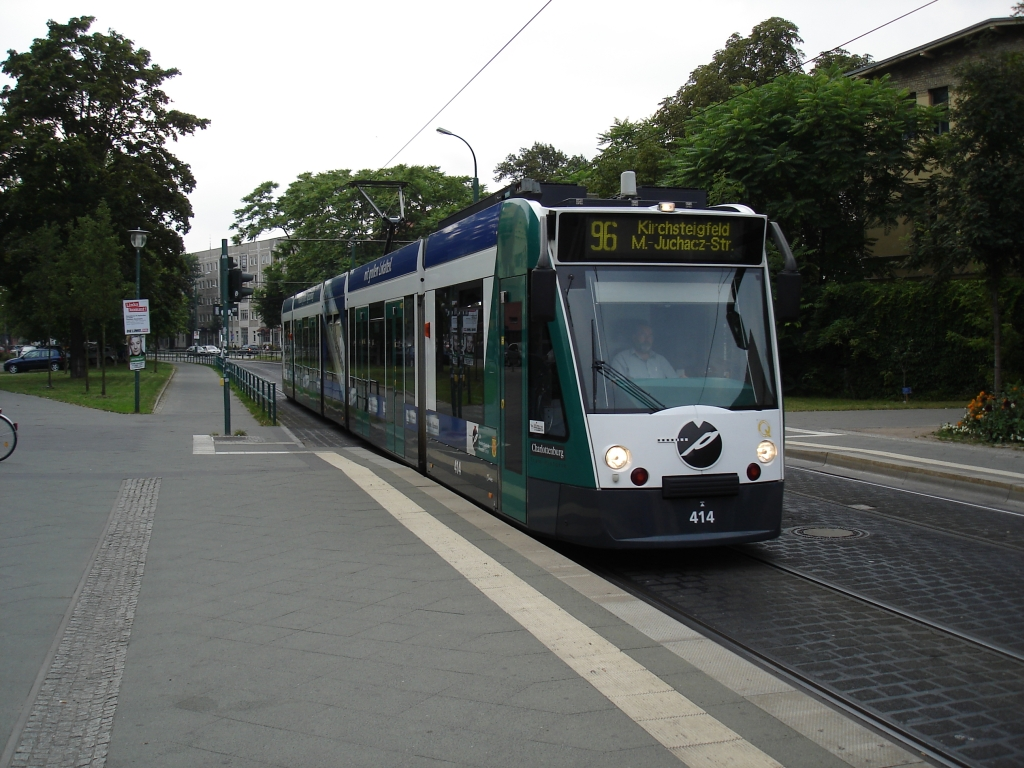
コンビーノ
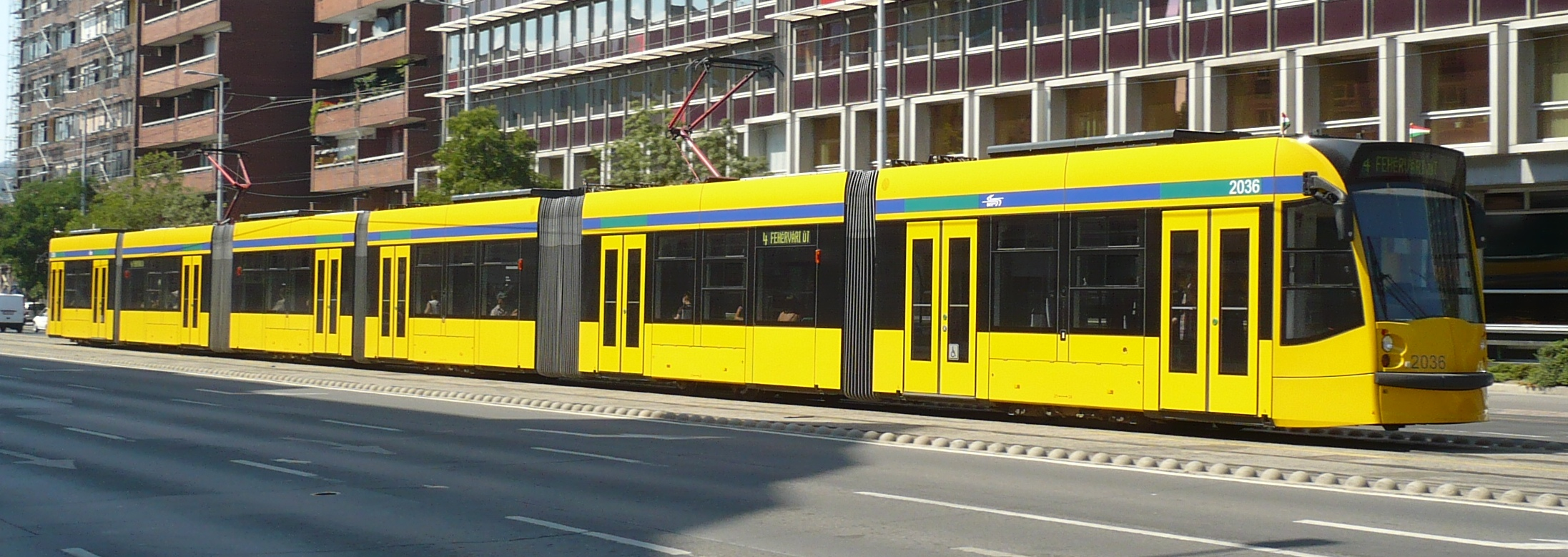
コンビーノ・プラス
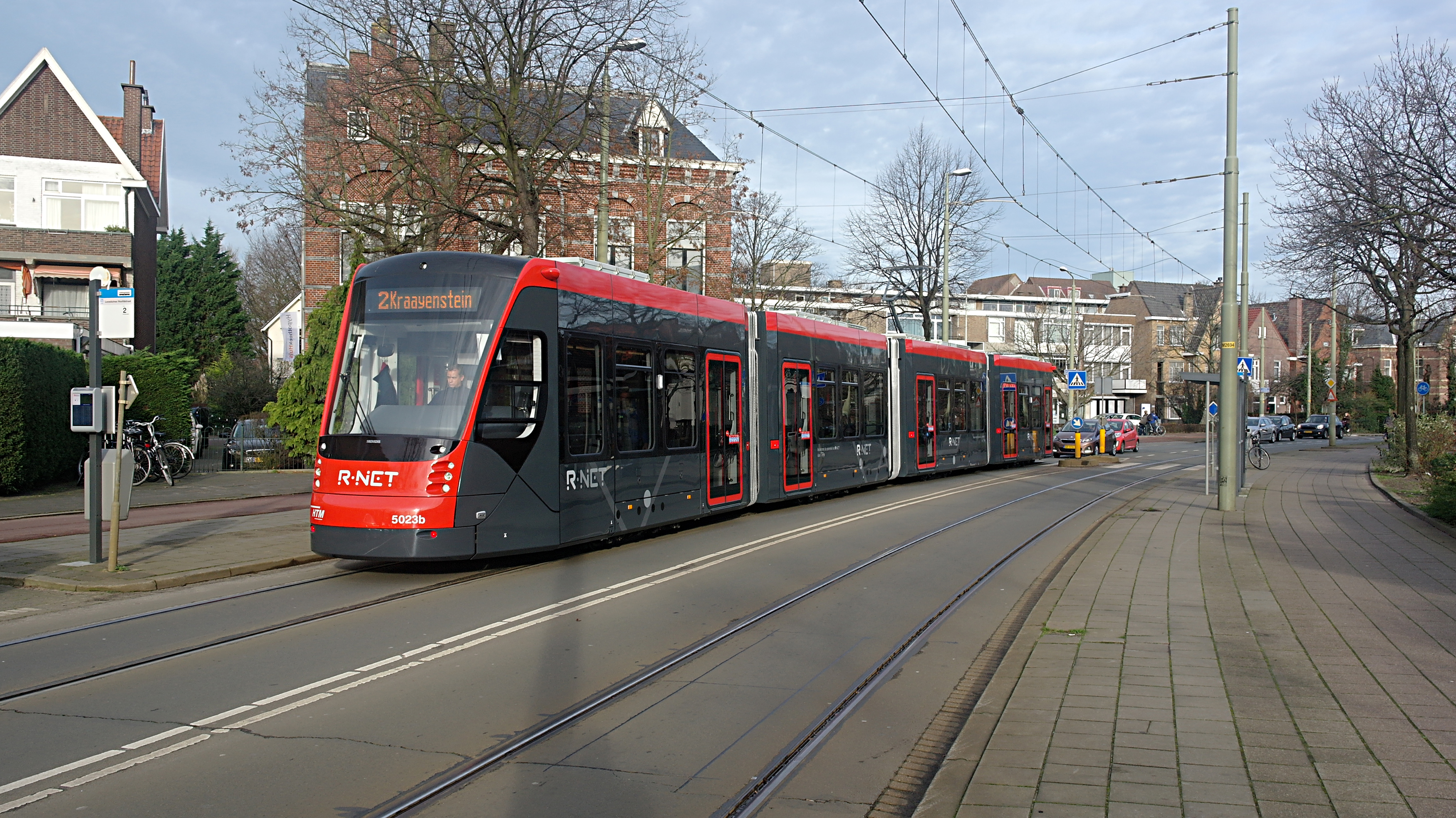
アヴェニオ
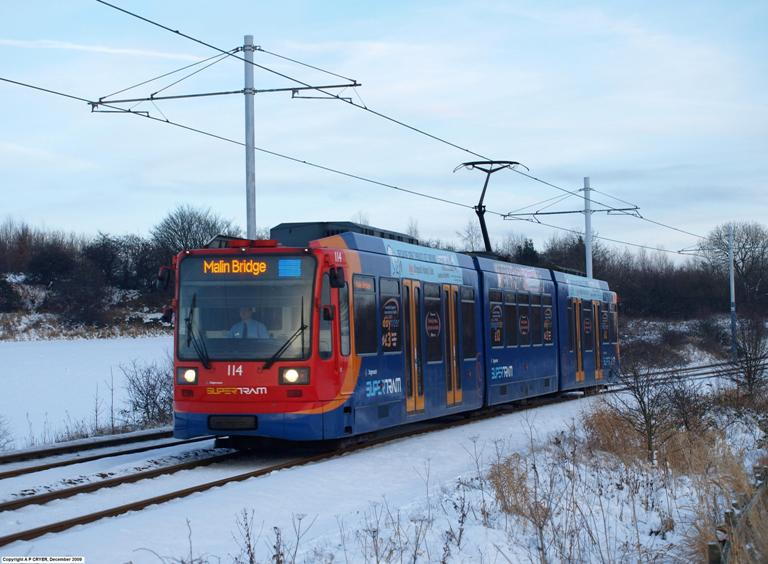
スーパートラム
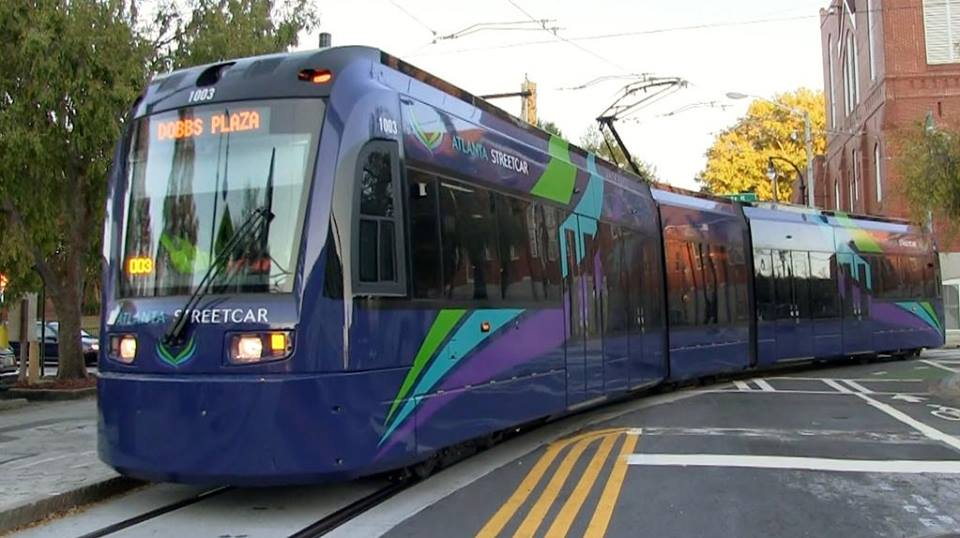
S70
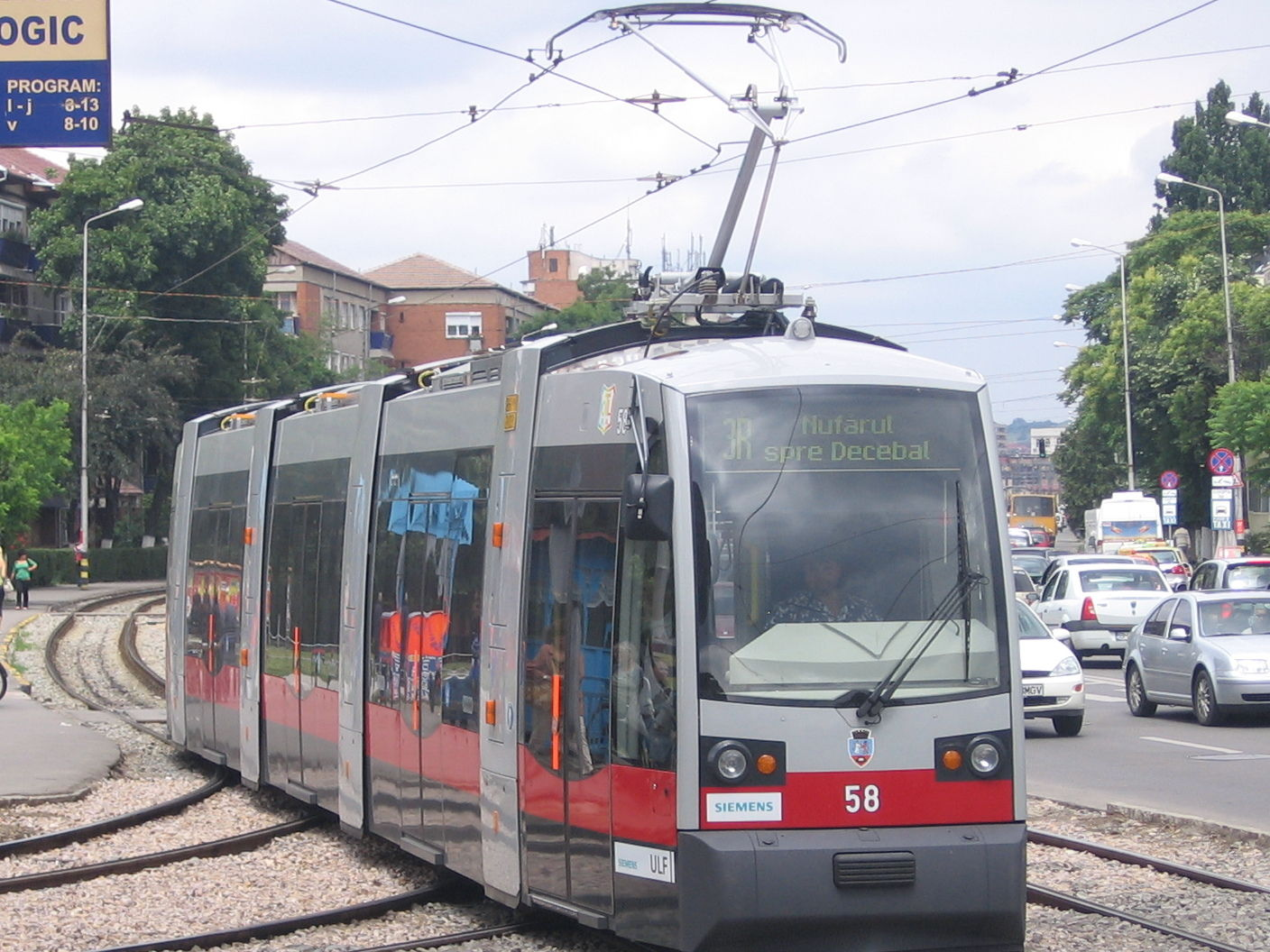
Ultra Low Floor

 ドイツ - ハイターブリック
- レオライナー
- バモス70 ※部分低床車
- バモス95

- レオライナー

 ロシア - トヴェリ車両工場
- 71-931"ナイト" ※部分低床車
- 71-911"City Star"

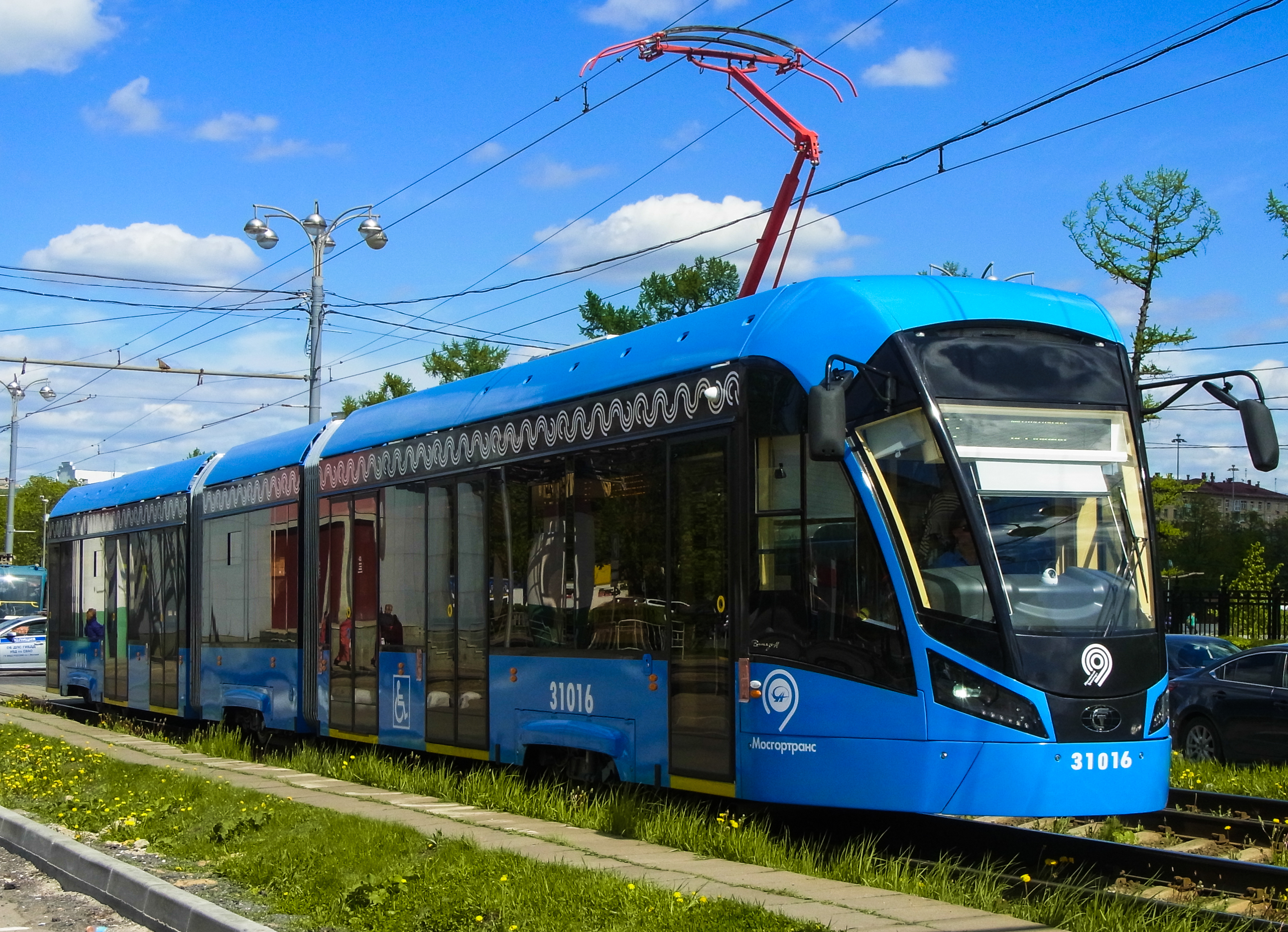
71-931
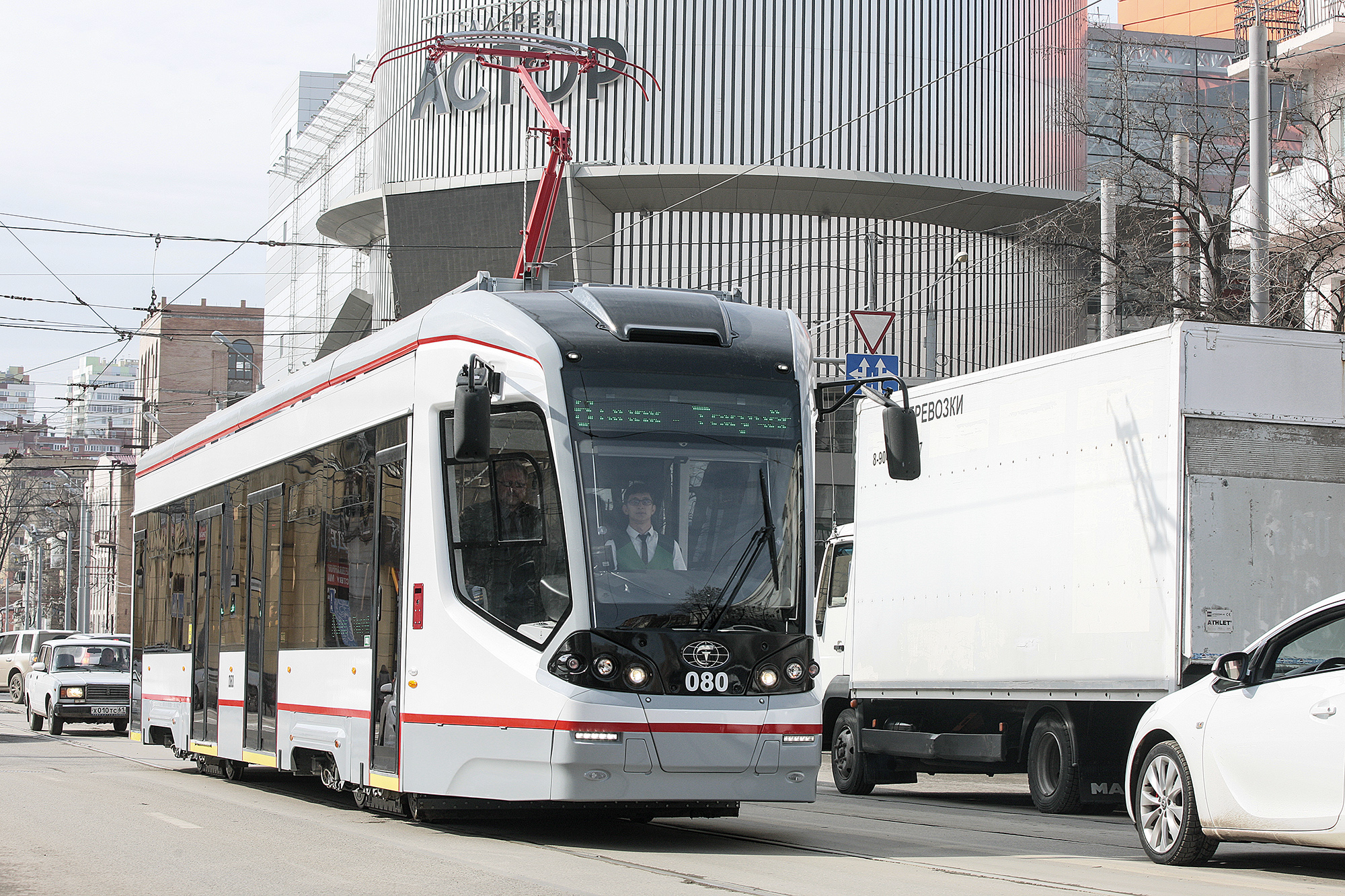
71-911

 ロシア - ウスチ＝カタフ車両工場
- 71-623(KTM-23) ※部分低床車
- 71-631(KTM-31) ※部分低床車

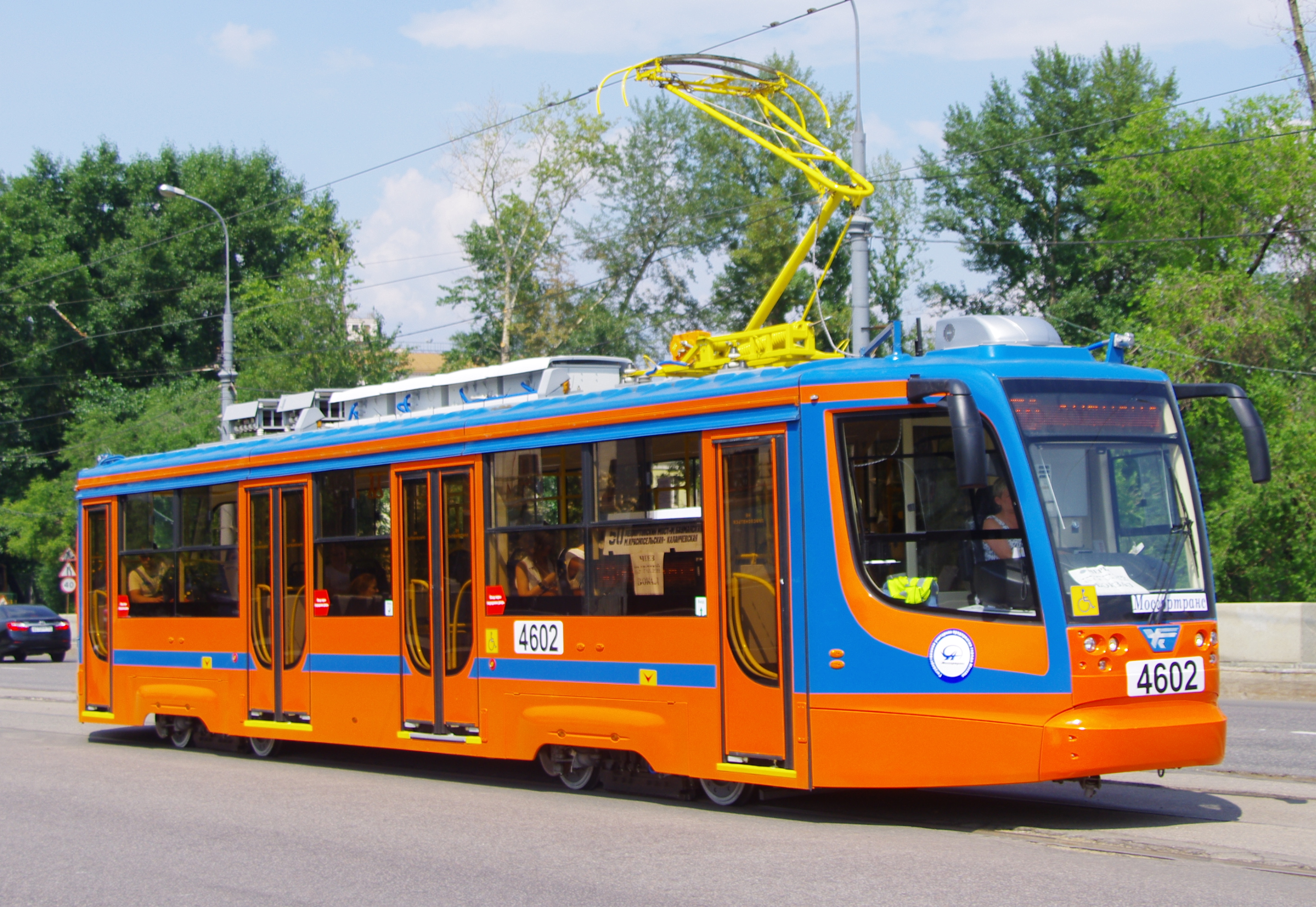
71-623(KTM-23)
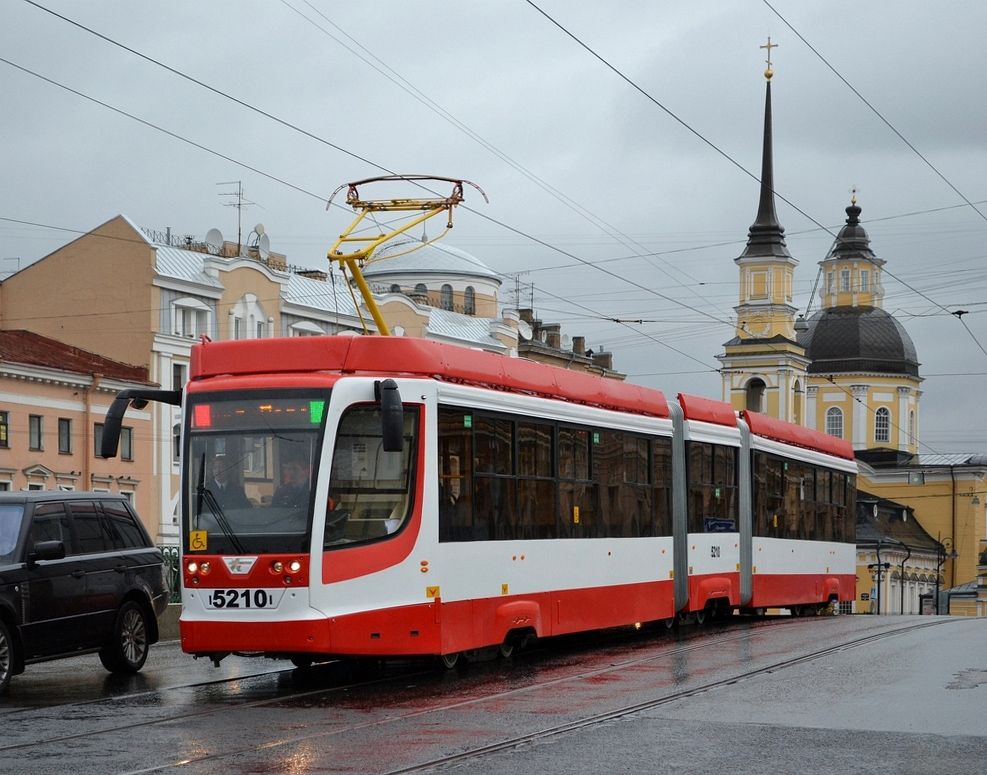
71-631(KTM-31)

 ロシア - ペテルブルクトラム機械工場
- 71-152(LVS-2005) ※部分低床車
- 71-153(LM-2008) ※部分低床車
- 71-154(LVS-2009) ※部分低床車

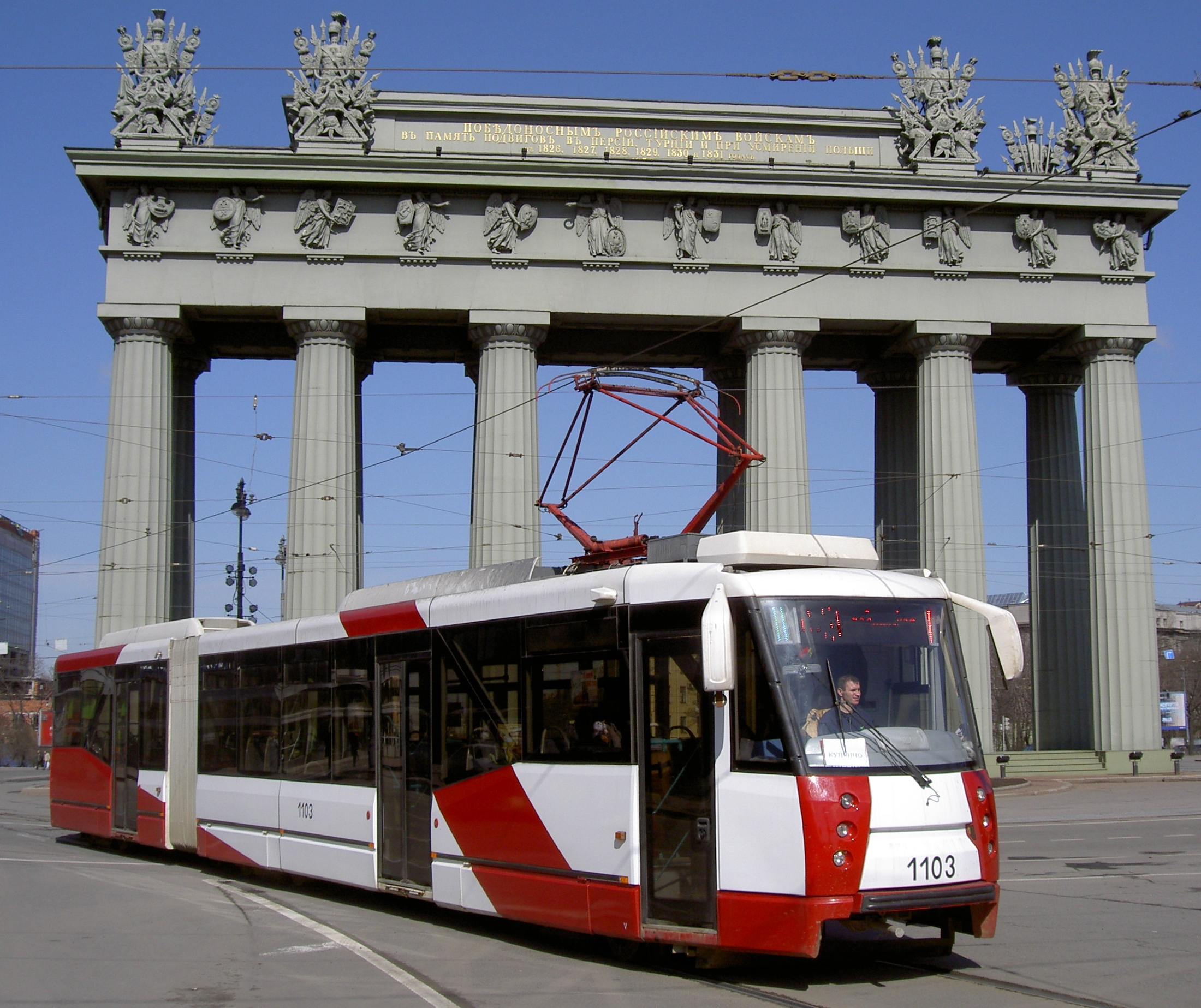
71-152(LVS-2005)
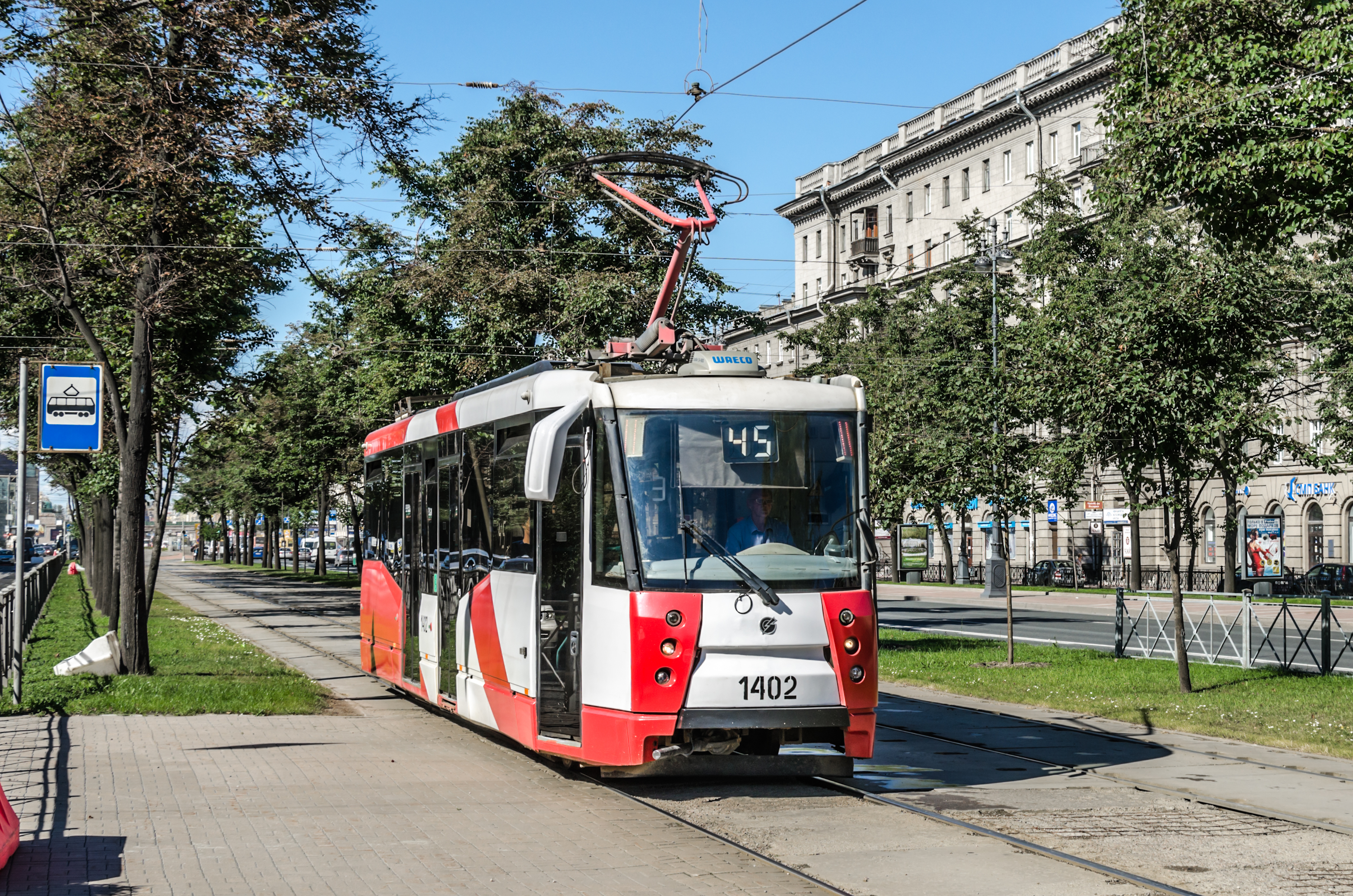
71-153(LM-2008)
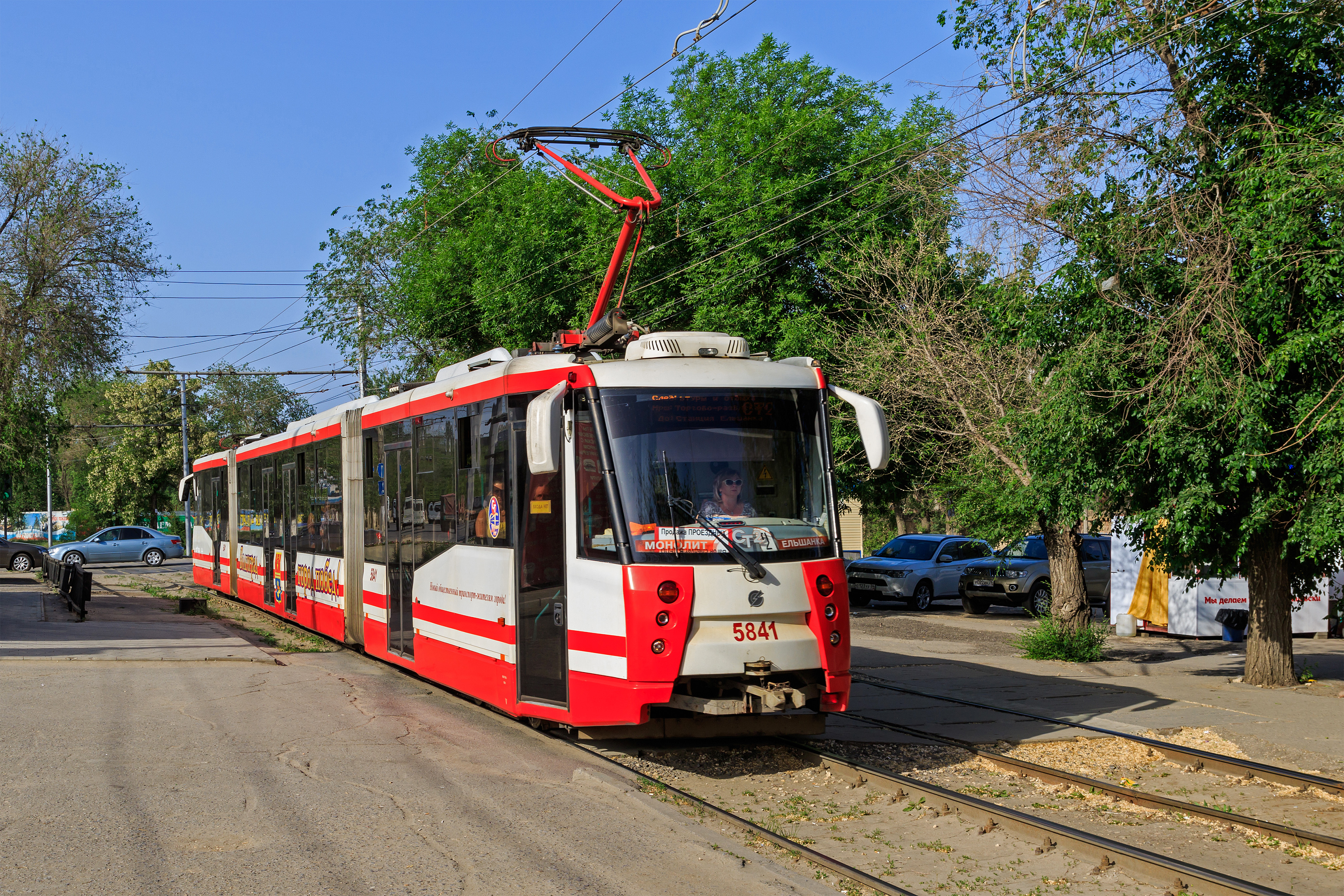
71-154(LVS-2009)

 ウクライナ - エレクトロントランス
- エレクトロン

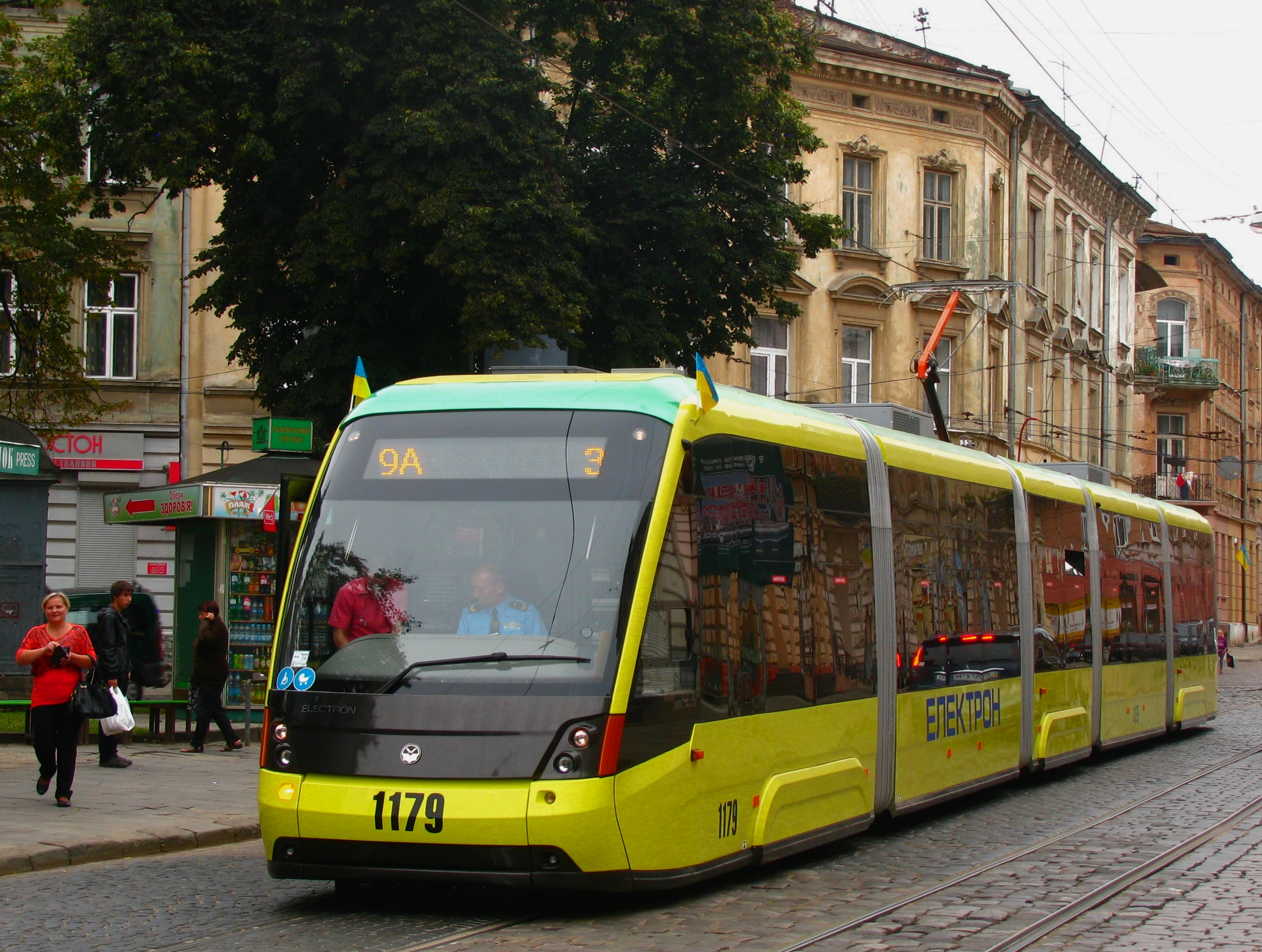
エレクトロン

 ベラルーシ - Belkamunmash
- AKSM-743 ※部分低床車
- AKSM-843 ※部分低床車

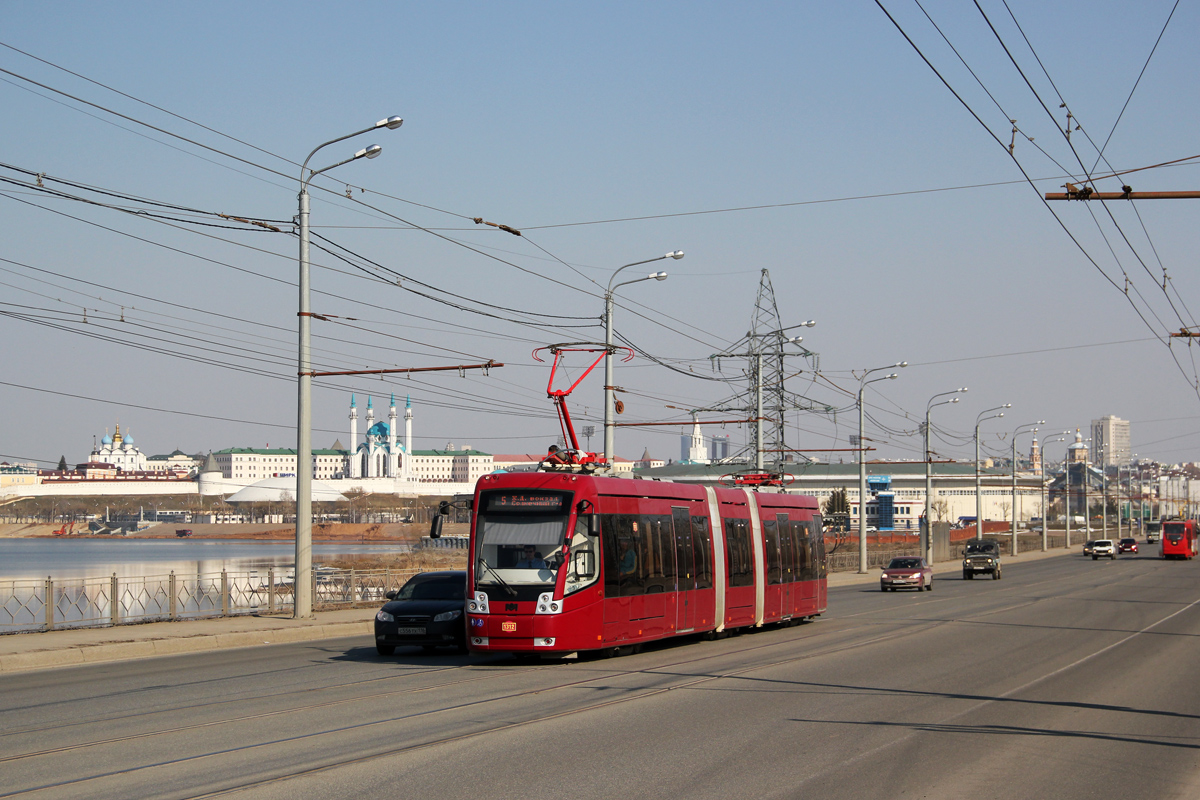
AKSM-843

 クロアチア - クロトラムコンソーシアム

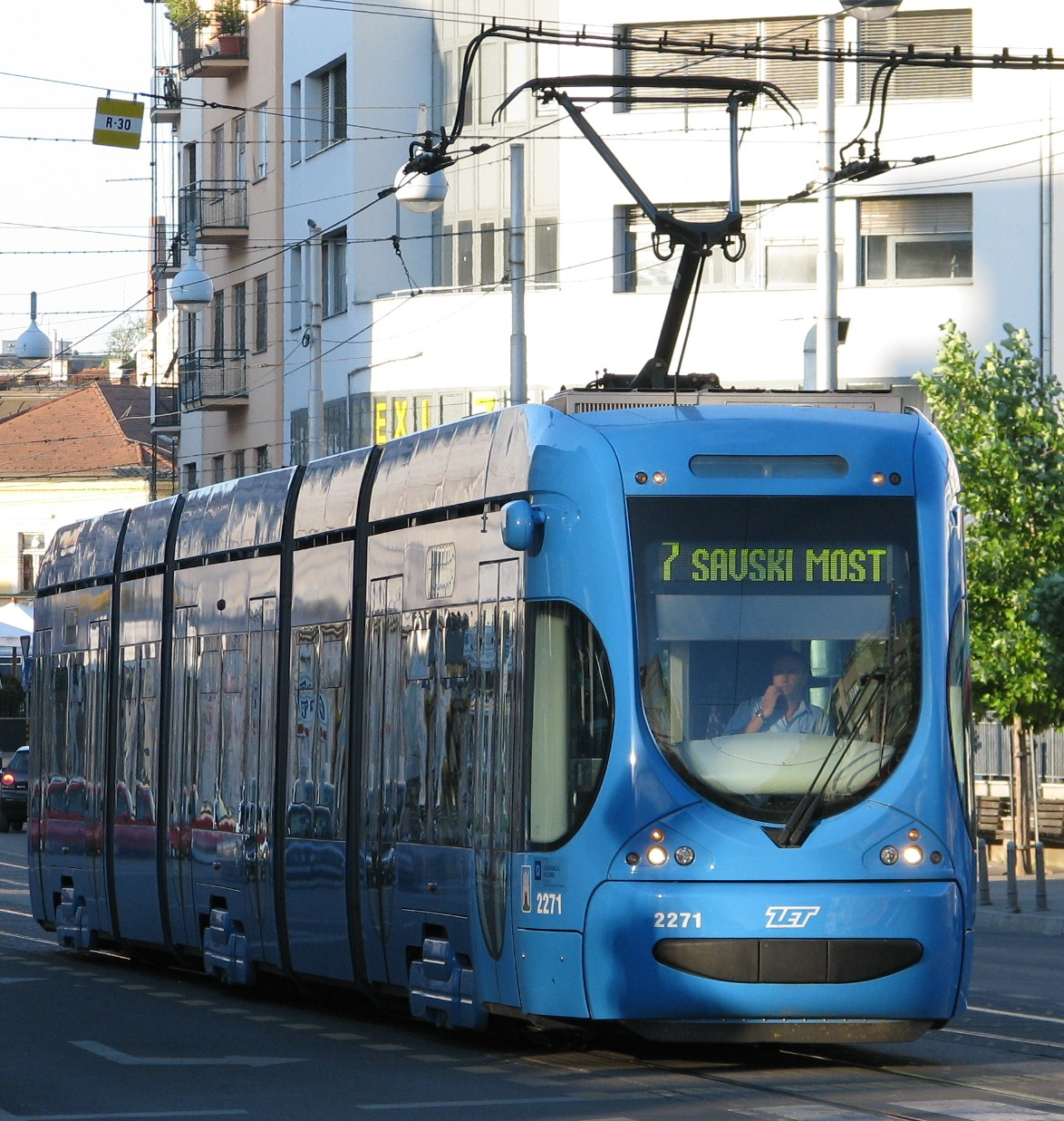
クロトラム

- クロトラム

 チェコ - ČKDタトラ
- RT6N1 ※部分低床車
- RT6S ※部分低床車

- RT6N1
- RT6S

 チェコ - アライアンスTW
- ヴァリオLF2 ※部分低床車
- ヴァリオLF2 プラス ※部分低床車
- ヴァリオLF2/2 IN ※部分低床車
- VarioLF3 ※部分低床車
- VarioLF3/2 ※部分低床車
- VV60LF ※部分低床車、付随車

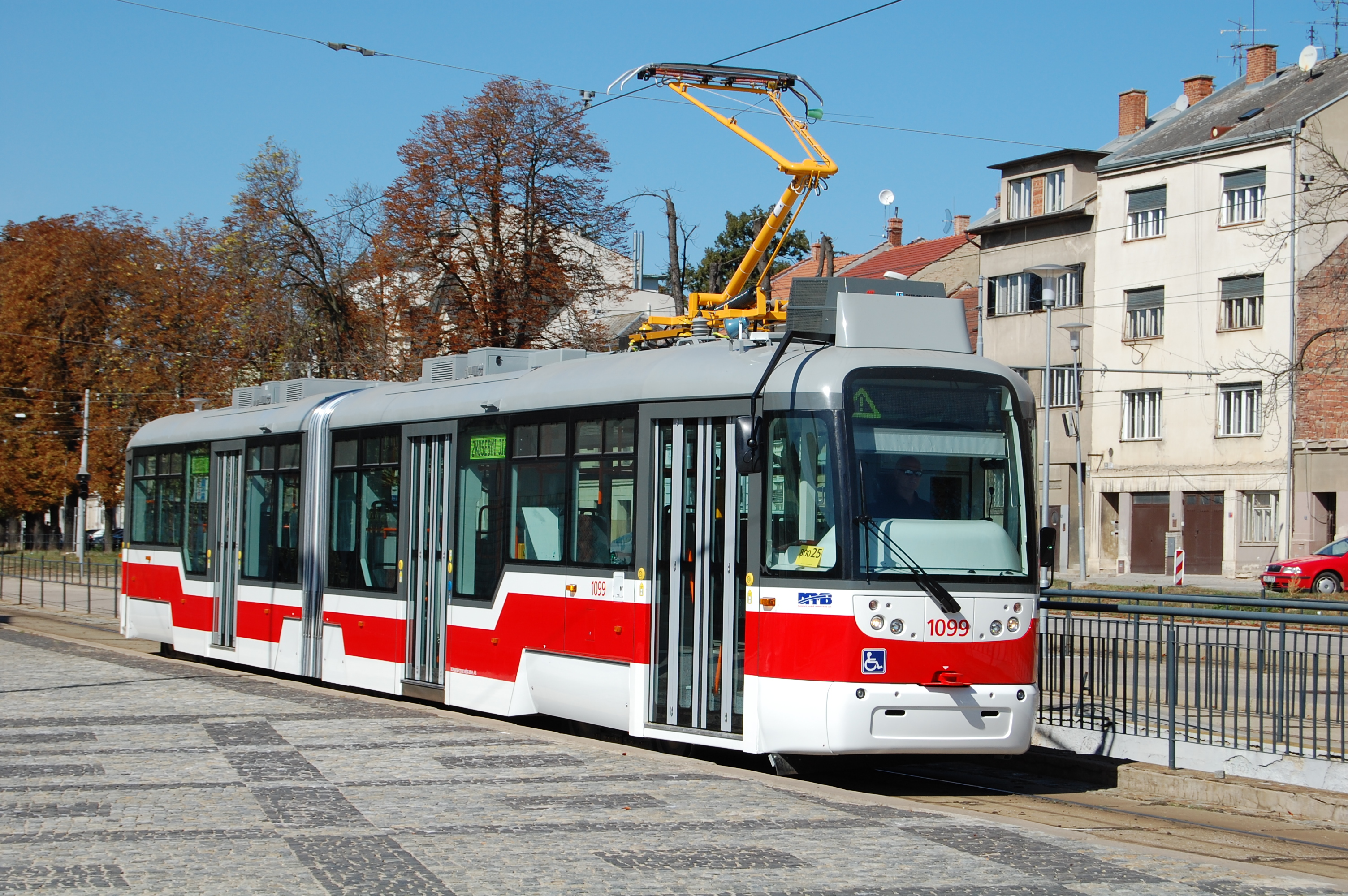
VarioLF2
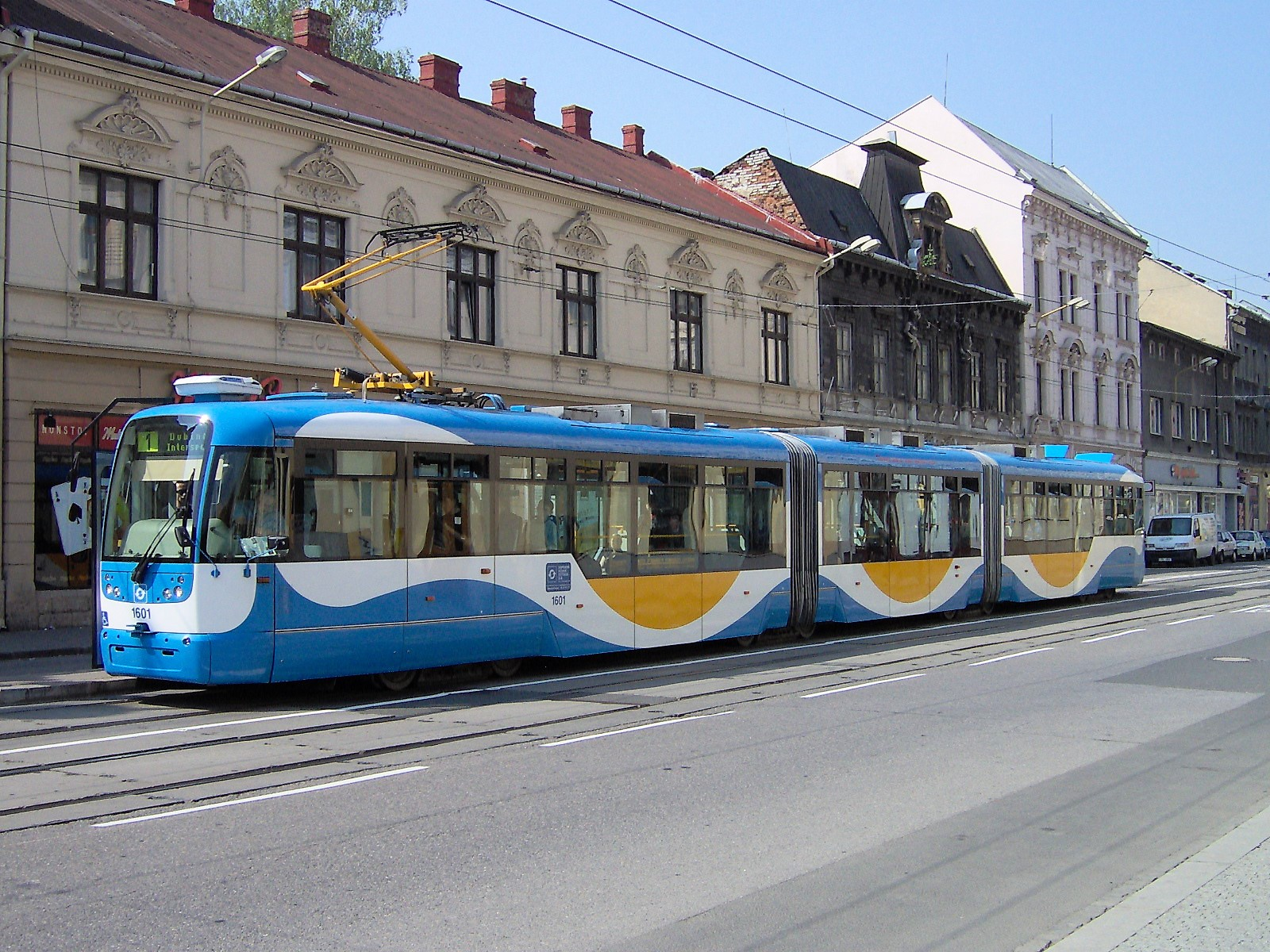
VarioLF3
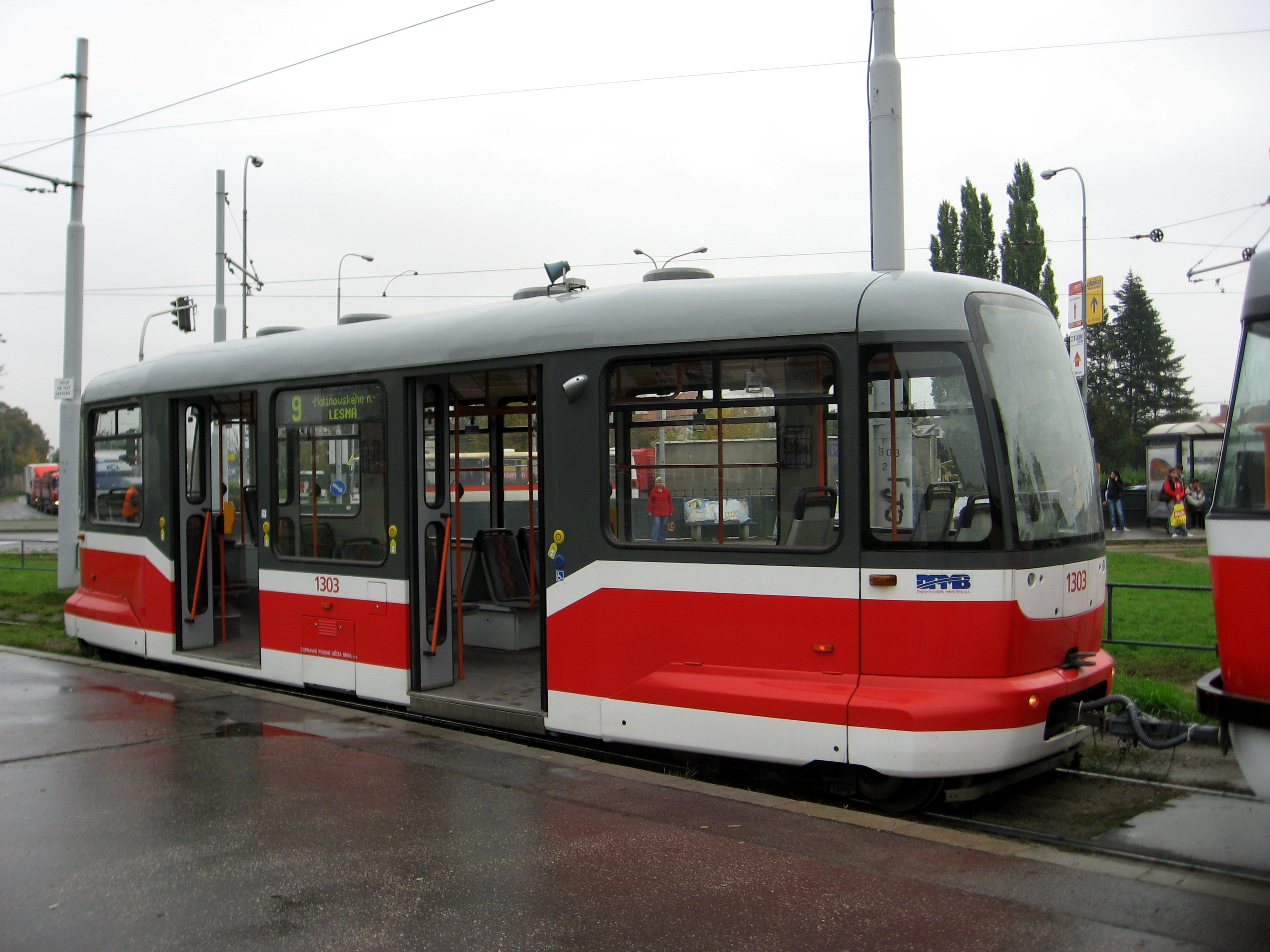
VV60LF

 チェコ - シュコダ・トランスポーテーション

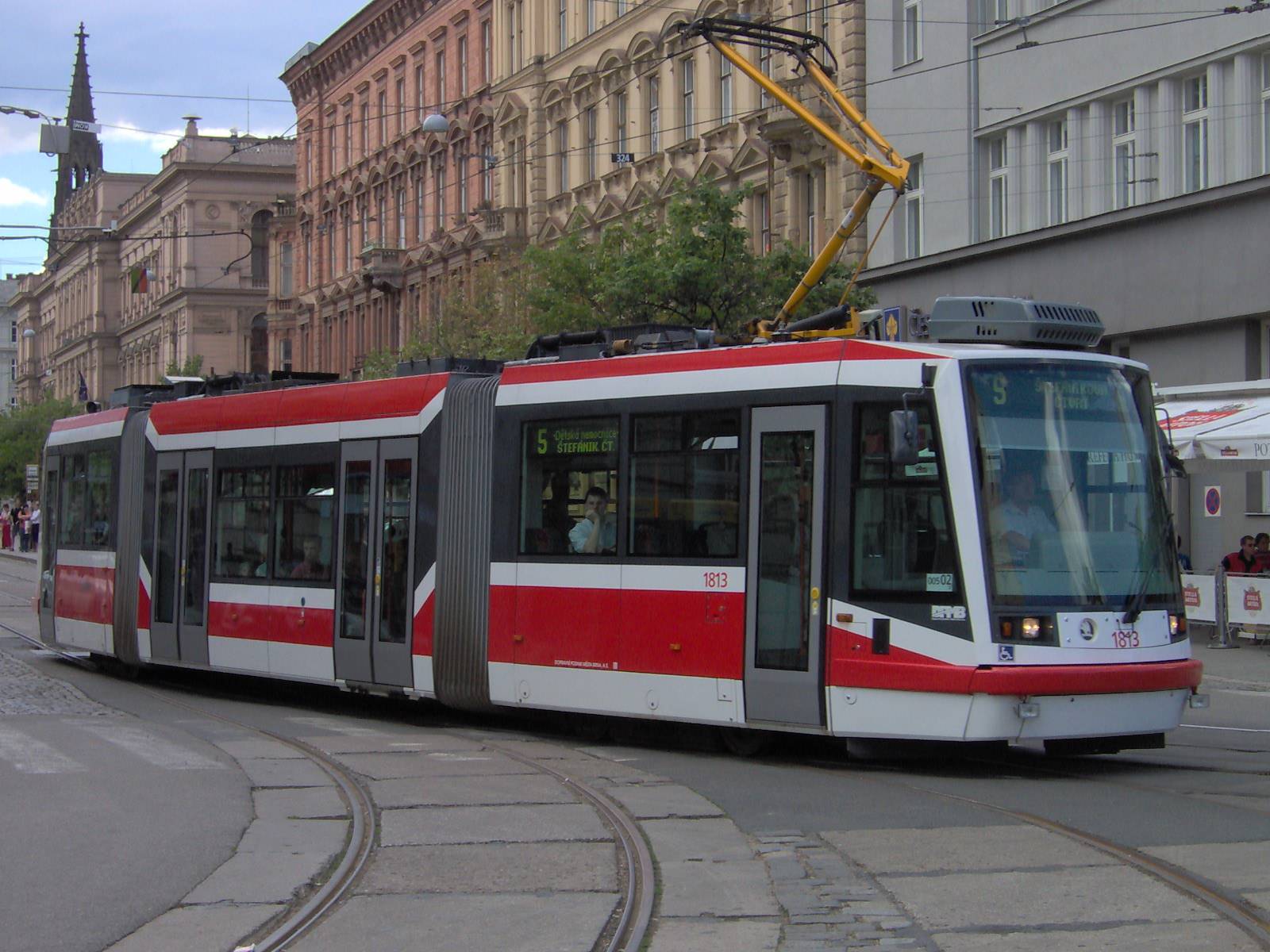
シュコダ 03T
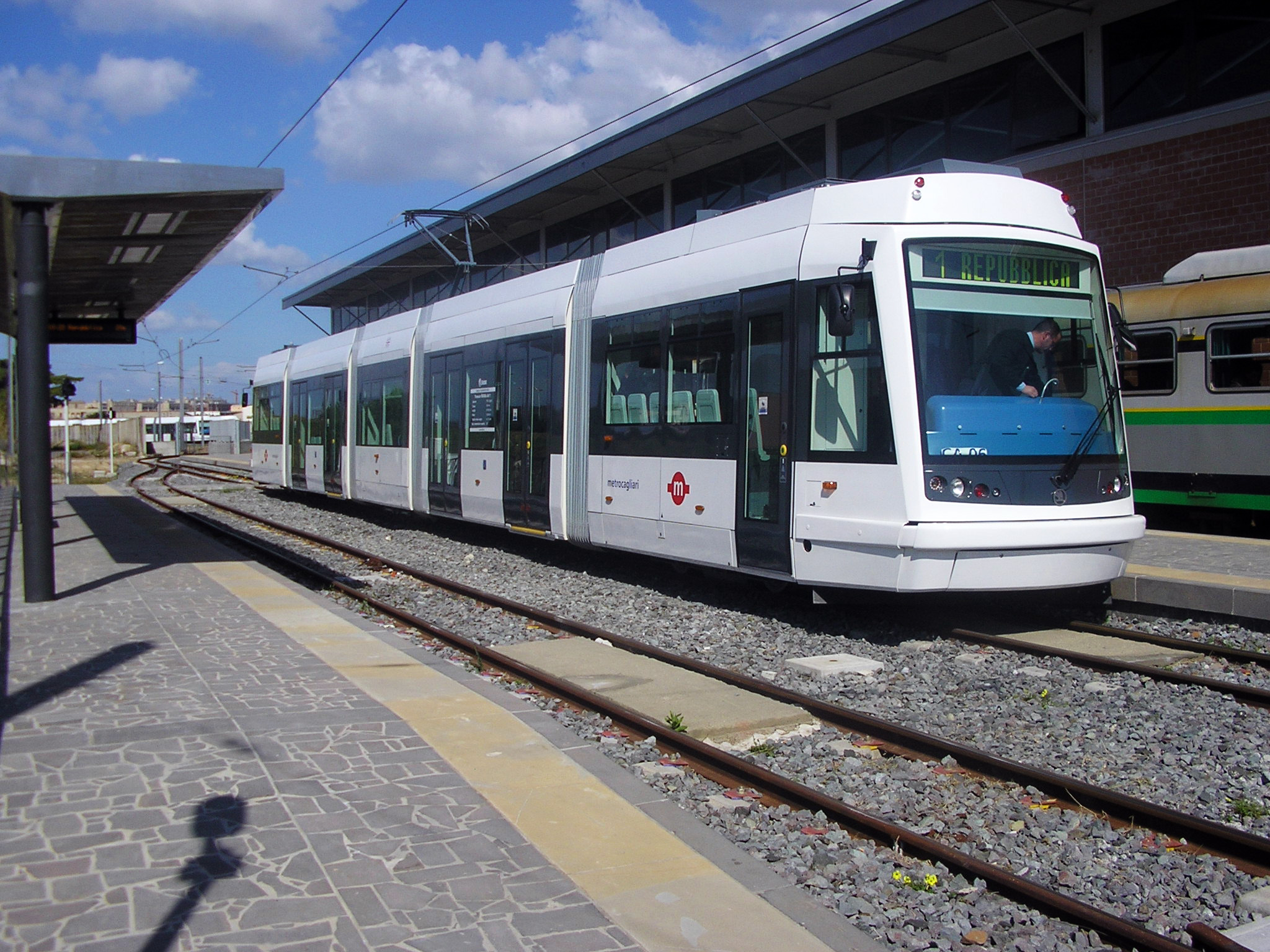
シュコダ 06T
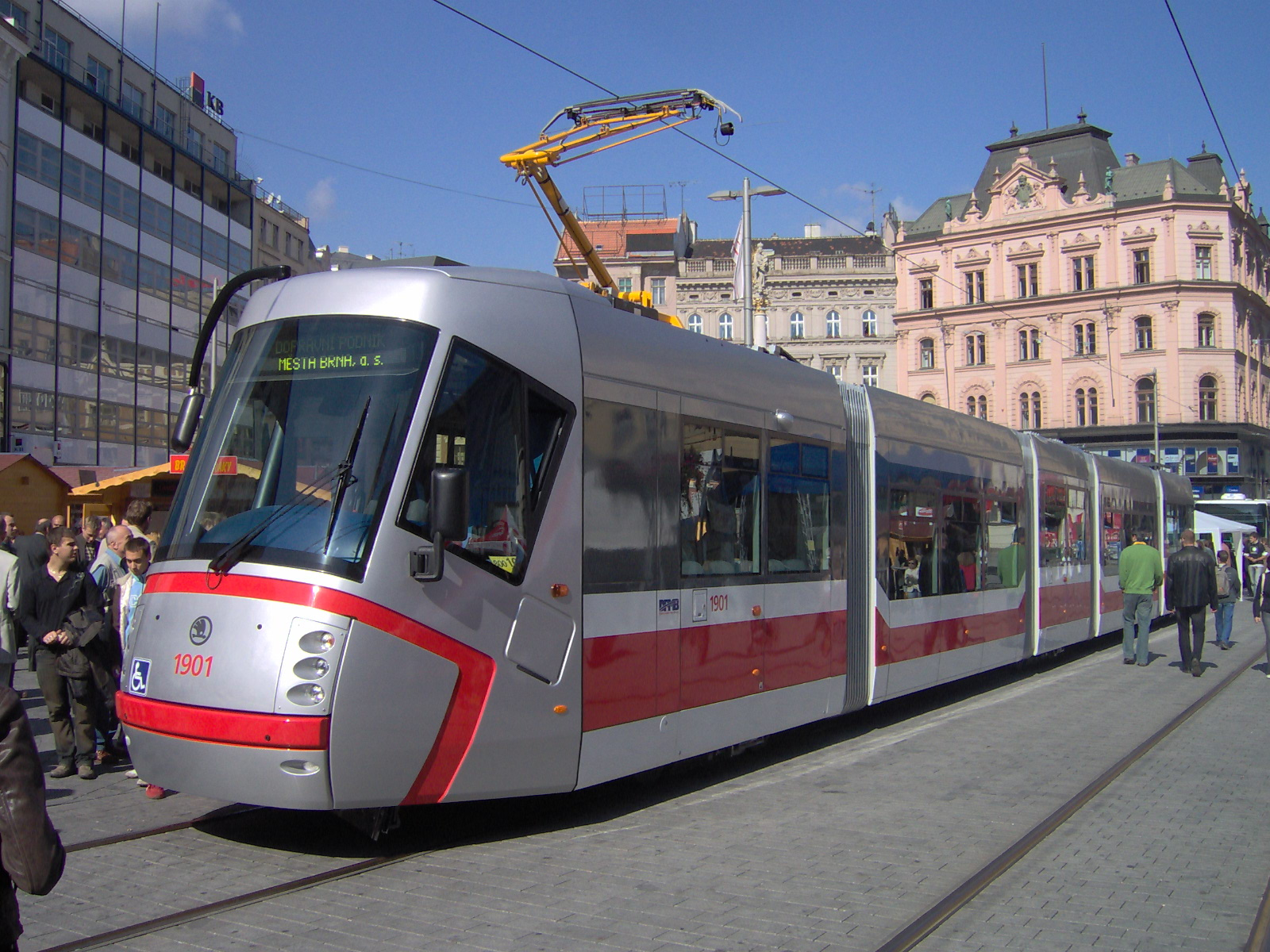
シュコダ 13T
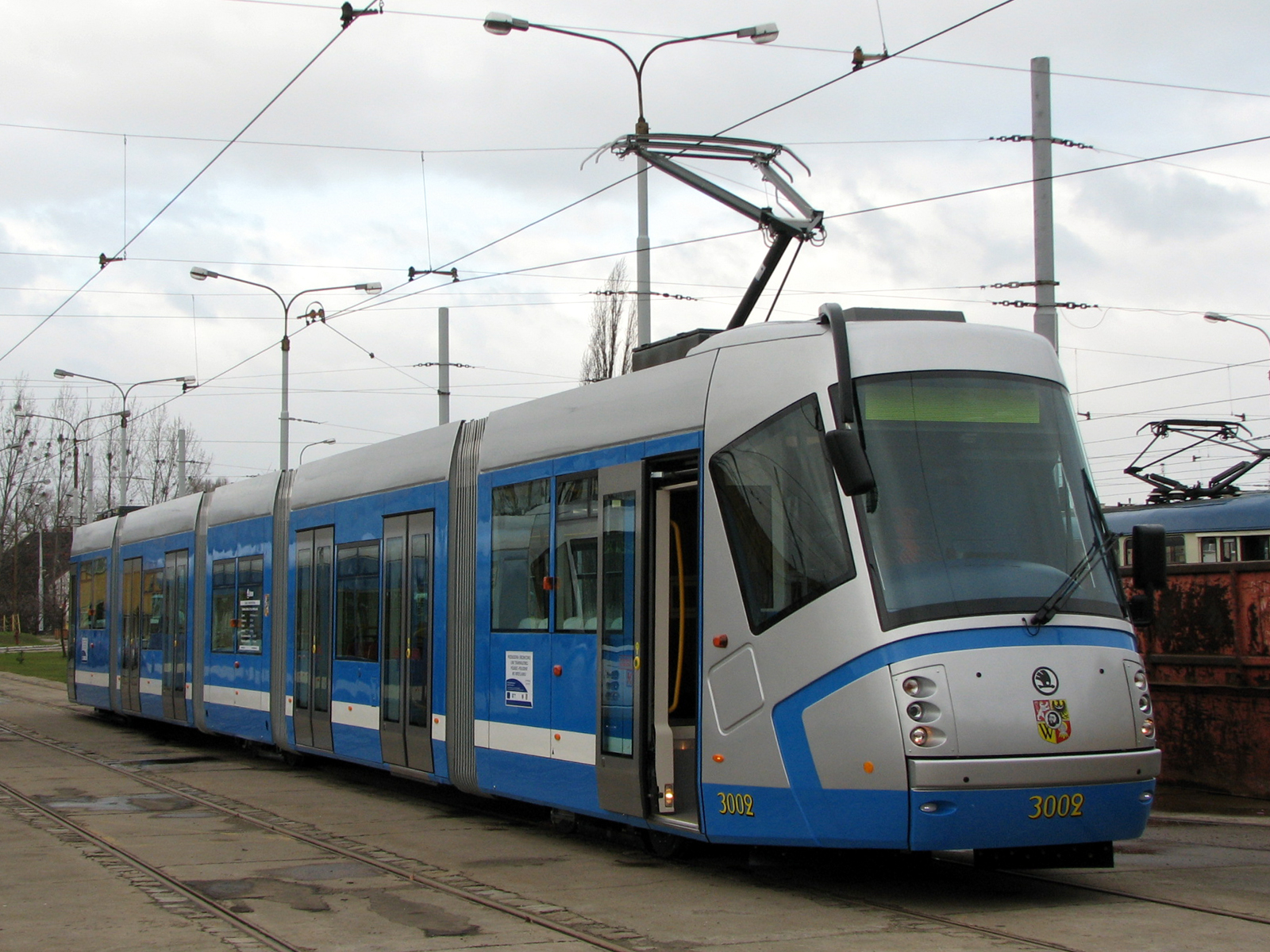
シュコダ 16T
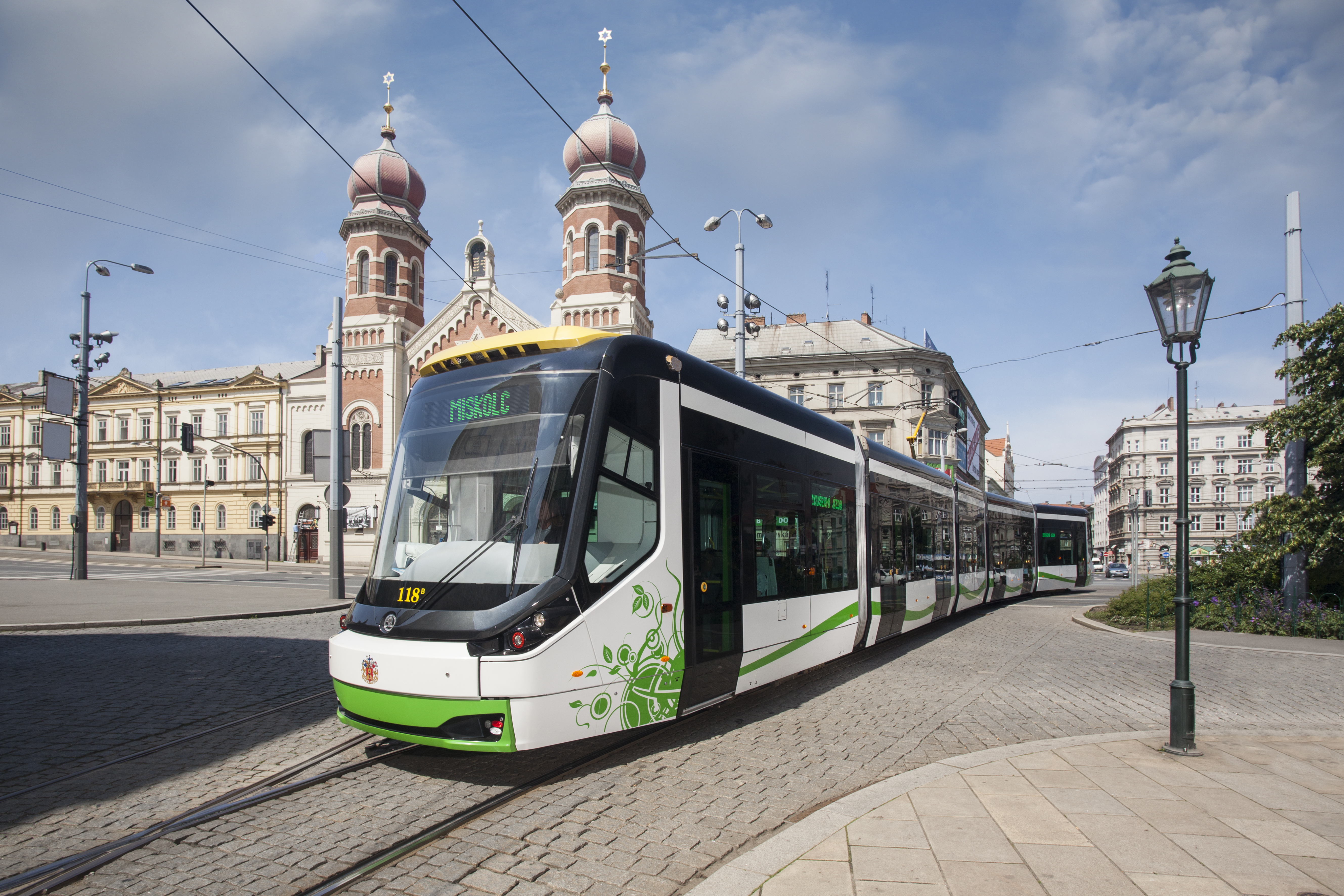
シュコダ 26T
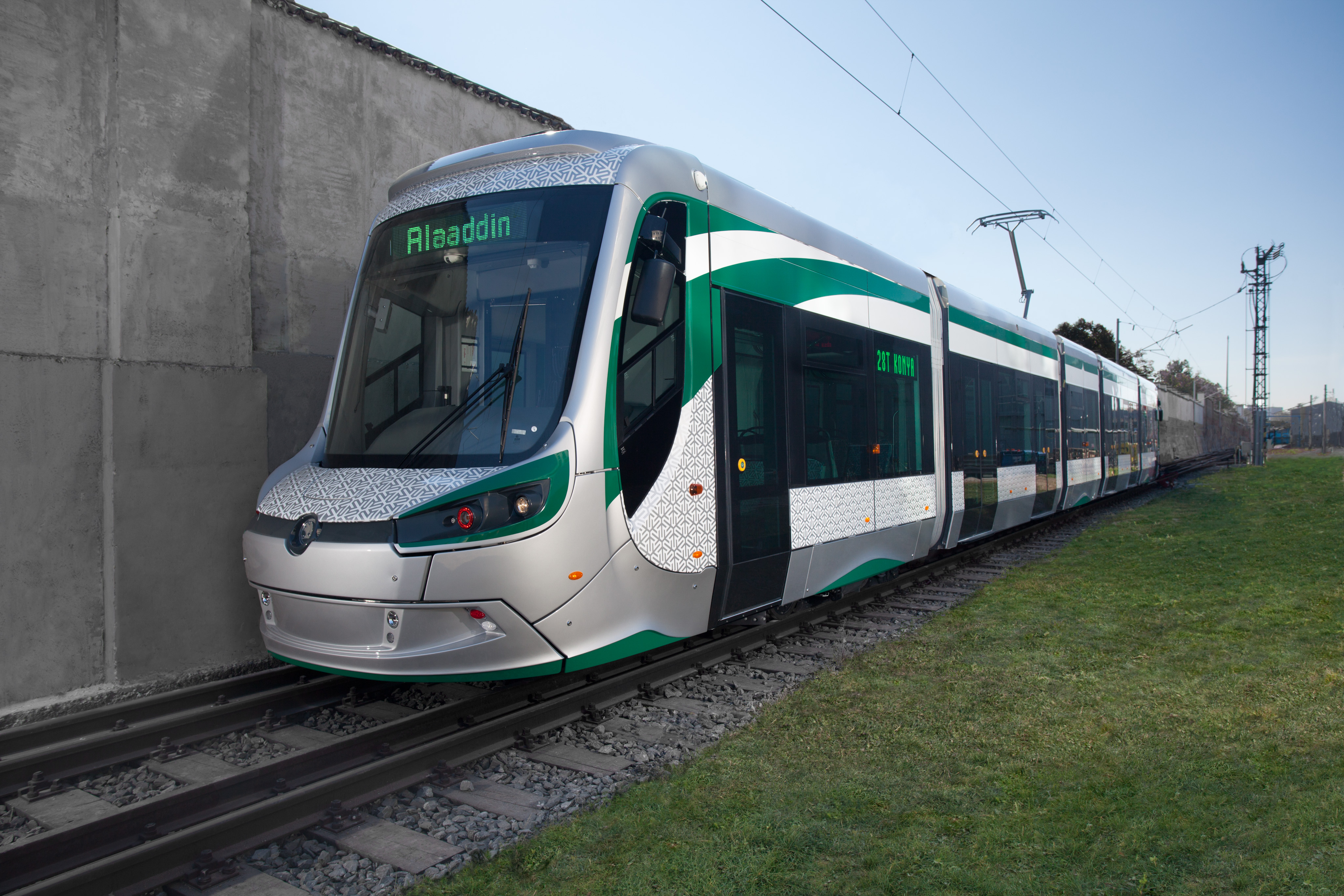
シュコダ 28T

- アストラ（03T） ※部分低床車
- ヴェクトラ（05T） ※部分低床車
- エレクトラ
  - 06T ※部分低床車
  - 10T ※部分低床車
  - 13T ※部分低床車
  - 14T ※部分低床車
  - 16T ※部分低床車
  - 19T ※部分低床車

- 15T
- 26T
- 27T
- 28T
- 29T
- 30T
- フォアシティ・スマート

- シュコダ 03T
- シュコダ 06T
- シュコダ 13T
- シュコダ 16T
- シュコダ 26T
- シュコダ 28T

 チェコ - イネコン・トラム
- 01 Trio
- 12 Trio

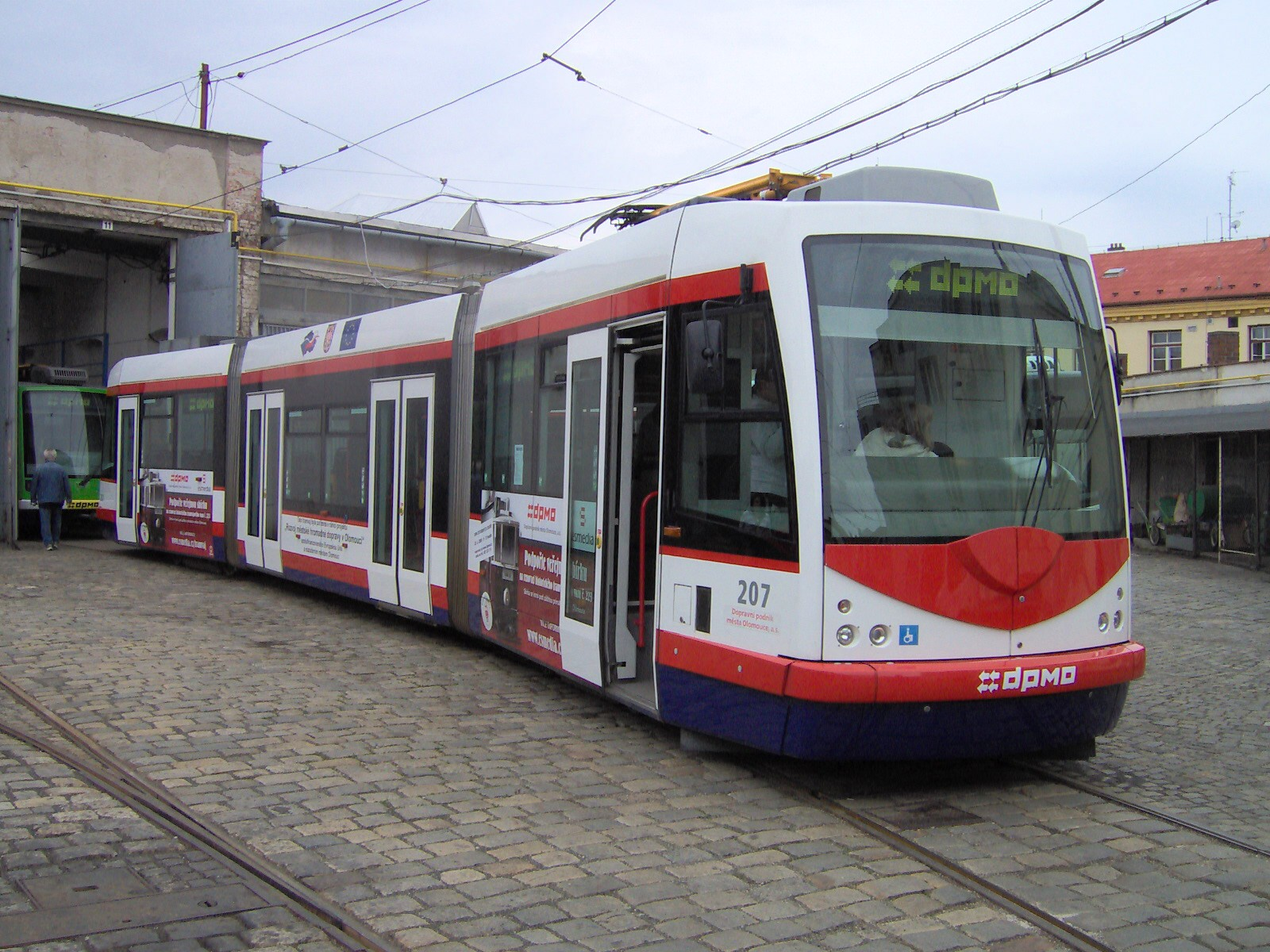
01 Trio
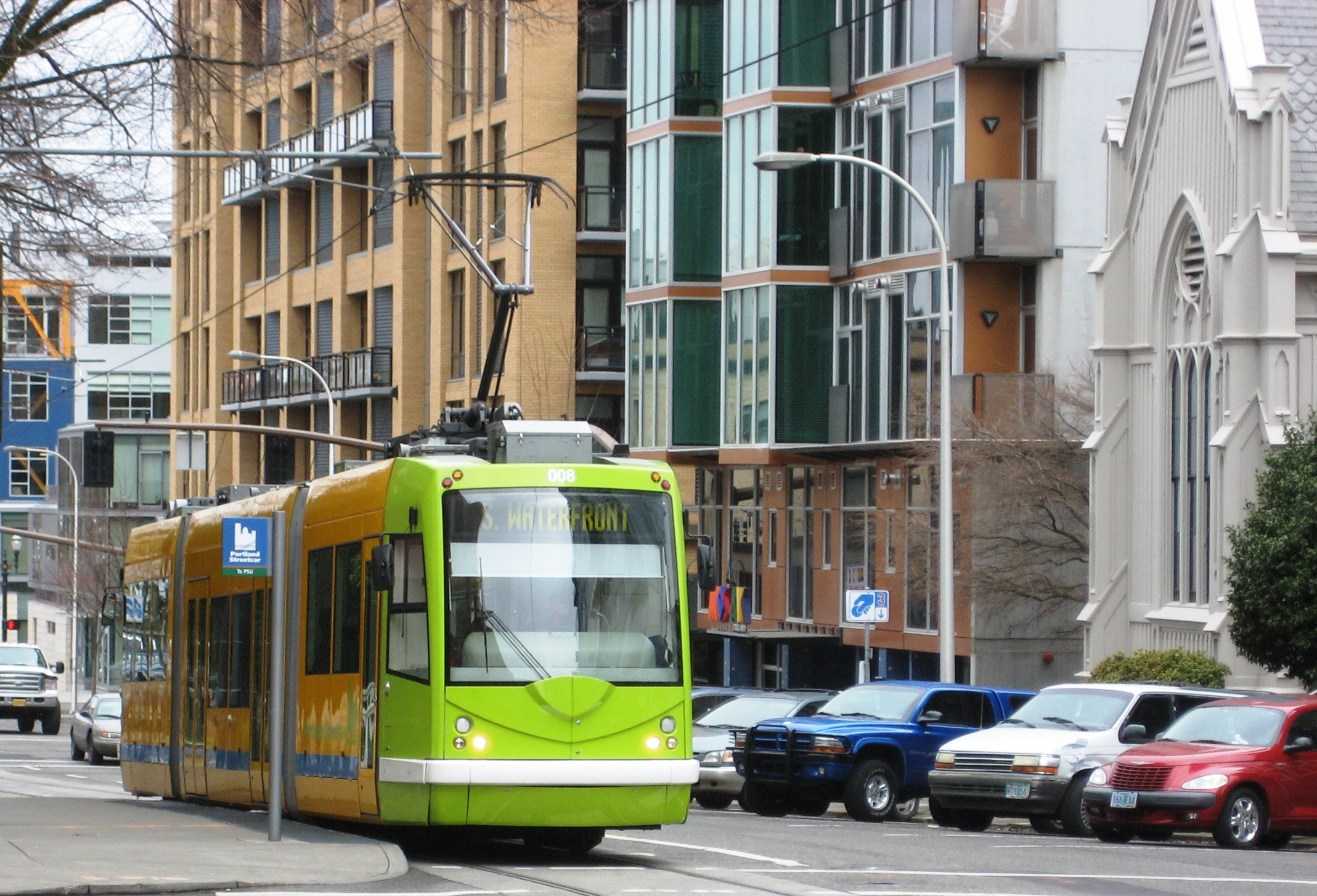
12 Trio

 ドイツ - デュワグ
- Typ R ※フランクフルト・アム・マイン向け
- Be 4/8 ※ベルン向け

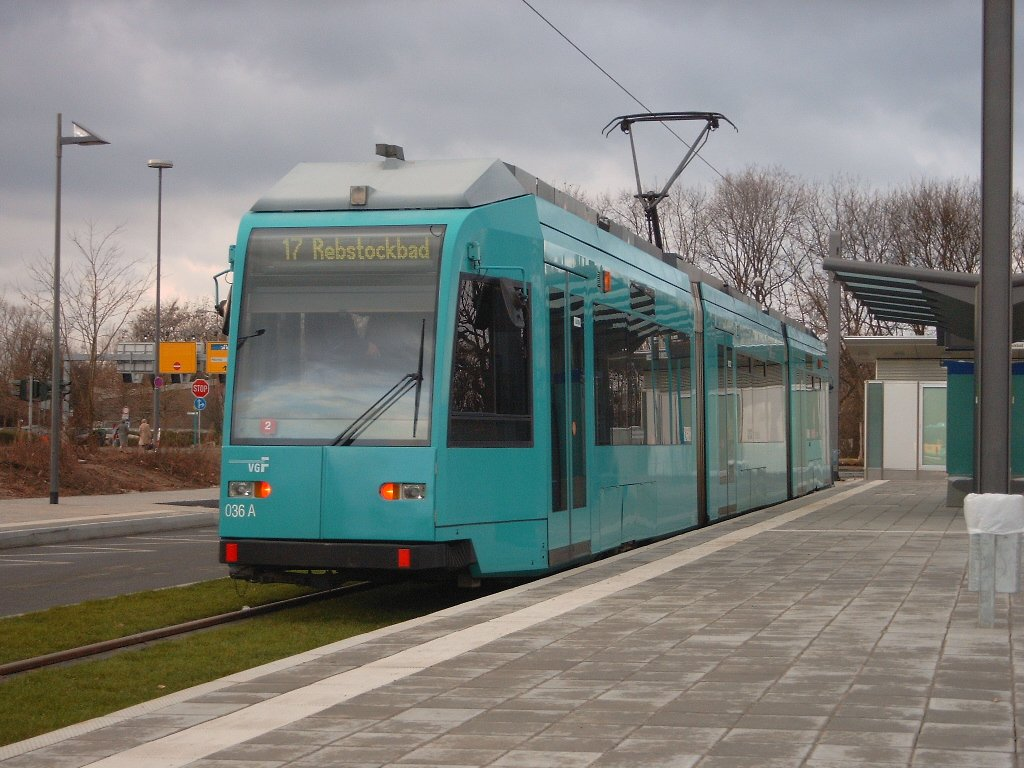
Typ R
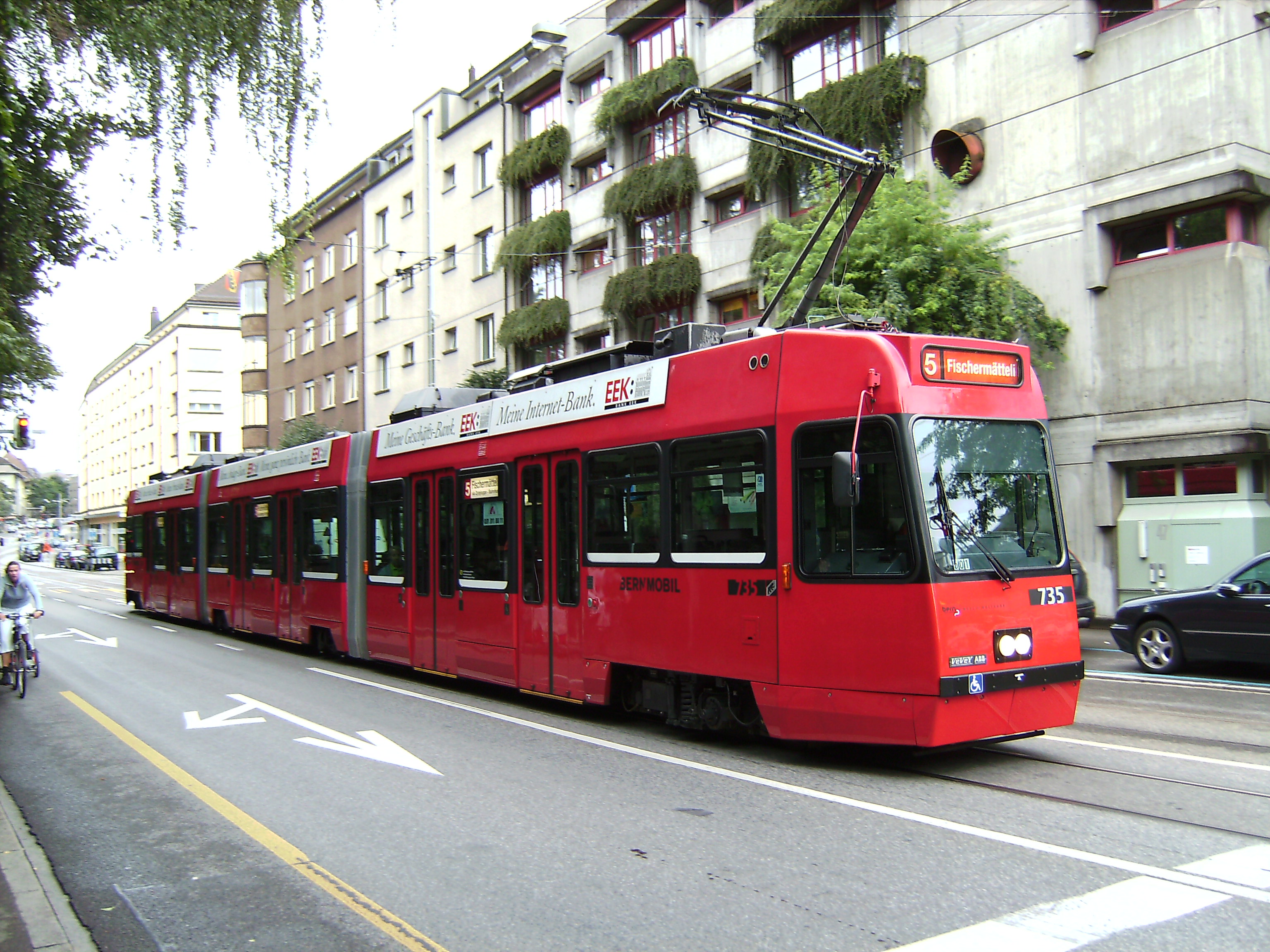
Be 4/8

 イタリア - 日立レールイタリア（←アルサンドブレーダ）
- シーリオ (Sirio)（アルサンドブレーダ、中国中車大連機車車輛）
- SL95（アルサンド）
- T-69 ※部分低床車

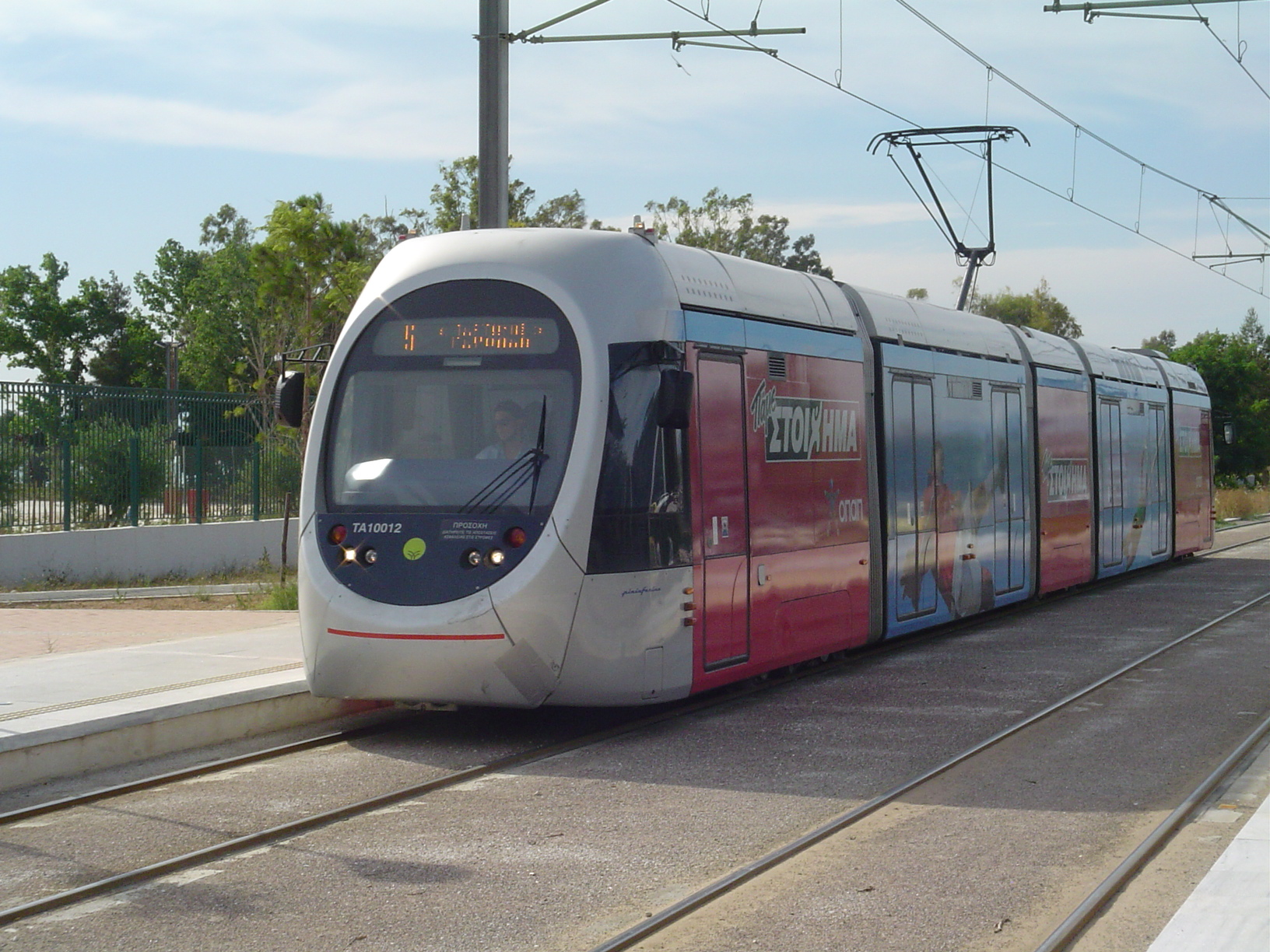
シーリオ
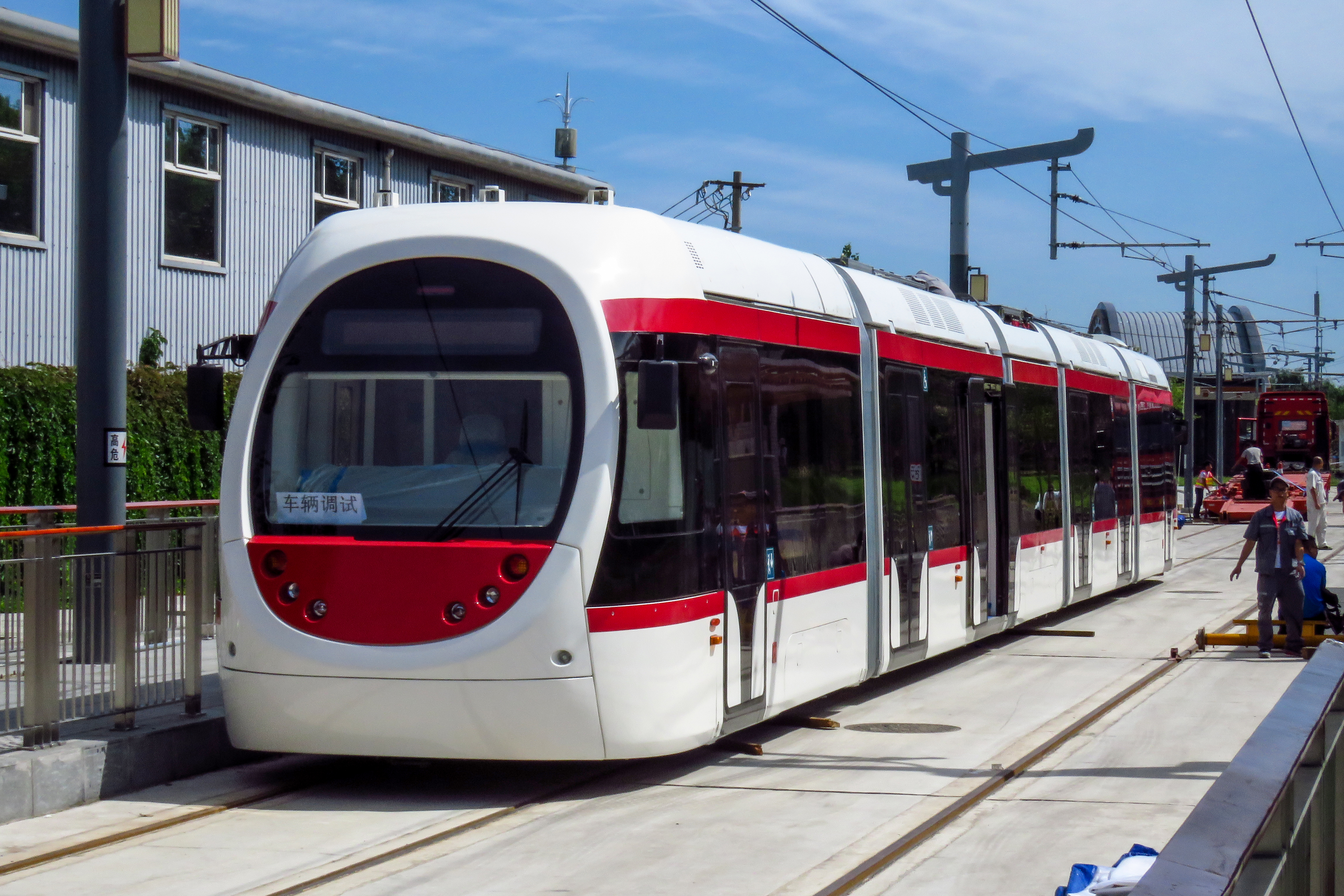
シーリオ（中国中車大連機車車輛製）
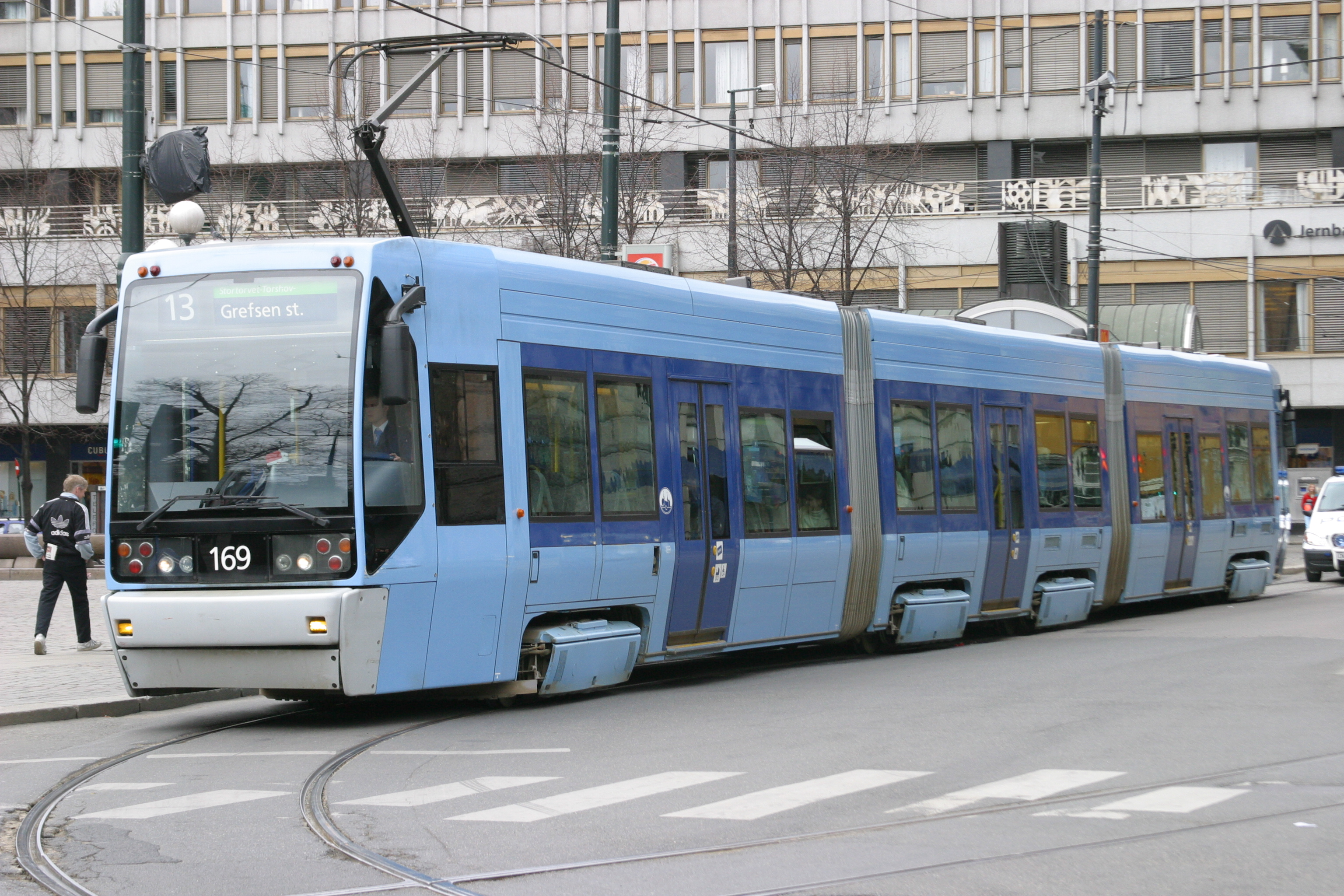
SL95
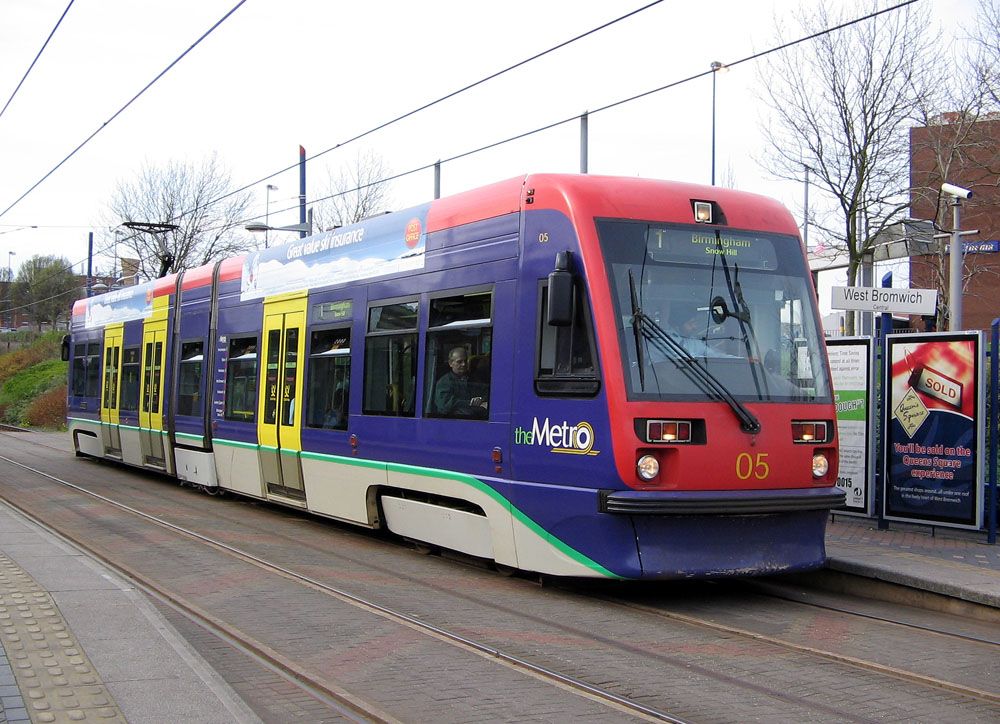
T-69

 イタリア - フィアット（鉄道車両部門）（→アルストム）
- トリノ市電5000形電車 ※部分低床車、トリノ・ATM向け
- トリノ市電7000形電車 ※部分低床車、トリノ・ATM向け
- ローマ市電9100形電車 ローマ・ATAC向け
- ローマ市電9200形電車 ローマ・ATAC向け

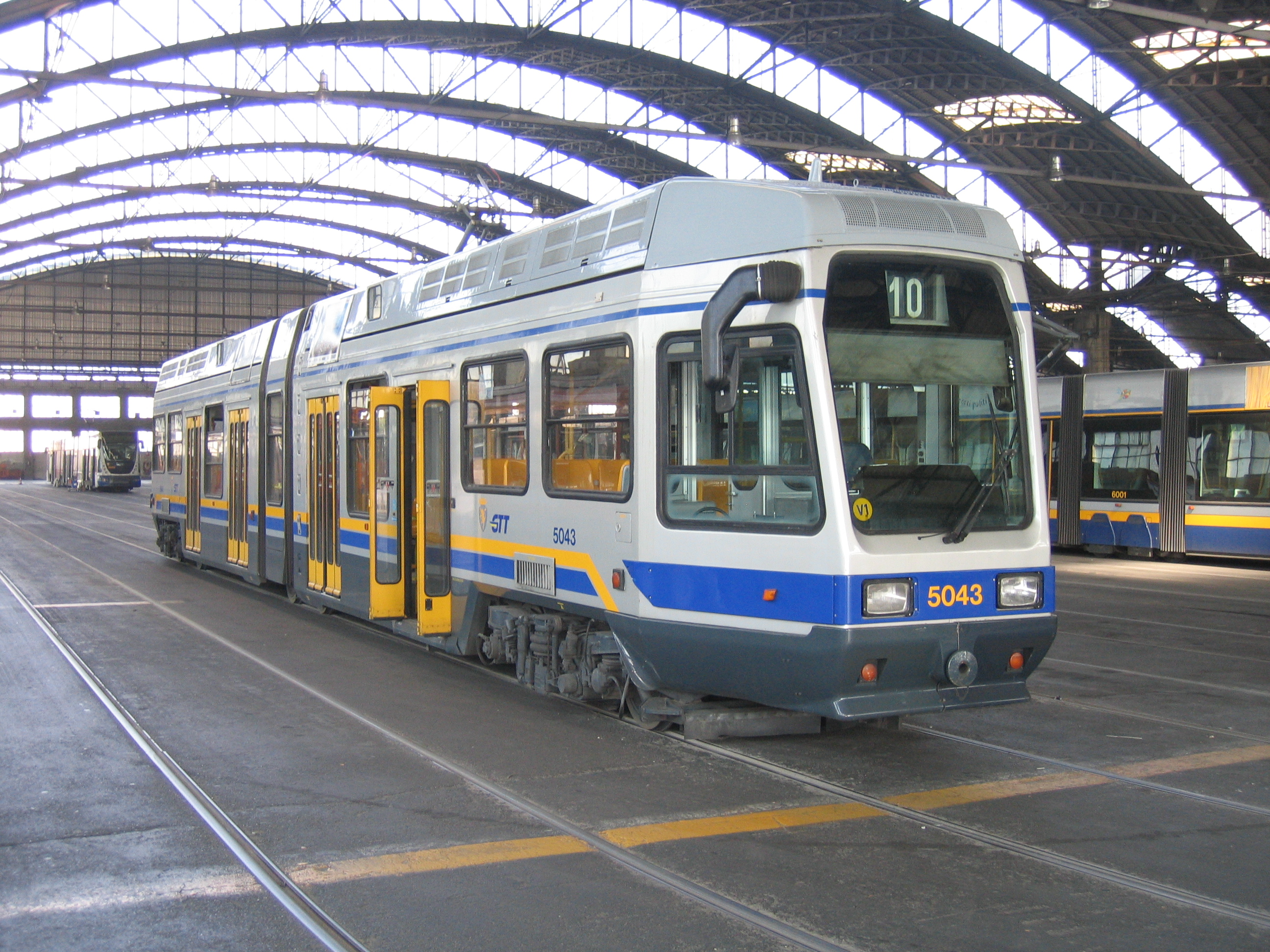
トリノ市電5000形電車
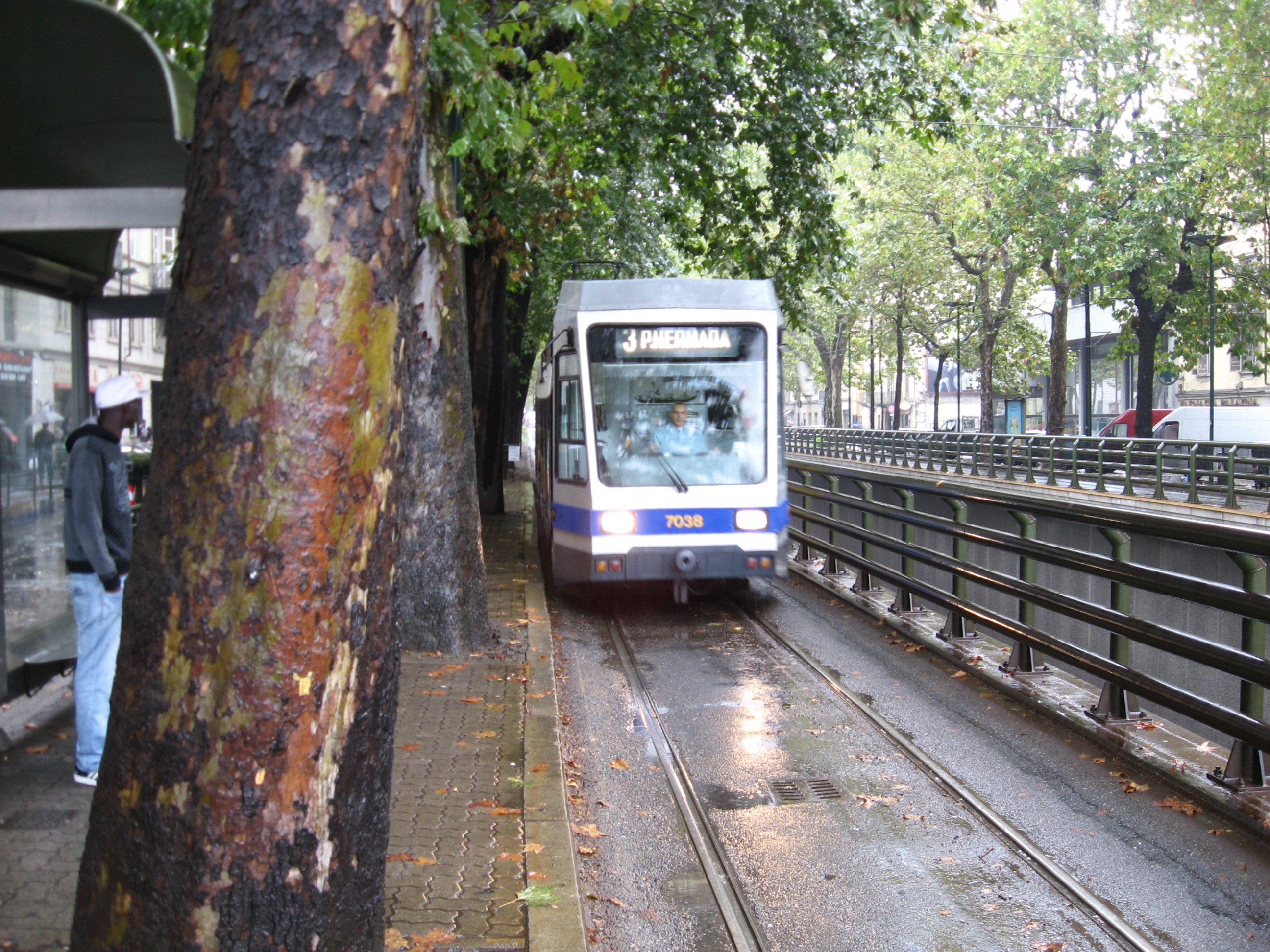
トリノ市電7000形電車
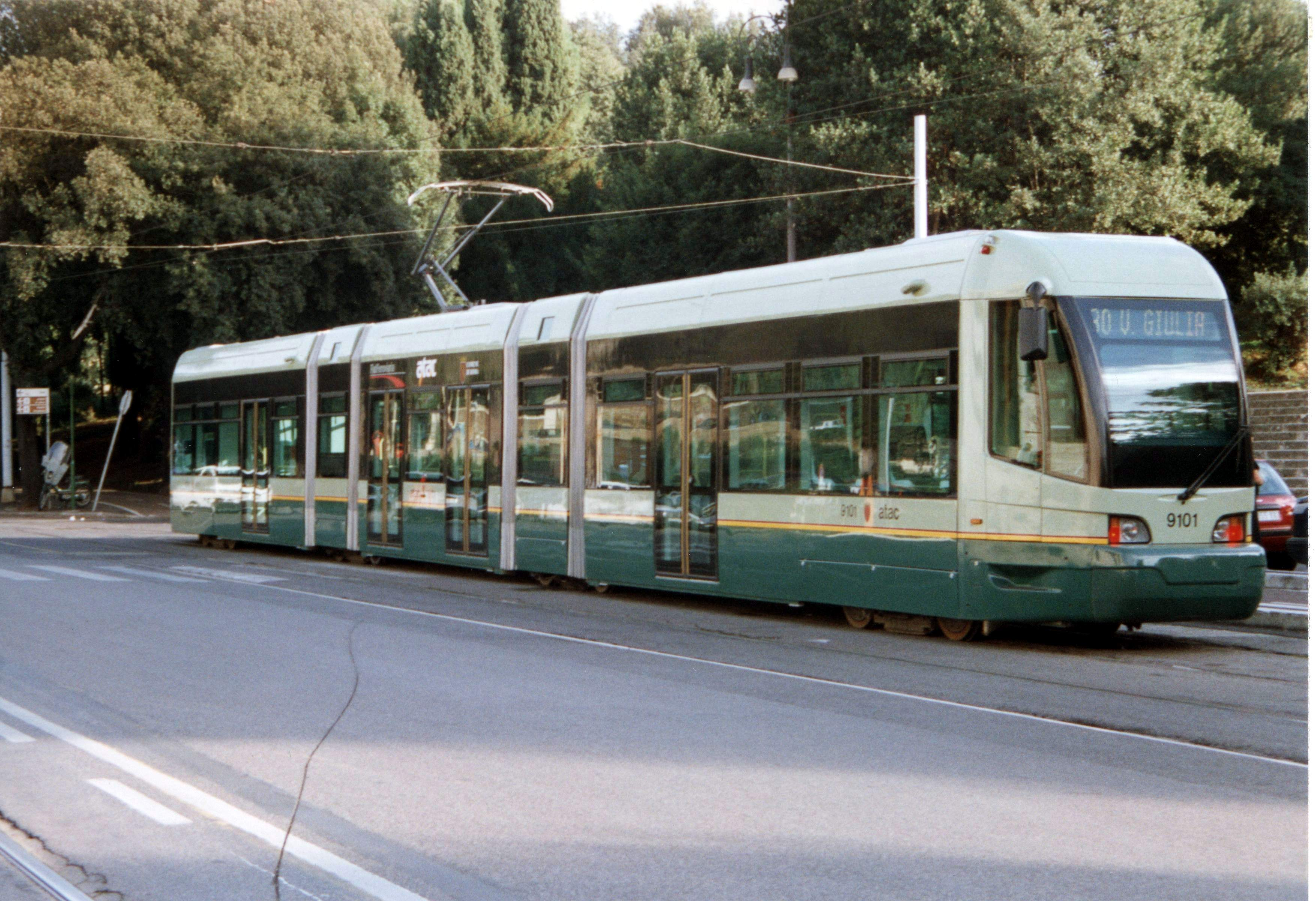
ローマ市電9100形電車
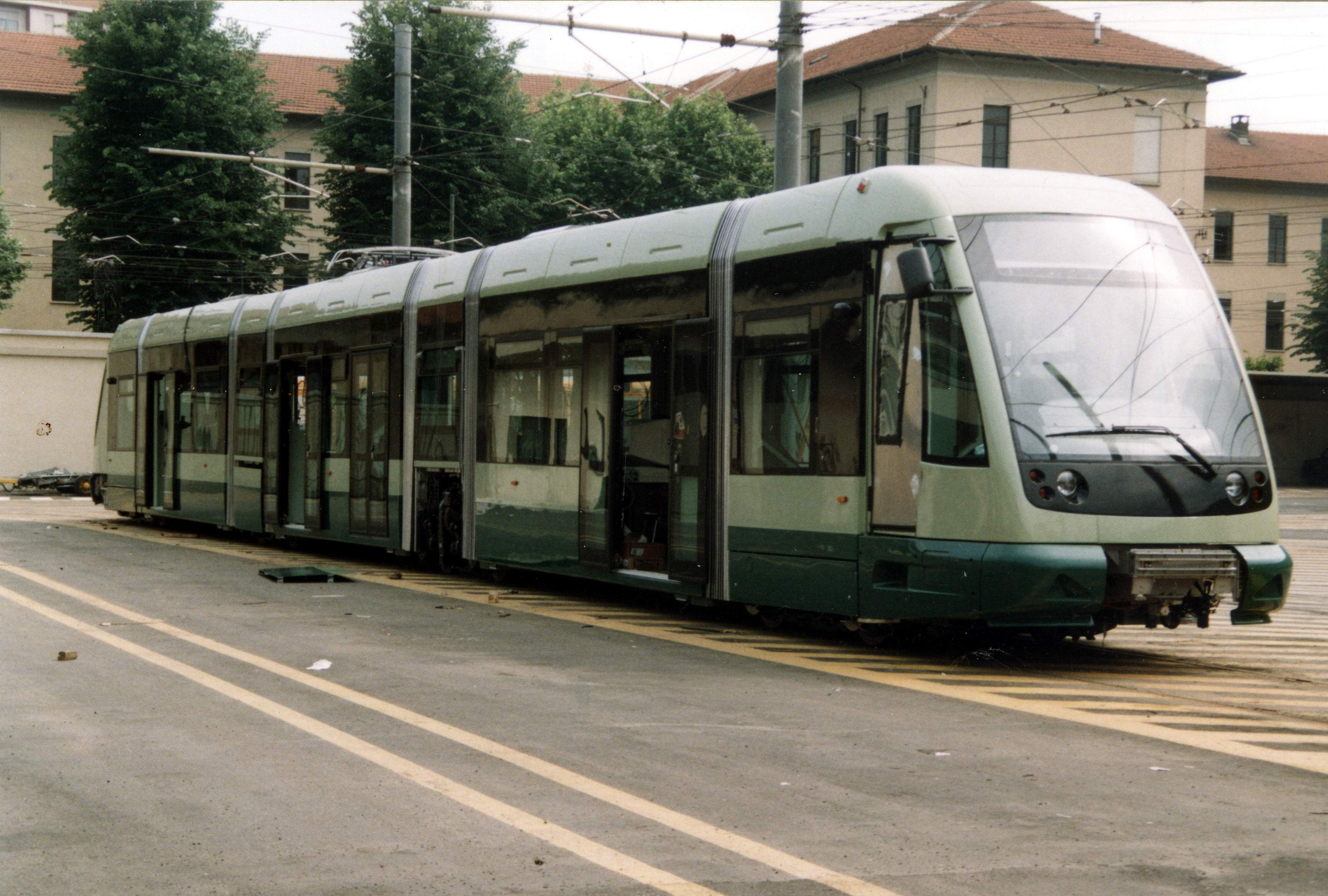
ローマ市電9200形電車

 イタリア - ソシミ
- ローマ市電9000形電車 ※部分低床車、ローマ・ATAC向け

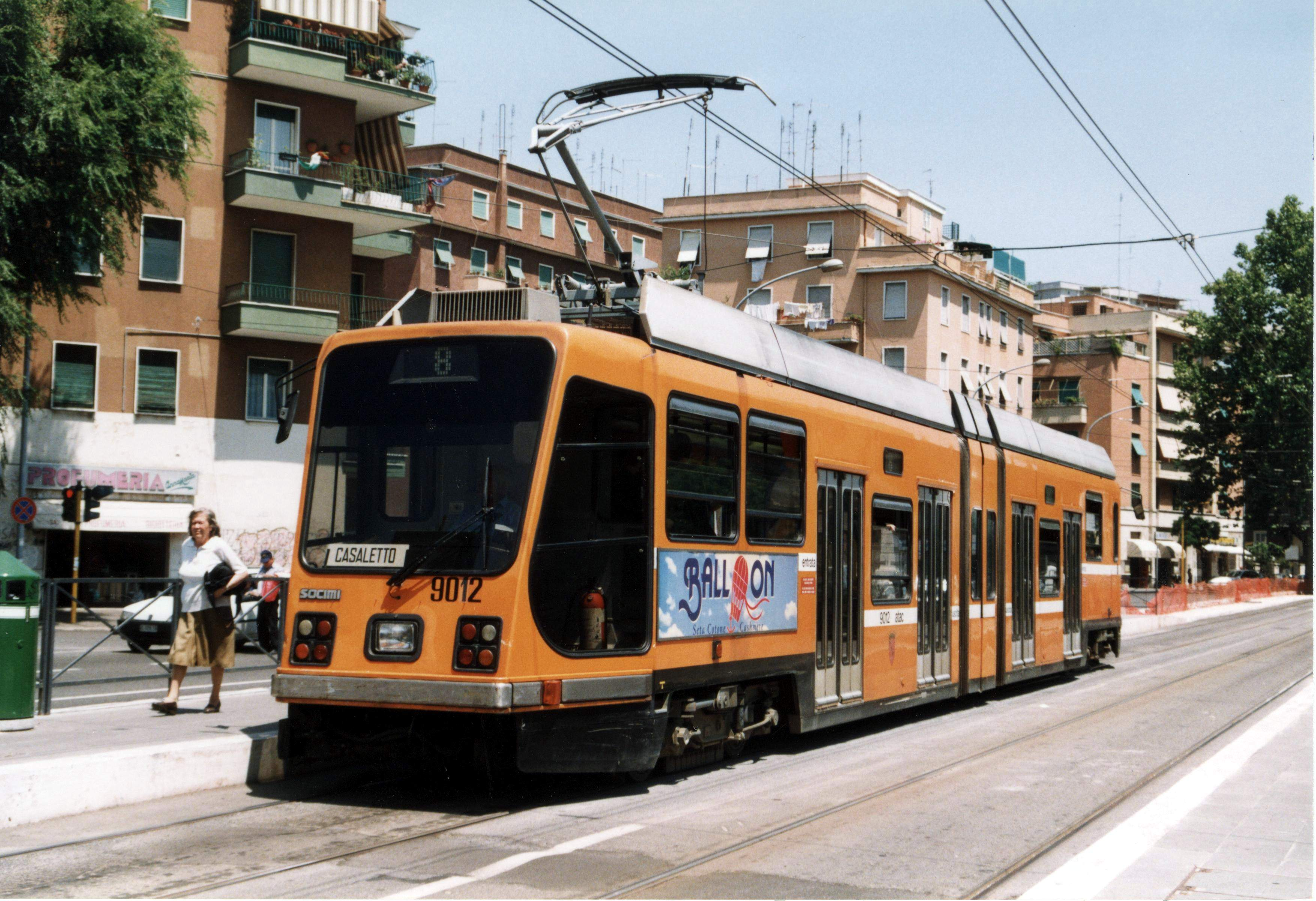
ローマ市電9000形電車

 ポーランド - コンスタル（→アルストム・コンスタル）
- 112N ※部分低床車
- 114Na ※部分低床車
- 116N ※部分低床車
  - 116Na ※部分低床車

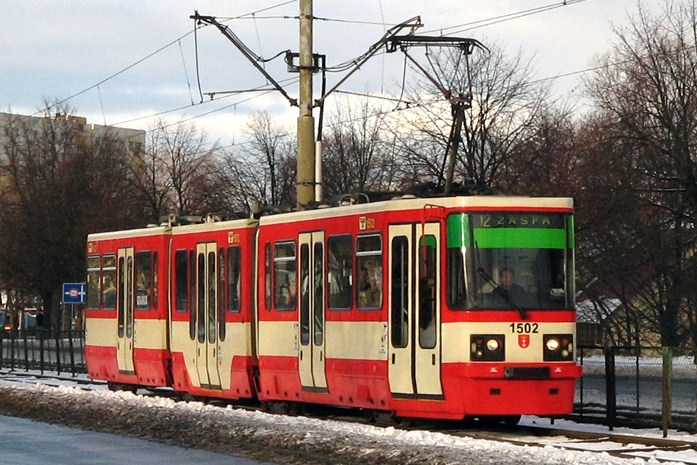
114Na
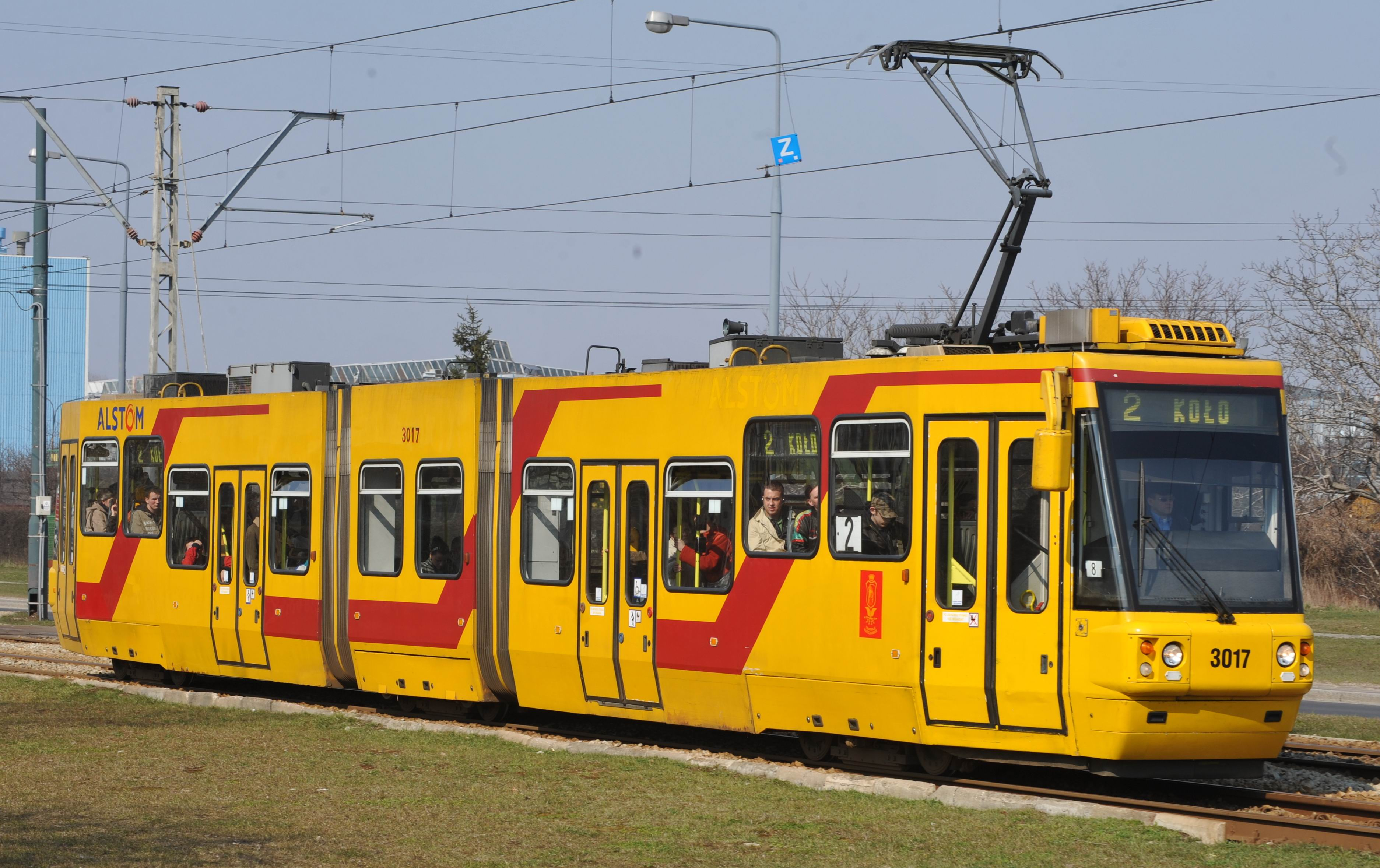
116Na

 ポーランド - ペーサ(Pesa)

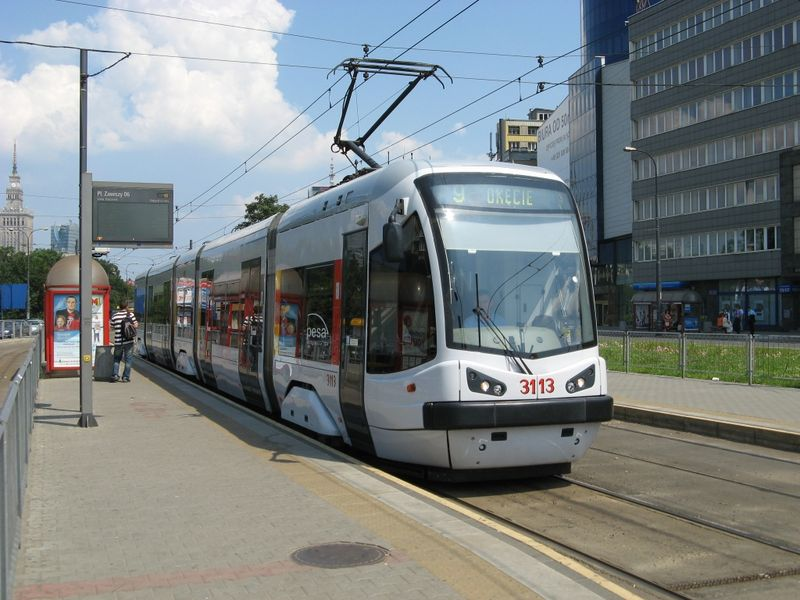
120N Tramicus
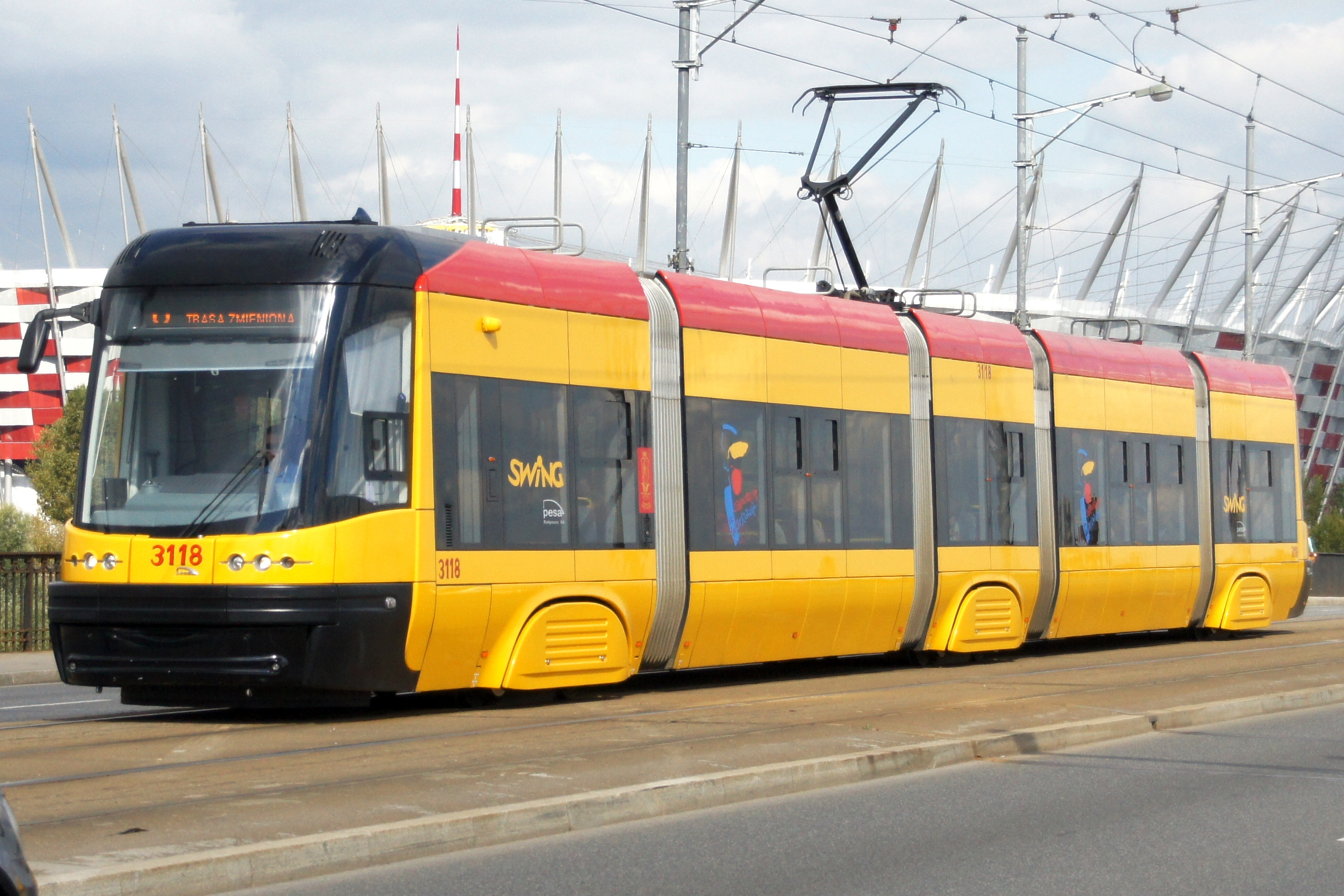
120Na Swing
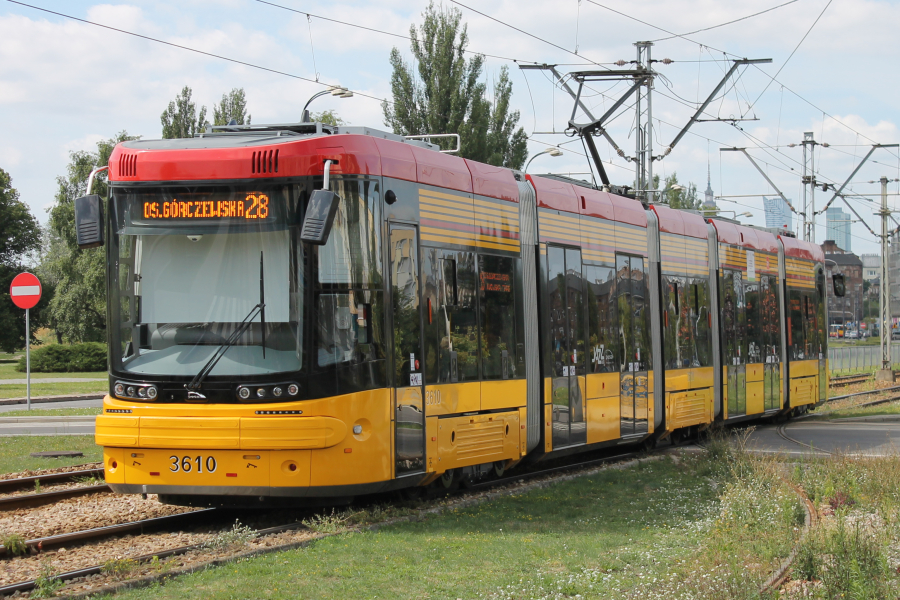
122N Tramicus
- 128N Jazz
- 128NG Jazz
- 134N Jazz
- 2010N Twist

- 120N Tramicus
- 120Na Swing
- 128N Jazz

 ポーランド - ソラリス
- トラミーノ

- トラミーノ

 スペイン - CAF
- Urbos
  - Urbos 1 ※部分低床車
  - Urbos 2
  - Urbos 3

- Urbos 1
- Urbos 2
- Urbos 3

 スイス - シュタッドラー
- タンゴ ※部分低床車、高床車
- バリオバーン（ABB→アドトランツ→シュタッドラー）
- シティリンク（フォスロ→シュタッドラー） ※トラムトレイン用、部分低床車、高床車

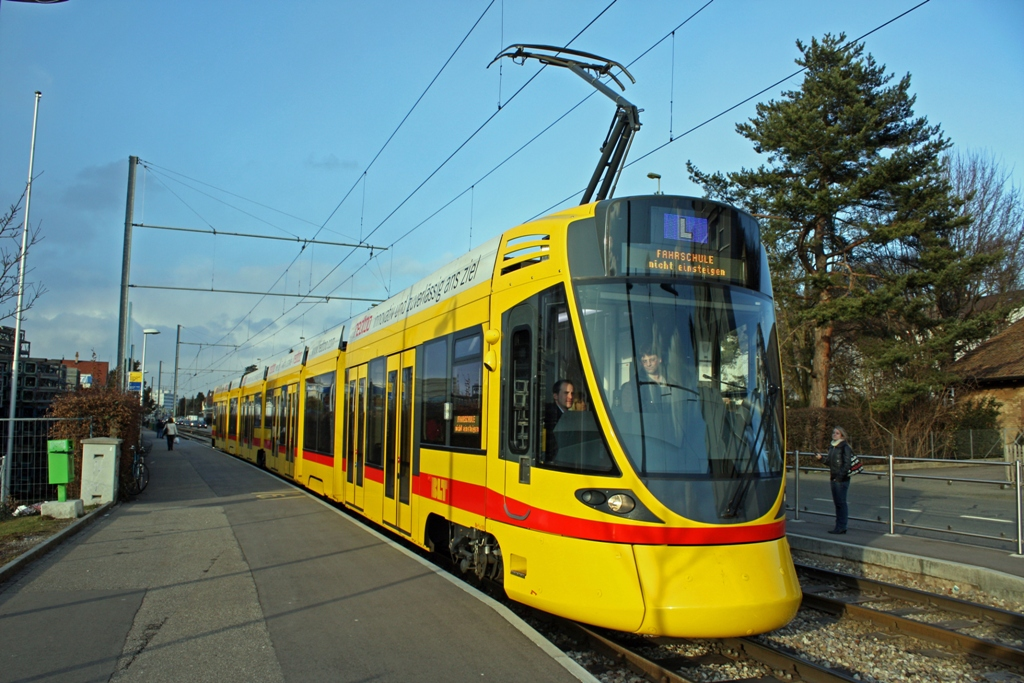
タンゴ(バーぜル)
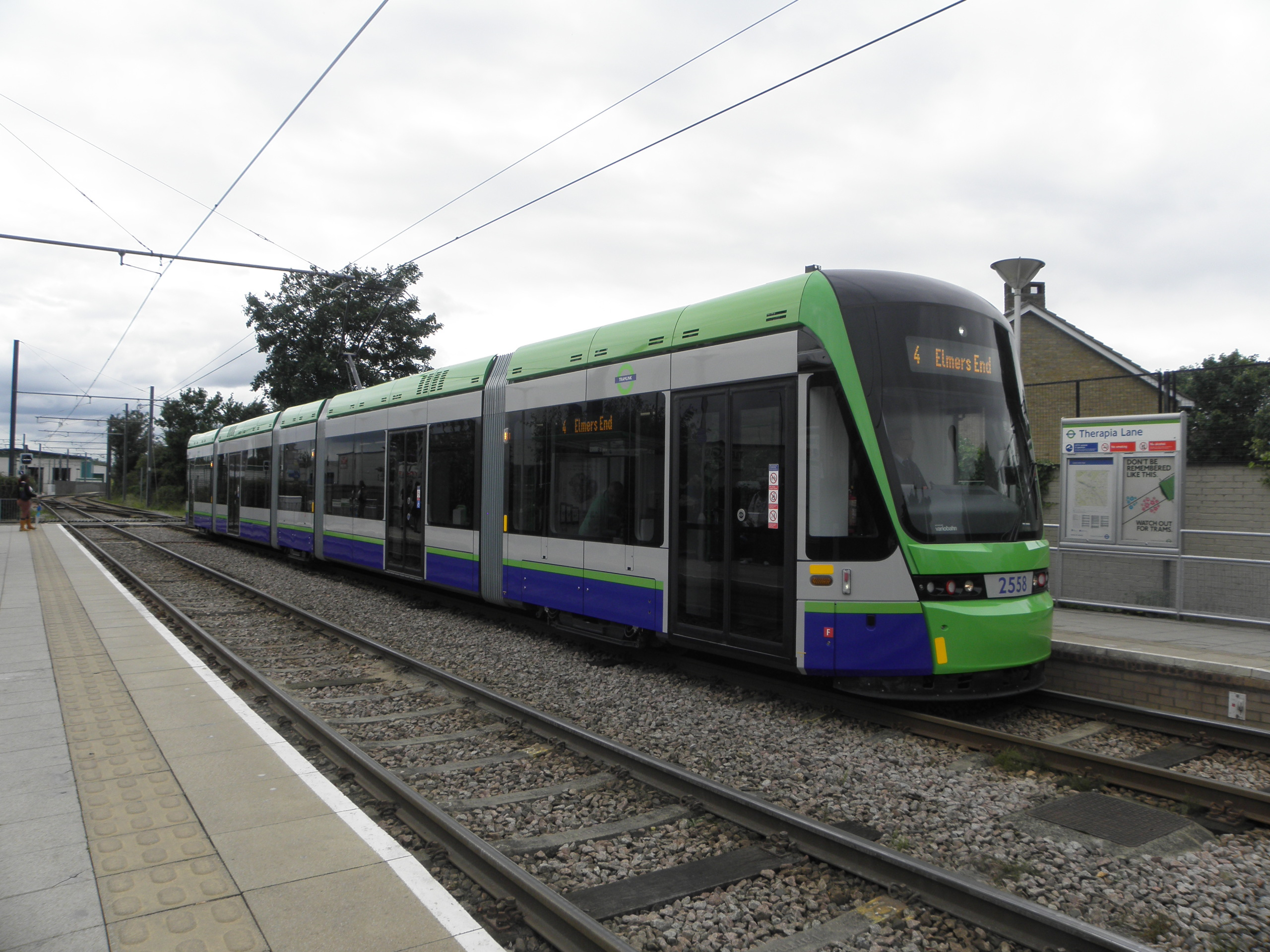
バリオバーン
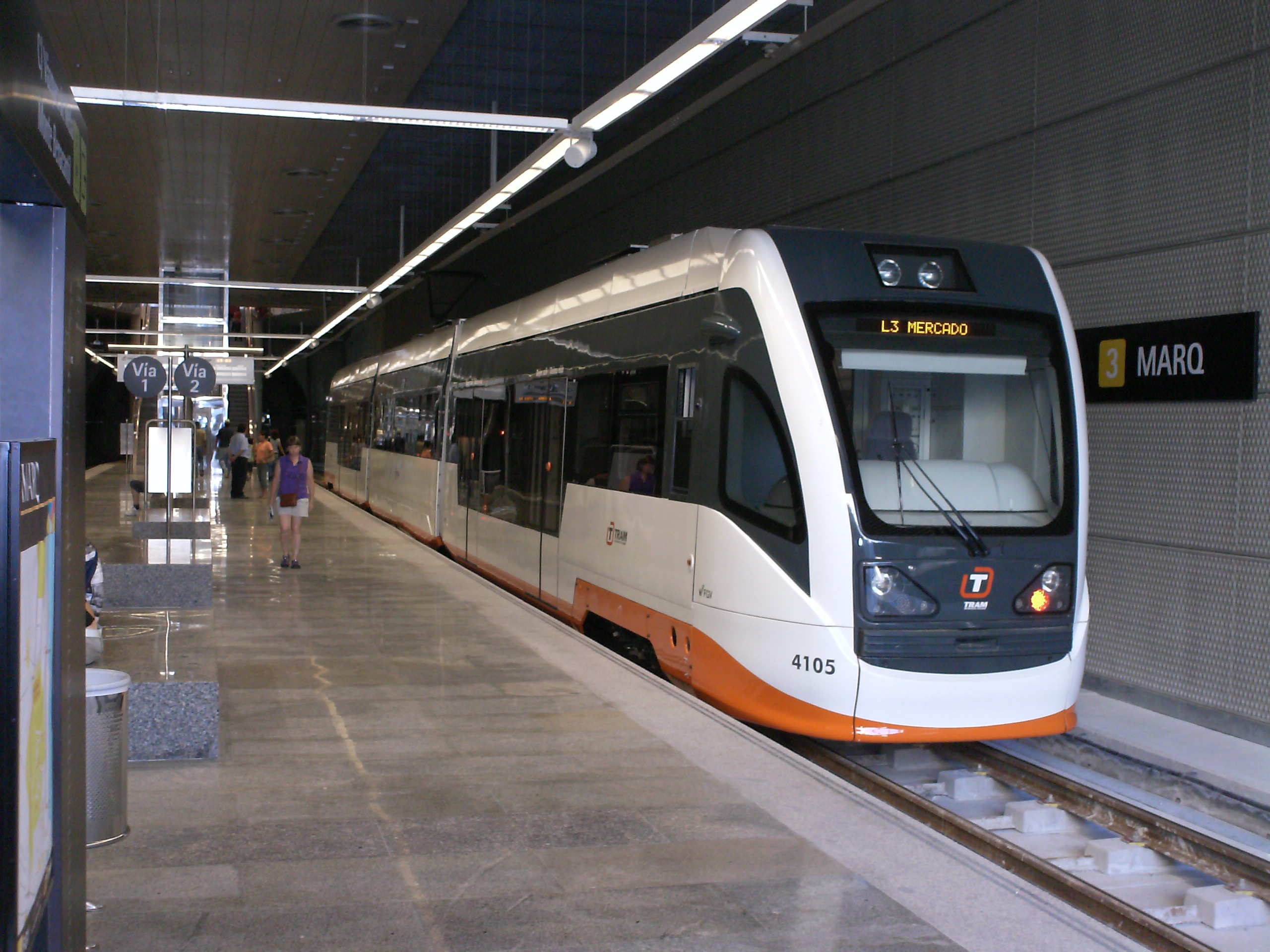
シティリンク

 アメリカ合衆国 - ブルックビル・エクイップメント・コーポレーション
- リバティ ※部分低床車

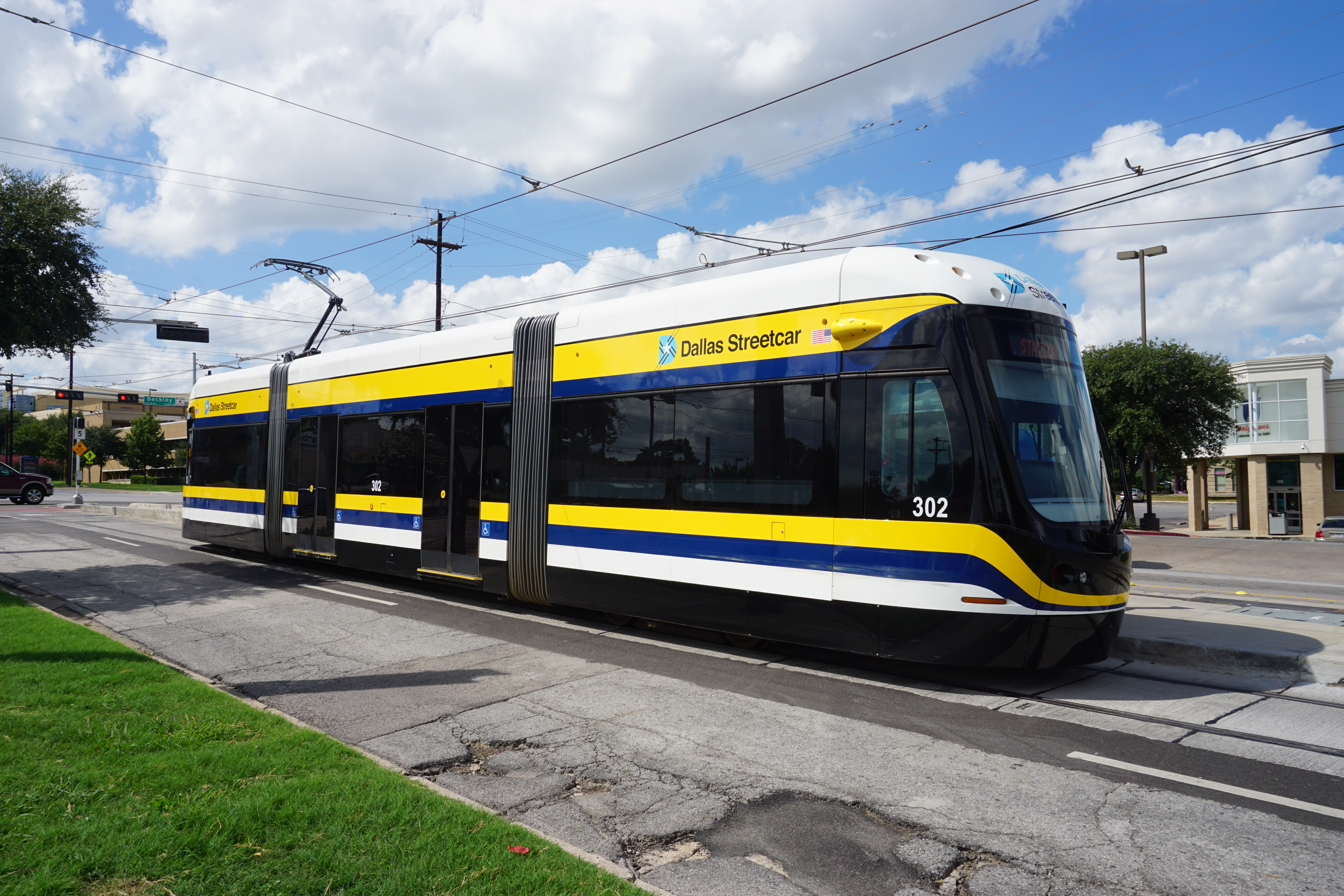
リバティ

 中華民国 - 台湾車輌（ドイツ・フォイトとの共同設計）
- 行武者号（新北捷運淡海軽軌電車）

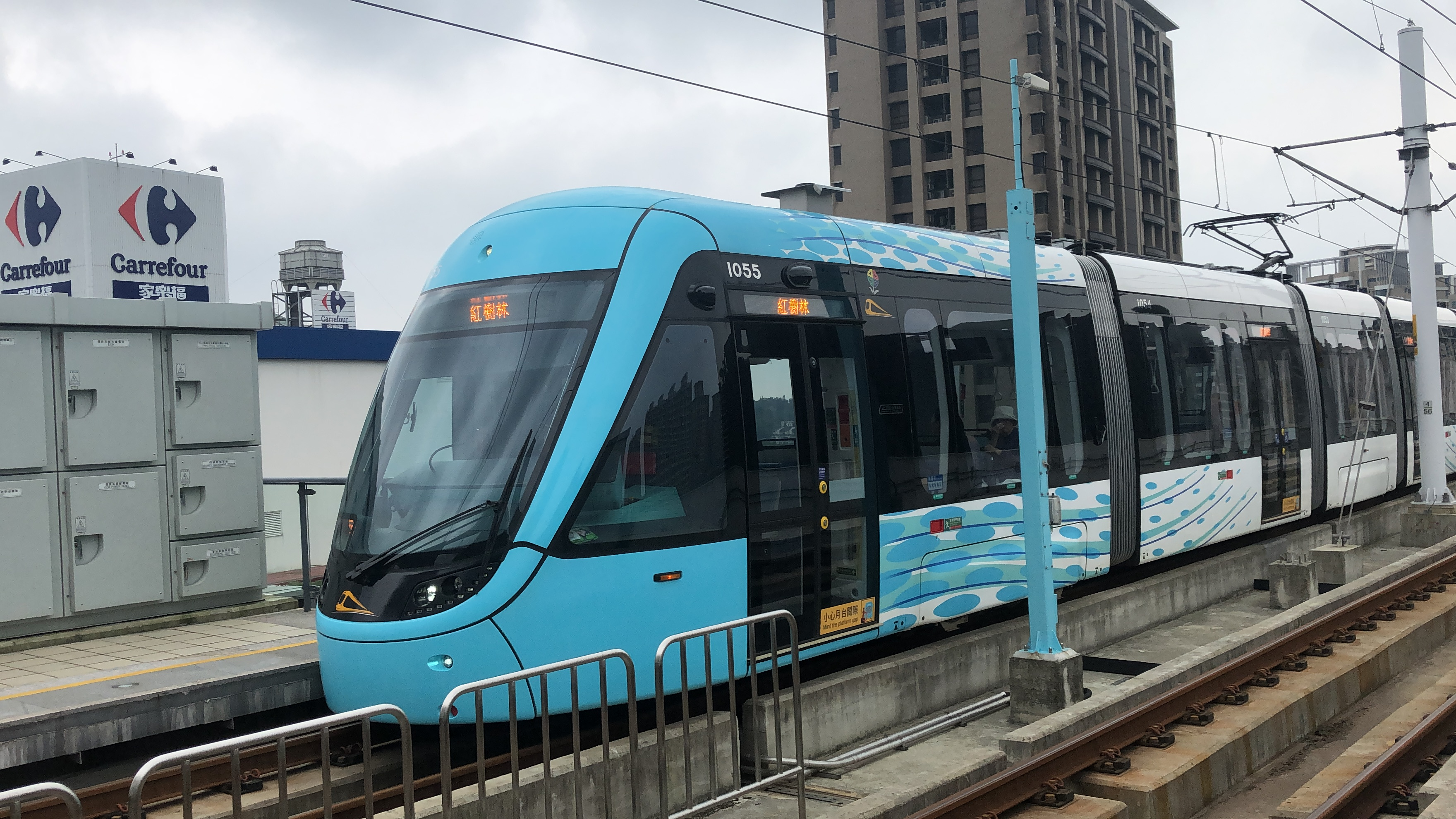
新北捷運淡海軽軌向け車両

### 一般鉄道
一般鉄道でも、ホームの高さが低い欧州（大陸）では、気動車を含め、鉄道線車両でも部分低床車両が作られている。スペインのタルゴ社のタルゴには100 %低床車種がある。
駅のホームが低い位置にあるヨーロッパでは郊外の鉄道でも積極的に低床車両を導入している。コスト削減と直通運転の容易さから製造会社が幾つかの規格を決めて、購入者がそれを組み合わせるセミオーダーメイドタイプの車両が多い。
なお、日本ではホームのかさ上げによって段差を埋めるケースが多かったが、近年はJR北海道735系電車やJR東日本E721系電車のように、床下機器の小型化、小径車輪の採用、床構造の見直しなどで低床化を図った車両も出始めている。とはいえ、欧州の低床車両の床面高さは最も低いものでは500 mm程度であり、735系やE721系の半分程度しかない。
 フランス - アルストム・トランスポール社
- コラディア - 電車・気動車

 ドイツ - ボンバルディア・トランスポーテーション社
- タレント - 気動車・電車
- NINA電車
- ツインデックス - 客車・電車

 ドイツ - シーメンス
- デジロ - 電車・気動車
- デジロML - 連接台車を採用しないタイプの電車・気動車

 スイス - シュタッドラー・レール
- GTW - 電車・気動車
- FLIRT - 電車（スイス国鉄RABe523形電車など）
- KISS - 電車（スイス国鉄RABe511形電車など）
- SPATZ - 電車

 チェコ - シュコダ・トランスポーテーション
- レギオ・パンテル - 電車
- シュコダ 7EV - 電車（ČD 471形電車）

 ポーランド - PESA社
- エルフ（en:Pesa Elf）

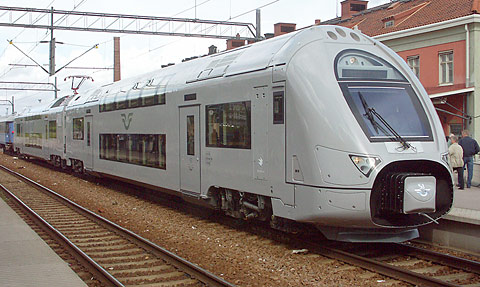
アルストム・コラディア スウェーデンの2階建て車両
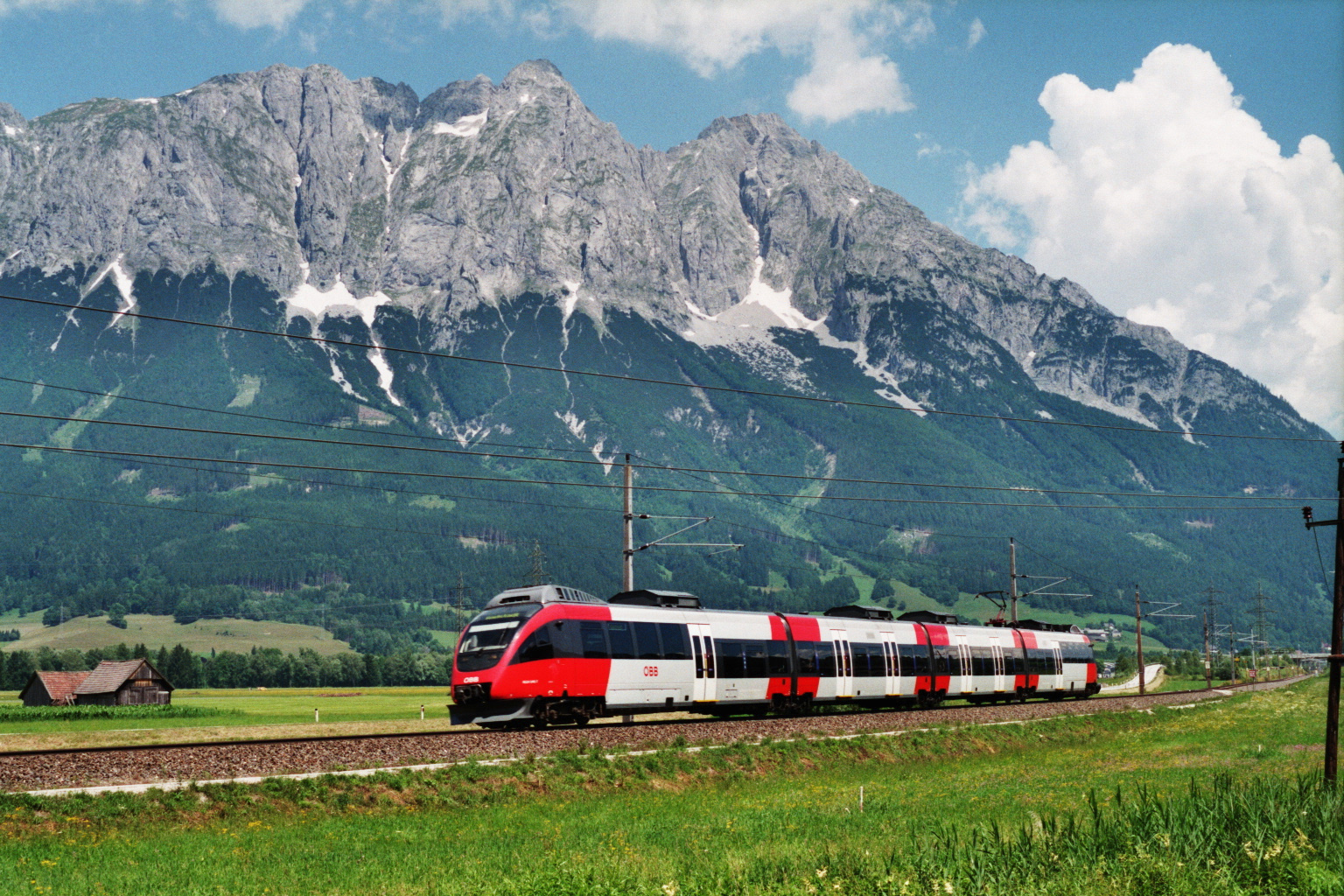
ボンバルディア・タレント
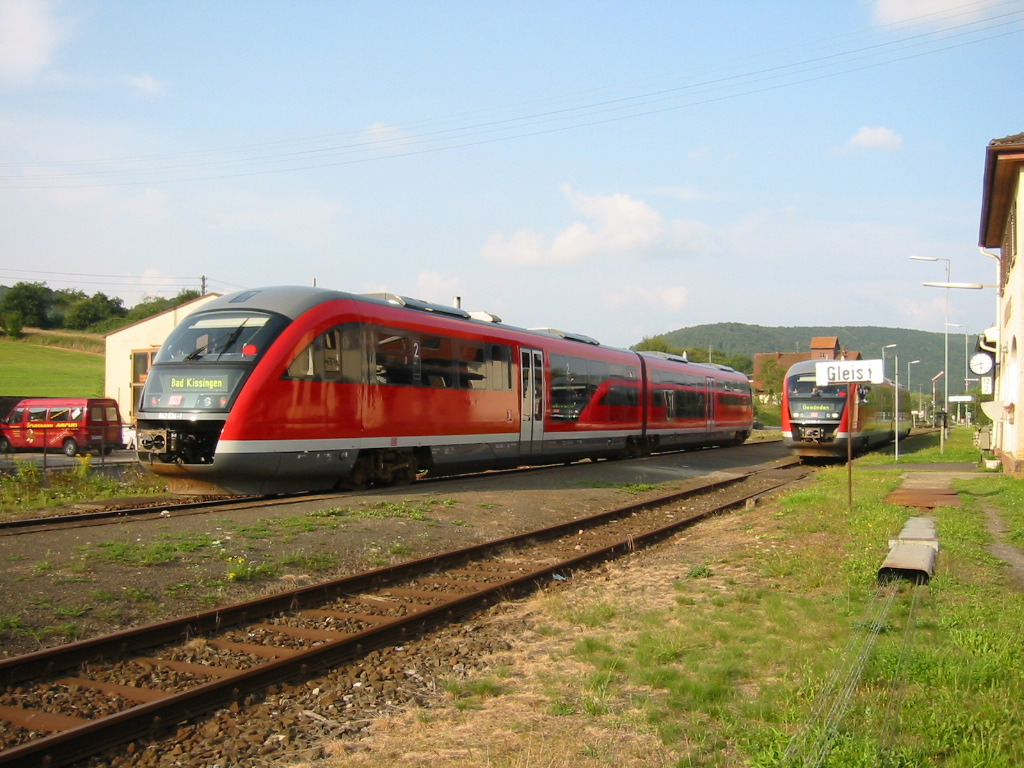
シーメンス・デジロ ドイツ鉄道・642系気動車
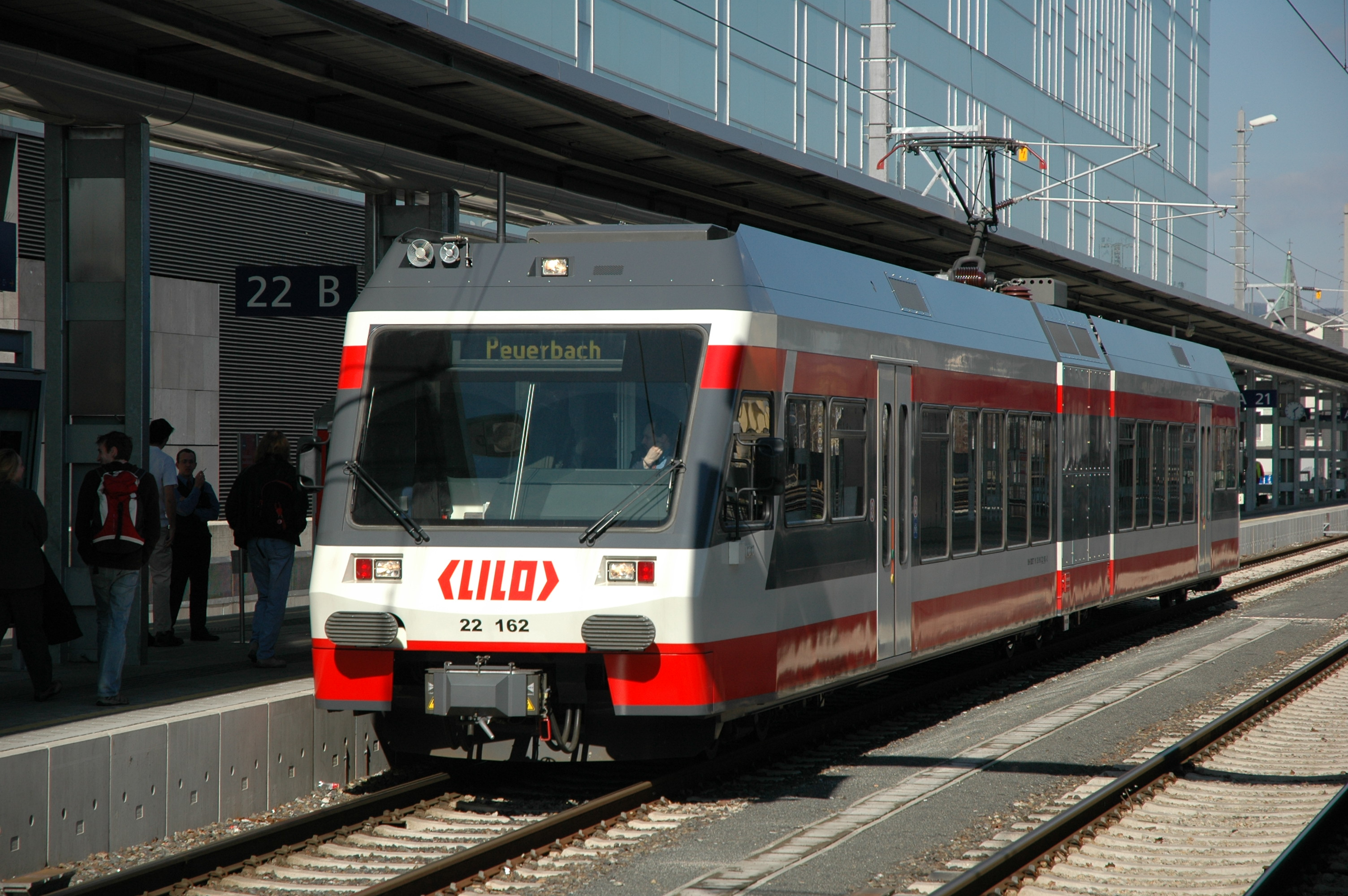
シュタッドラー・GTW
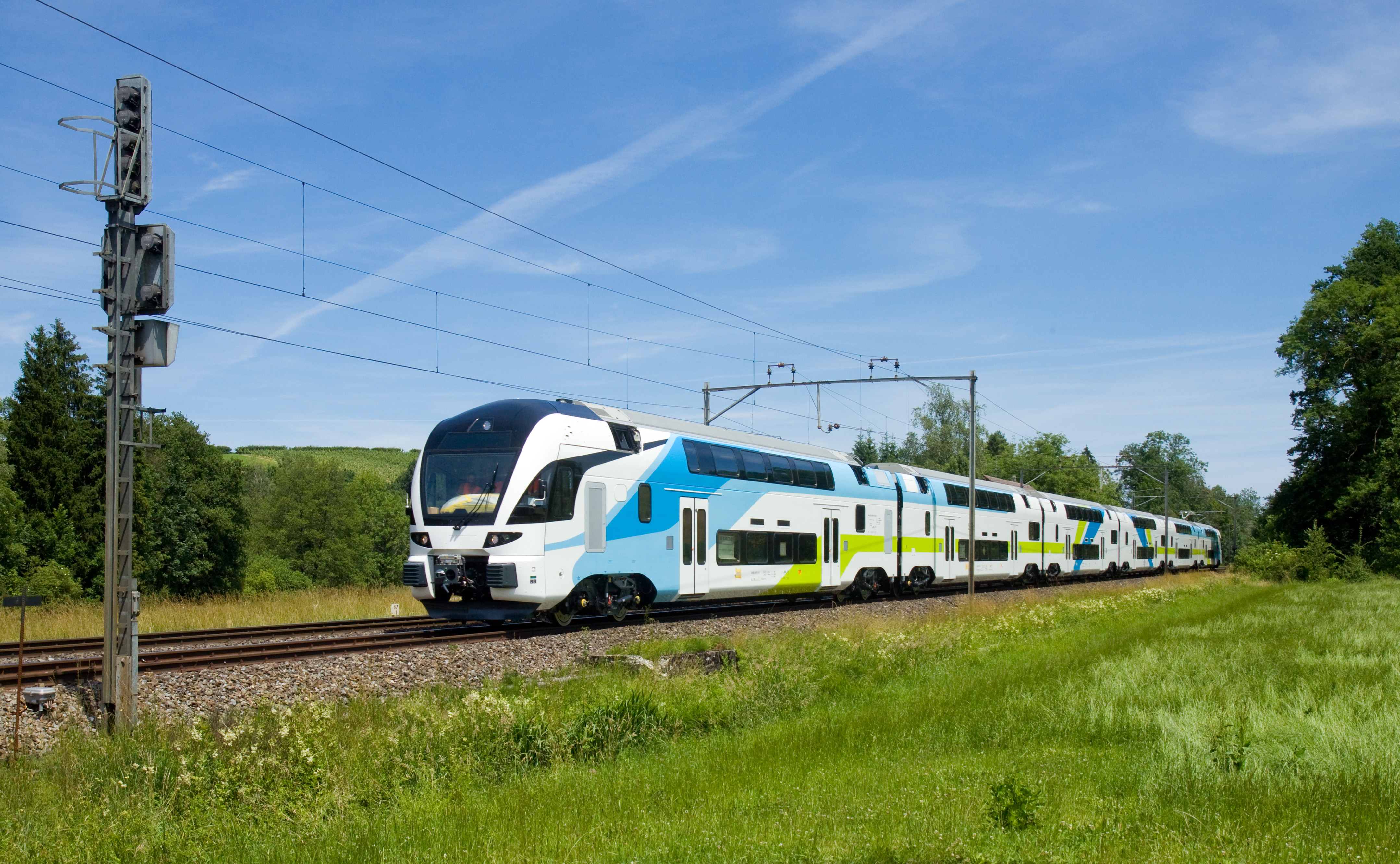
シュタッドラー・KISS
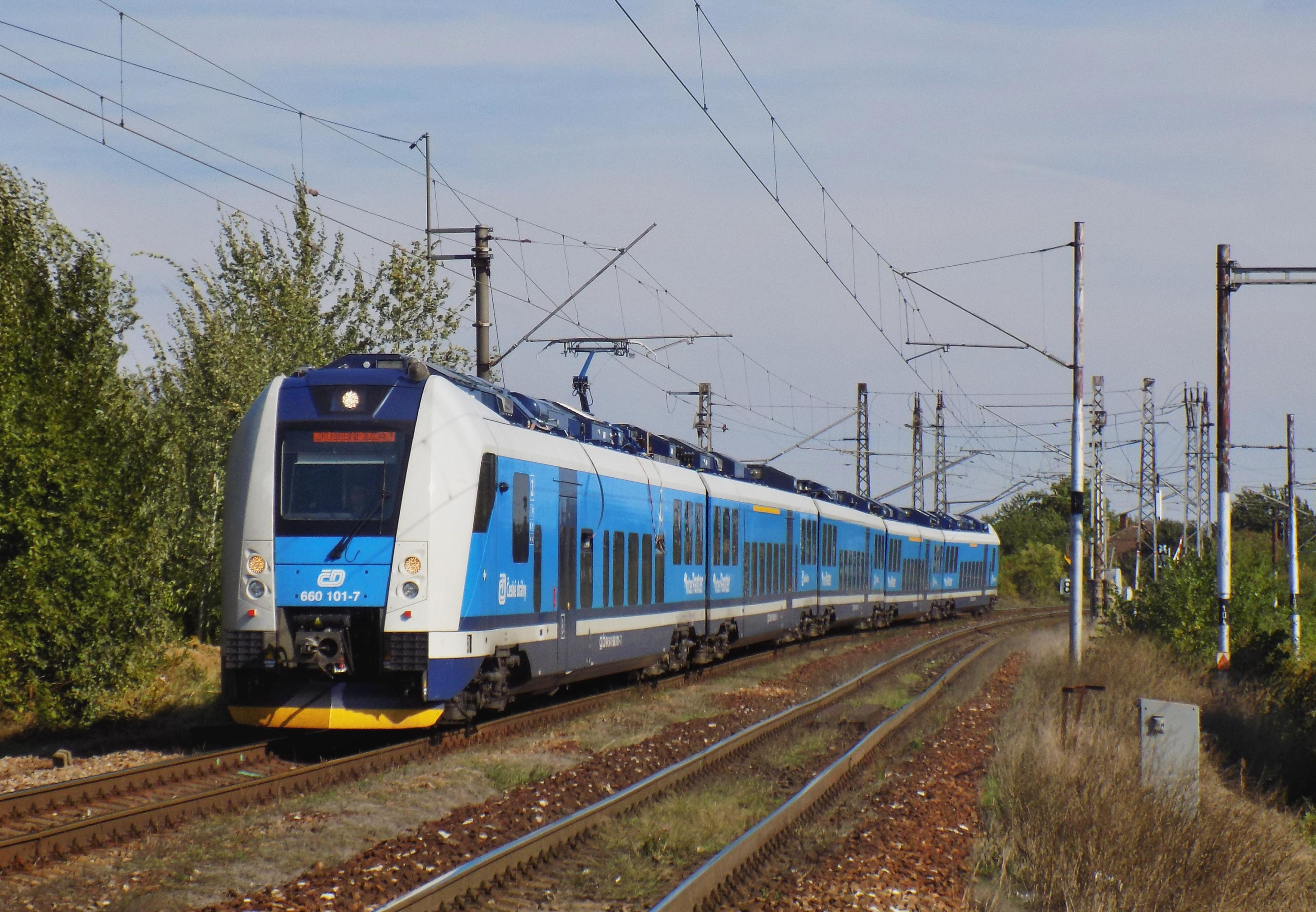
シュコダ 7EV

## 日本の事例
日本では、国土交通省のLRT (次世代型路面電車) への導入支援事業に合わせて、超低床電車の導入が進んでいる。
1997年（平成9年）の熊本市交通局における9700形投入を皮切りに、路面電車のバリアフリー化への対応を目指して複数の事業者が導入を推進している。

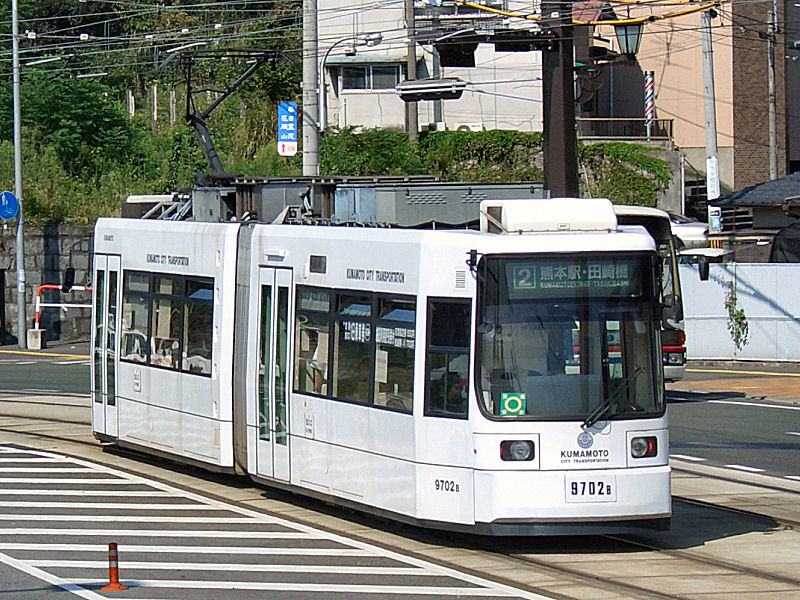
日本初の超低床電車 熊本市交通局9700形 ブレーメン形
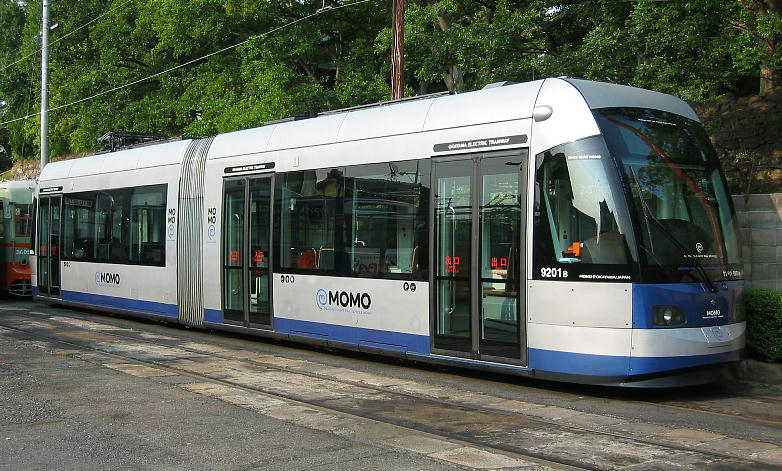
世界初の狭軌仕様のブレーメン形車両 岡山電気軌道の9200形 ブレーメン形
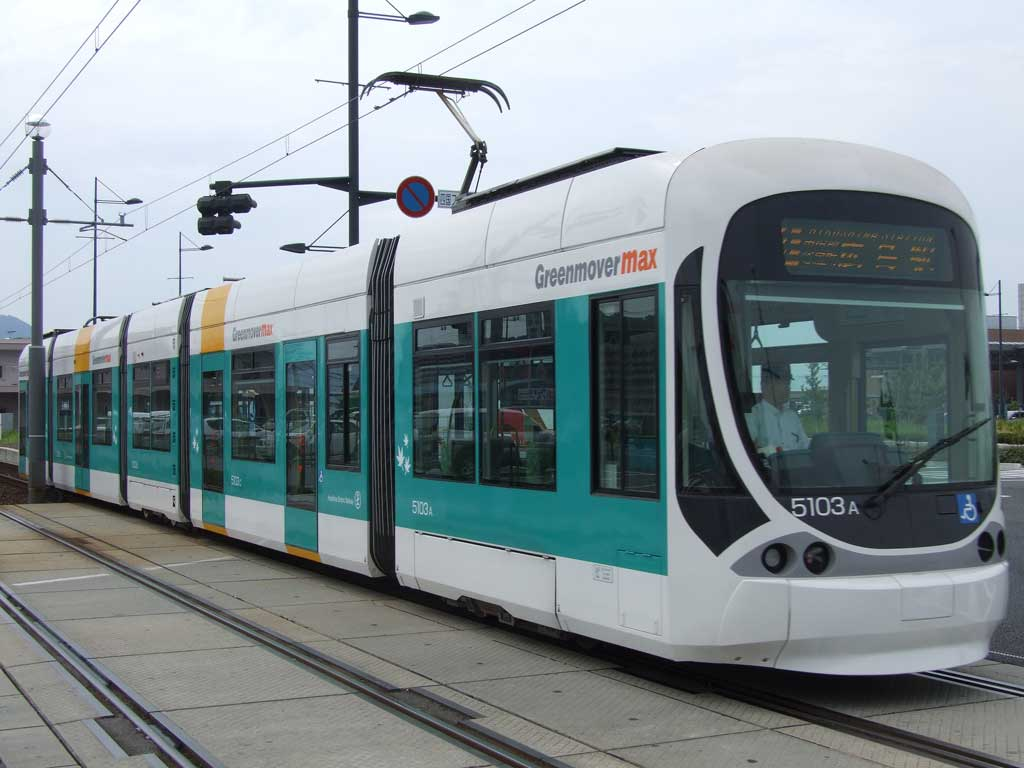
国内最大級の大型車両 広島電鉄の5100形 JTRAM
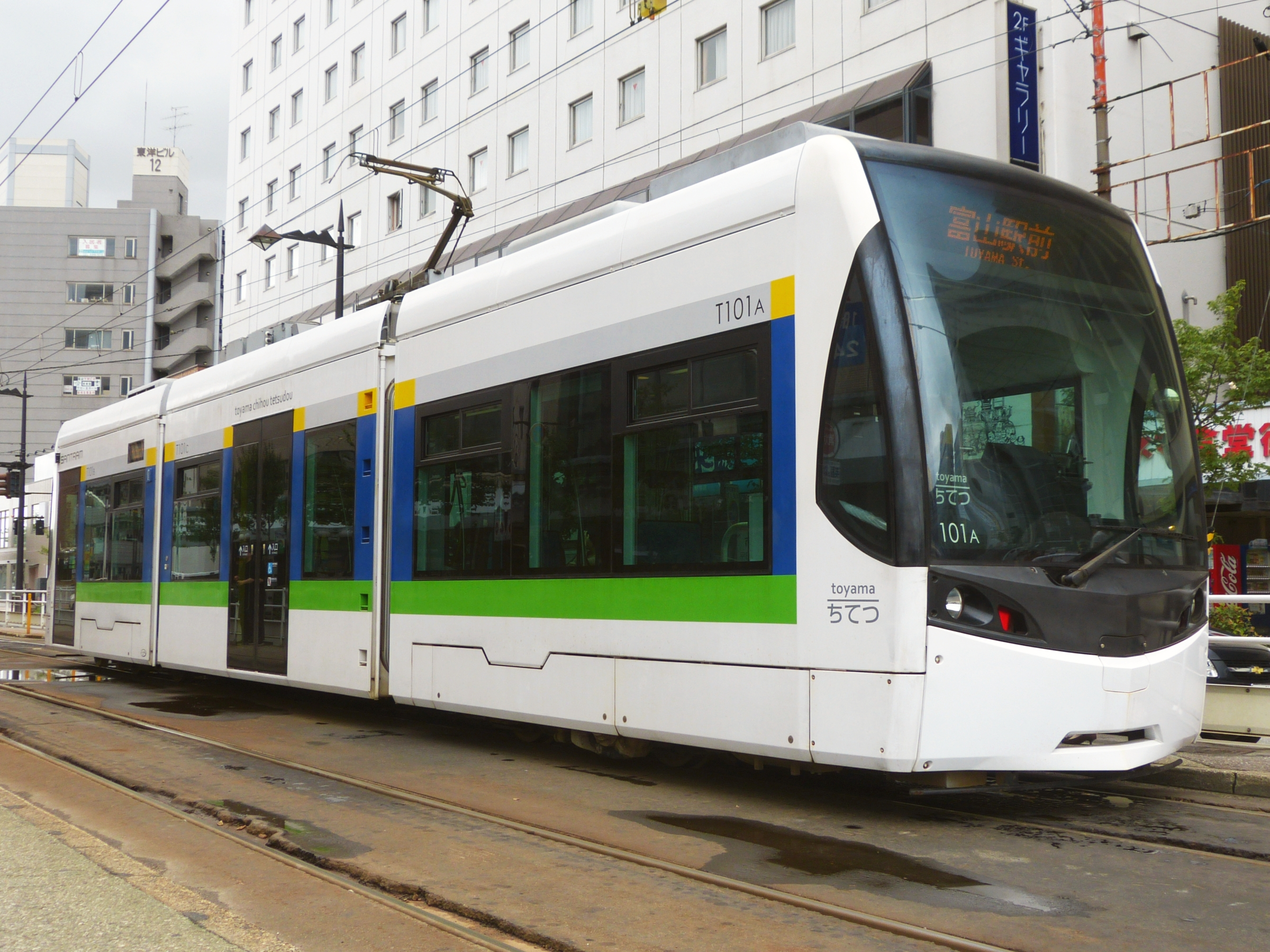
富山地方鉄道のT100形 リトルダンサータイプUa
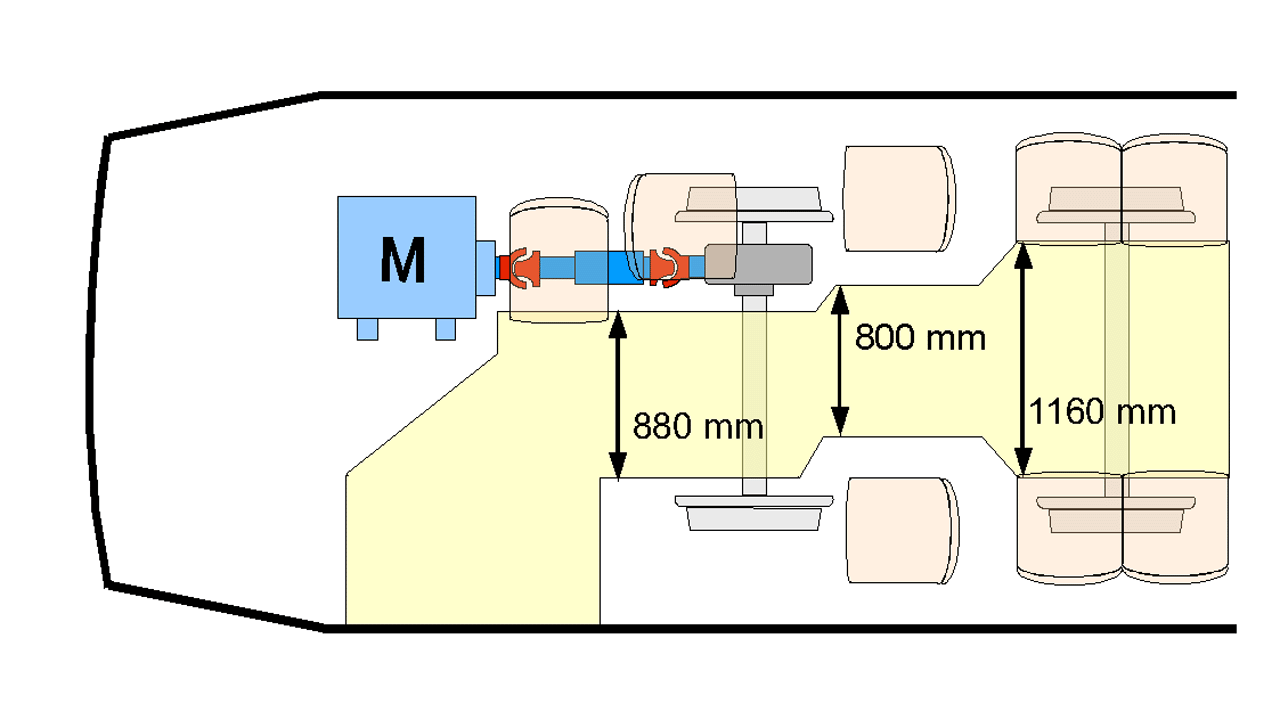
アルナ車両 リトルダンサータイプU 構造概要図 車体装架カルダン駆動方式と従来の輪軸（車軸つき車輪）の採用で走り装置を簡素化しつつ車椅子の使用が可能な通路幅を確保。タイプUaおよびC2も同様の構造である。
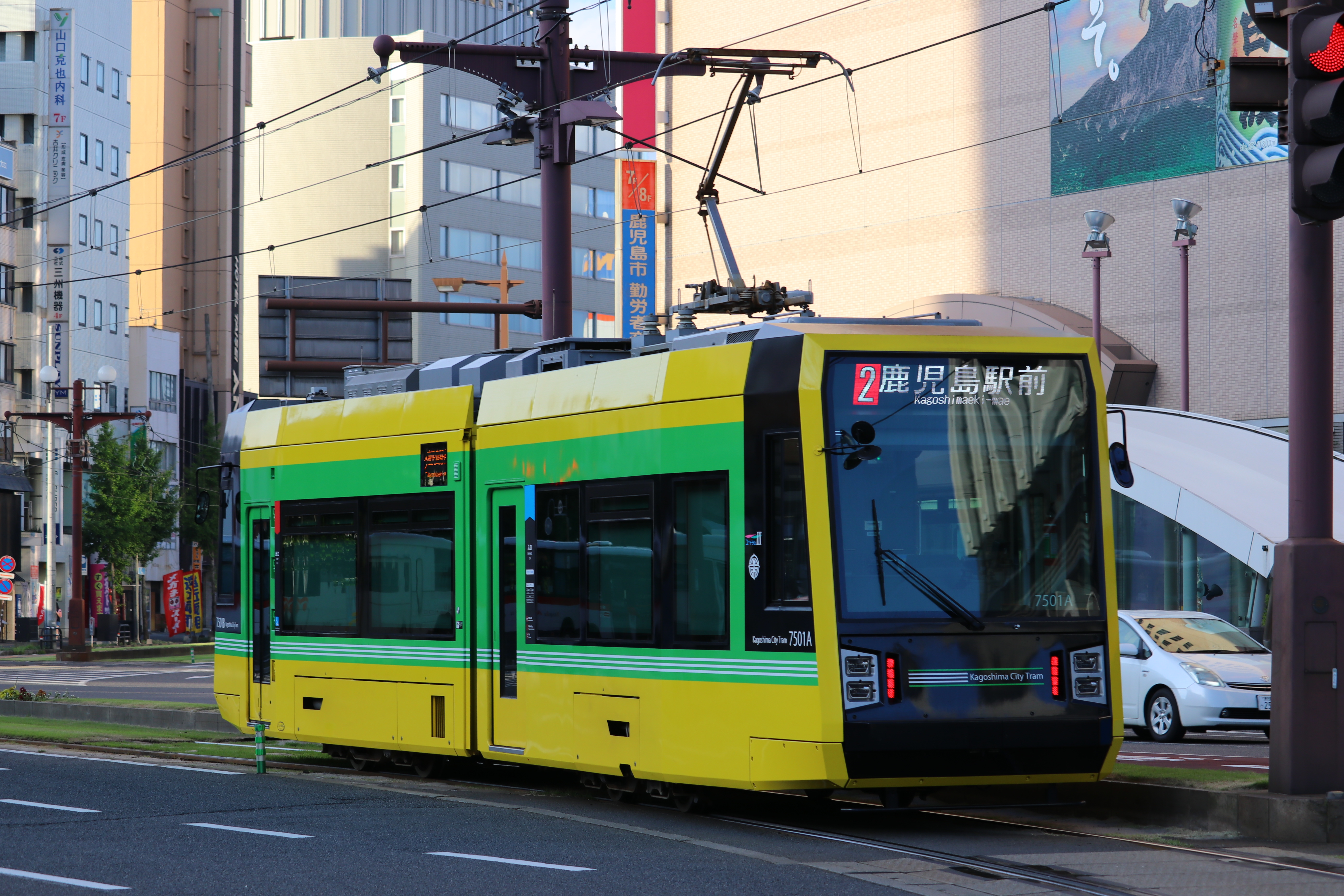
鹿児島市交通局の7500形 リトルダンサータイプX 世界最小クラスのモーターを使用する事で従来車両と同じWN継手を使った平行軸カルダン駆動での100 %超低床を実現した。

### 特徴
- 台車部分以外を低床化した部分低床車と、車軸のない独立車輪式台車を使用するなどして車内を完全に平坦化した完全低床車がある。
- 通常、床下に配置される車両機器を極力小型化、また屋根上に配置できる電子機器などは屋根上に配置している。椅子下に機器を配置する例もある。
- 複数両（2両以上）編成の場合は連接台車や、台車のある短い車体で台車のない長い車体を挟み込むフローティング車体などを採用している。
- 車椅子での乗り降りが楽にできるよう、扉を広くしている。また、車椅子用スペースを設けているのが一般的。
- 車両の横幅を車両限界いっぱいまで広げ、通路を広くしている。車両によっては、車体の裾を広げて通路を広くしている例もある。

### 導入事業者
| 事業者                          | 形式       | 全長 (m) | 定員 （名） | 座席 定員 （名） | 導入年 | 編成数 | 備考 |
| ------------------------------- | ---------- | -------- | ----------- | ---------------- | ------ | ------ | --- |
| 札幌市交通局                    | A1200形    | 17       | 71          | 27               | 2013年 | 3      | リトルダンサータイプUa。愛称は「ポラリス」                                                               |
| 札幌市交通局                    | 1100形     | 13       | 60          | 24               | 2018年 | 10     | リトルダンサータイプS。愛称は「シリウス」                                                                |
| 函館市企業局交通部              | 8100形     | 12.39    | 60          | 26               | 2002年 | 1      | 部分低床型の車体更新車                                                                                   |
| 函館市企業局交通部              | 9600形     | 14       | 62          | 31               | 2007年 | 4      | リトルダンサータイプC2。愛称は「らっくる号」                                                             |
| 宇都宮ライトレール              | HU300形    | 29.52    | 160         | 50               | 2021年 | 17     | ブレーメン形。愛称は「LIGHTLINE」                                                                        |
| 万葉線                          | MLRV1000形 | 18       | 84          | 30               | 2004年 | 6      | ブレーメン形。愛称は「アイトラム」                                                                       |
| 富山ライトレール → 富山地方鉄道 | TLR0600形  | 18.4     | 80          | 28               | 2006年 | 8      | ブレーメン形。愛称は「ポートラム」                                                                       |
| 富山地方鉄道                    | 9000形     | 18.4     | 80          | 28               | 2009年 | 3      | ブレーメン形。愛称は「セントラム」                                                                       |
| 富山地方鉄道                    | T100形     | 16.3     | 74          | 29               | 2010年 | 4      | リトルダンサータイプUa。愛称は「サントラム」                                                             |
| 名古屋鉄道                      | モ800形    | 14.78    | 72          | 30               | 2000年 | 3      | 使用路線が2005年に廃線になったため豊橋鉄道、福井鉄道へ譲渡                                               |
| 豊橋鉄道                        | モ800形    | 14.78    | 72          | 30               | 2005年 | ３     | 元・名鉄車 モ801は2005年に名鉄より譲受。モ802・モ803は2019年に福井鉄道より譲受。                         |
| 豊橋鉄道                        | T1000形    | 16.2     | 74          | 29               | 2008年 | 1      | リトルダンサータイプUa。愛称は「ほっトラム」                                                             |
| 福井鉄道                        | モ800形    | 14.78    | 72          | 30               | 2006年 | 2      | 元・名鉄車。2018年に運用終了し、豊橋鉄道へ再譲渡                                                         |
| 福井鉄道                        | F1000形    | 27.16    | 155         | 53               | 2013年 | 4      | ブレーメン形。愛称は「FUKURAM」                                                                          |
| 福井鉄道                        | F2000形    | 21.4     | 115         | 43               | 2023年 | 1      | リトルダンサータイプnew-L。愛称は「FUKURAMU Liner」                                                      |
| えちぜん鉄道                    | L形        | 18.7     | 100         | 32               | 2016年 | 2      | ブレーメン形。愛称は「ki-bo」                                                                            |
| 阪堺電気軌道                    | 1001形     | 16.3     | 76          | 27               | 2013年 | 3      | リトルダンサータイプUa。愛称は「堺トラム」                                                               |
| 阪堺電気軌道                    | 1101形     | 16.3     | 76          | 27               | 2020年 | 1      | リトルダンサータイプUa。                                                                                 |
| 岡山電気軌道                    | 9200形     | 18       | 74          | 20               | 2002年 | 3      | ブレーメン形。愛称は「MOMO」「MOMO2」「おかでんチャギントン」                                            |
| 広島電鉄                        | 5000形     | 30.52    | 153         | 52               | 1999年 | 12     | コンビーノ。愛称は「GREEN MOVER」                                                                        |
| 広島電鉄                        | 5100形     | 30       | 149         | 56               | 2005年 | 10     | JTRAM。愛称は「Green mover max」                                                                         |
| 広島電鉄                        | 1000形     | 18.6     | 86          | 33               | 2013年 | 18     | JTRAM。愛称は「PICCOLO」「PICCOLA」「GREEN MOVER LEX」                                                   |
| 広島電鉄                        | 5200形     | 30       | 151         | 58               | 2019年 | 9      | JTRAM。愛称は「Green mover APEX」                                                                        |
| 伊予鉄道                        | モハ2100形 | 12       | 47          | 20               | 2002年 | 10     | リトルダンサータイプS                                                                                    |
| 伊予鉄道                        | モハ5000形 | 12.5     | 60          | 26               | 2017年 | 14     | リトルダンサータイプS                                                                                    |
| とさでん交通                    | 100形      | 17.5     | 71          | 28               | 2002年 | 1      | リトルダンサータイプL。愛称は「ハートラム」                                                              |
| とさでん交通                    | 3000形     | 16.5     | 71          | 28               | 2018年 | 3      | リトルダンサータイプUa。愛称は「ハートラムII」                                                           |
| 筑豊電気鉄道                    | 5000形     | 17.6     | 87          | 34               | 2015年 | 4      | リトルダンサータイプUa                                                                                   |
| 長崎電気軌道                    | 3000形     | 15.1     | 63          | 28               | 2004年 | 3      | リトルダンサータイプU                                                                                    |
| 長崎電気軌道                    | 5000形     | 16.3     | 73          | 27               | 2011年 | 3      | リトルダンサータイプUa                                                                                   |
| 長崎電気軌道                    | 6000形     | 12.2     | 62          | 28               | 2022年 | ２     | リトルダンサータイプN                                                                                    |
| 熊本市交通局                    | 9700形     | 18.55    | 76          | 24               | 1997年 | 5      | ブレーメン形2編成が廃車                                                                                  |
| 熊本市交通局                    | 0800形     | 18.4     | 82          | 30               | 2009年 | 3      | ブレーメン形                                                                                             |
| 鹿児島市交通局                  | 1000形     | 14       | 55          | 24               | 2002年 | 9      | リトルダンサータイプA3。2・3次車の定員は58名。2次車の着席定員は20名、3次車では18名。愛称は「ユートラム」 |
| 鹿児島市交通局                  | 7000形     | 18       | 78          | 24               | 2007年 | 4      | リトルダンサータイプA5。愛称は「ユートラムII」                                                           |
| 鹿児島市交通局                  | 7500形     | 14.4     | 65          | 32               | 2017年 | 4      | リトルダンサータイプX。愛称は「ユートラムIII」                                                           |